# 현대 그랜저
현대 그랜저는 현대자동차가 생산하는 전륜구동 준대형 세단이다. 그랜저는 영어 "(Grandeur)" 장관으로 딴 차종이다

## 1세대(YFL)

### 그랜저(1986년7월~1992년9월)

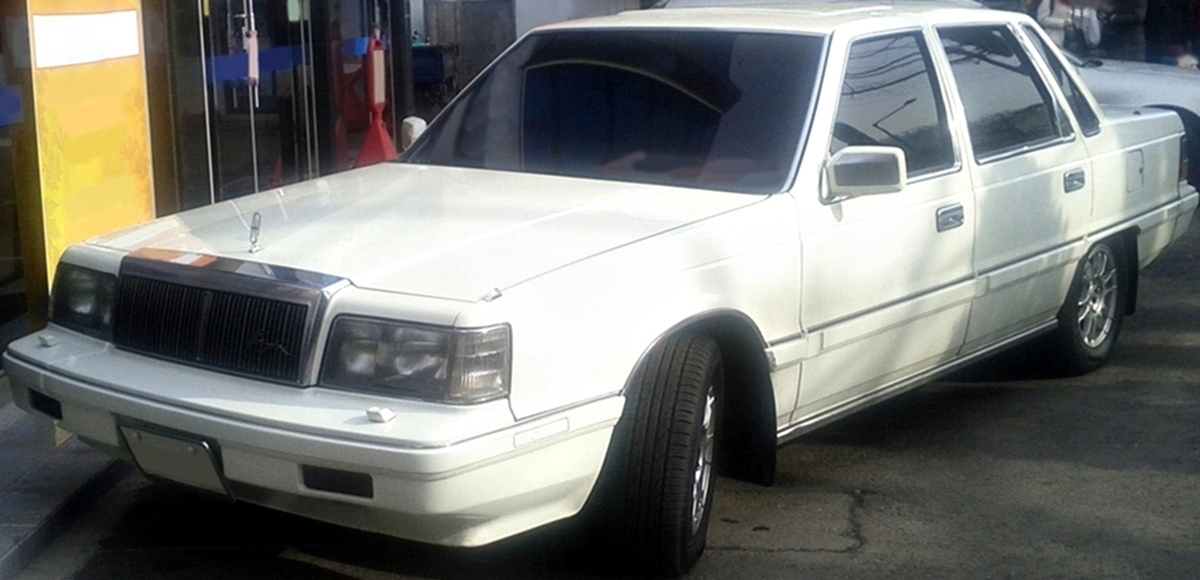
현대 그랜저 (전기형) 정측면

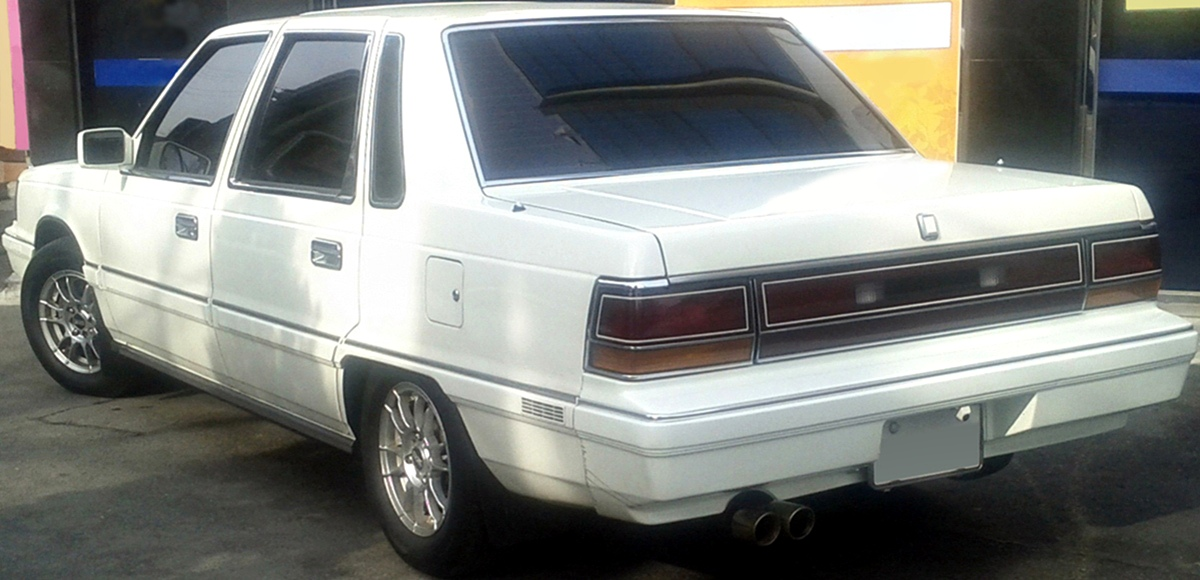
현대 그랜저 (전기형) 정측면

1986년 7월 24일에 출시되었다. 사람들 사이에서는 직선이 많아 각이 져 보인다고 하여 '각(角)그랜저'라는 별칭으로 불렸다. 서울 올림픽을 앞두고 올림픽 공식 스폰서였던 대한민국 현대자동차가 일본 미쓰비시자동차공업과 공동으로 개발하였다. 차체와 디자인은 현대자동차가 담당하였고, 엔진과 파워트레인, 설계는 미쓰비시자동차공업이 담당하였다. 대한민국산 대형차로는 최초로 전륜구동 방식이 채택되어 넓은 실내 공간을 구현하였고 대우 로얄 시리즈가 장악하던 대형차 시장의 선두를 빼앗은 이래, 대한민국산 고급 승용차의 선구자로 자리매김하였다. 처음에는 120마력 2.0ℓ 시리우스 SOHC MPI 엔진에 5단 수동변속기만 적용되었지만, 후에 2.4ℓ 시리우스 SOHC MPI 엔진과 4단 자동변속기가 추가되어 선택의 폭이 넓어졌으며 2.0에도 자동변속기 옵션이 추가됐다. 일본 현지에서는 미쓰비시 데보네어(2세대)로 판매되었지만 토요타 크라운, 닛산 세드릭 등 경쟁 차종에 밀려 인기를 많이 얻지 못했다. 1989년 9월에는 164마력 V6 3.0ℓ SOHC 사이클론 MPI 엔진이 추가되었으며, 안전최고속도는 165km/h였다. V6 3.0 SOHC에는 ABS와 ECS가 적용되었으며, V6 레터링 및 사이드 가니쉬와 15인치 알루미늄 휠로 차별화를 꾀하였다. 이것과 함께 선보인 1990년형은 리어 콤비네이션 램프의 디자인이 변경되었다. 차량의 코드명은 YFL로, Y카 쏘나타의 앞바퀴굴림 롱바디 차량이라는 의미를 담고 있다.
2022년 11월 14일에 출시한 7세대 그랜저(GN7)는 리어 글래스, 스티어링 휠 등에서 1세대 그랜저 디자인의 일부를 차용했다.

#### 라인업
| 구분   | 2.0ℓ 가솔린      | 2.4ℓ 가솔린 | V6 3.0ℓ 가솔린 |
| ------ | ---------------- | ----------- | -------------- |
| 그랜저 | 2.0 2.0 오토매틱 | 2.4 ABS 팩  | 소셜 V6 3.0    |

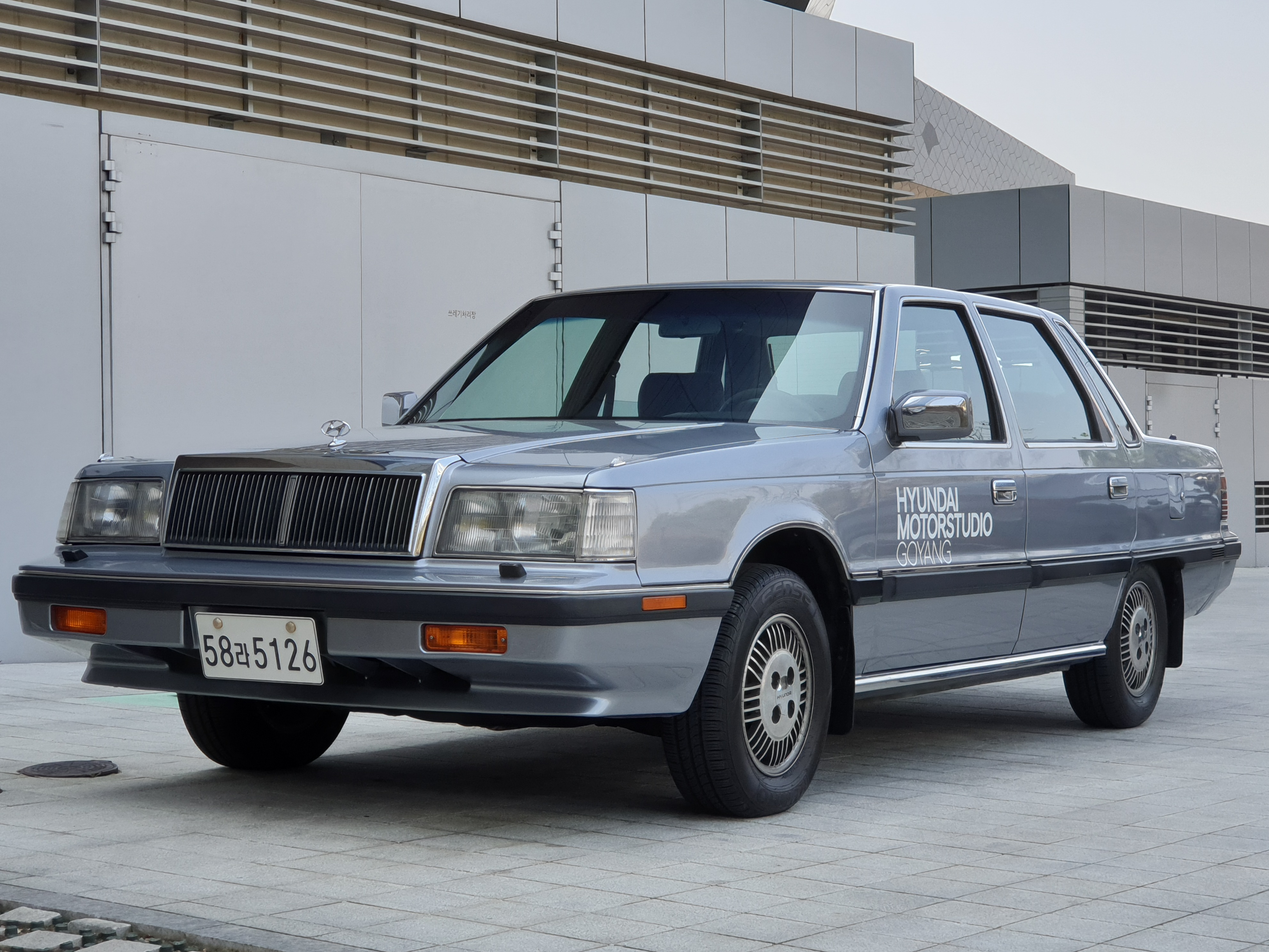
현대 그랜저 (후기형) 정측면
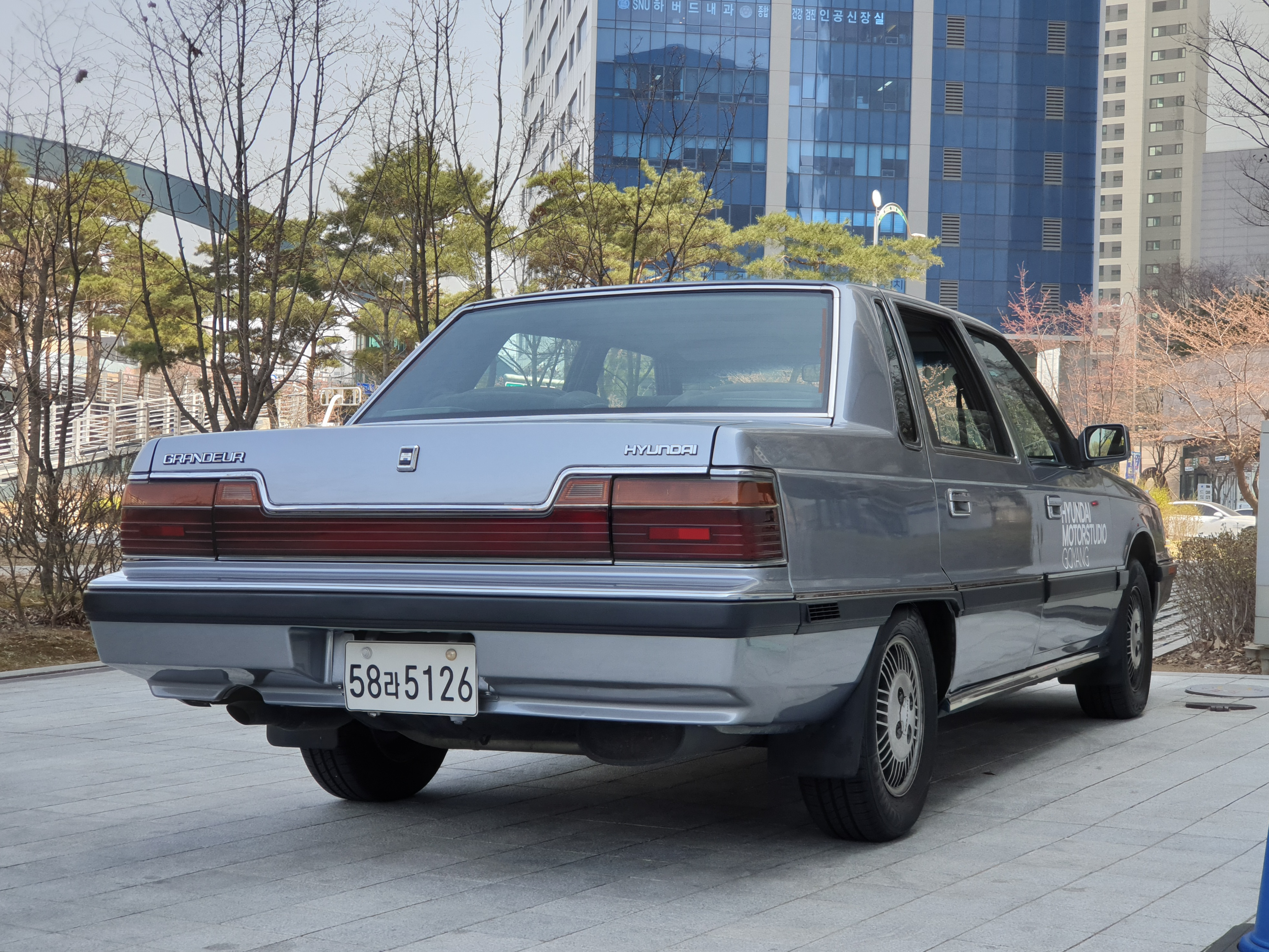
현대 그랜저 (후기형) 후측면
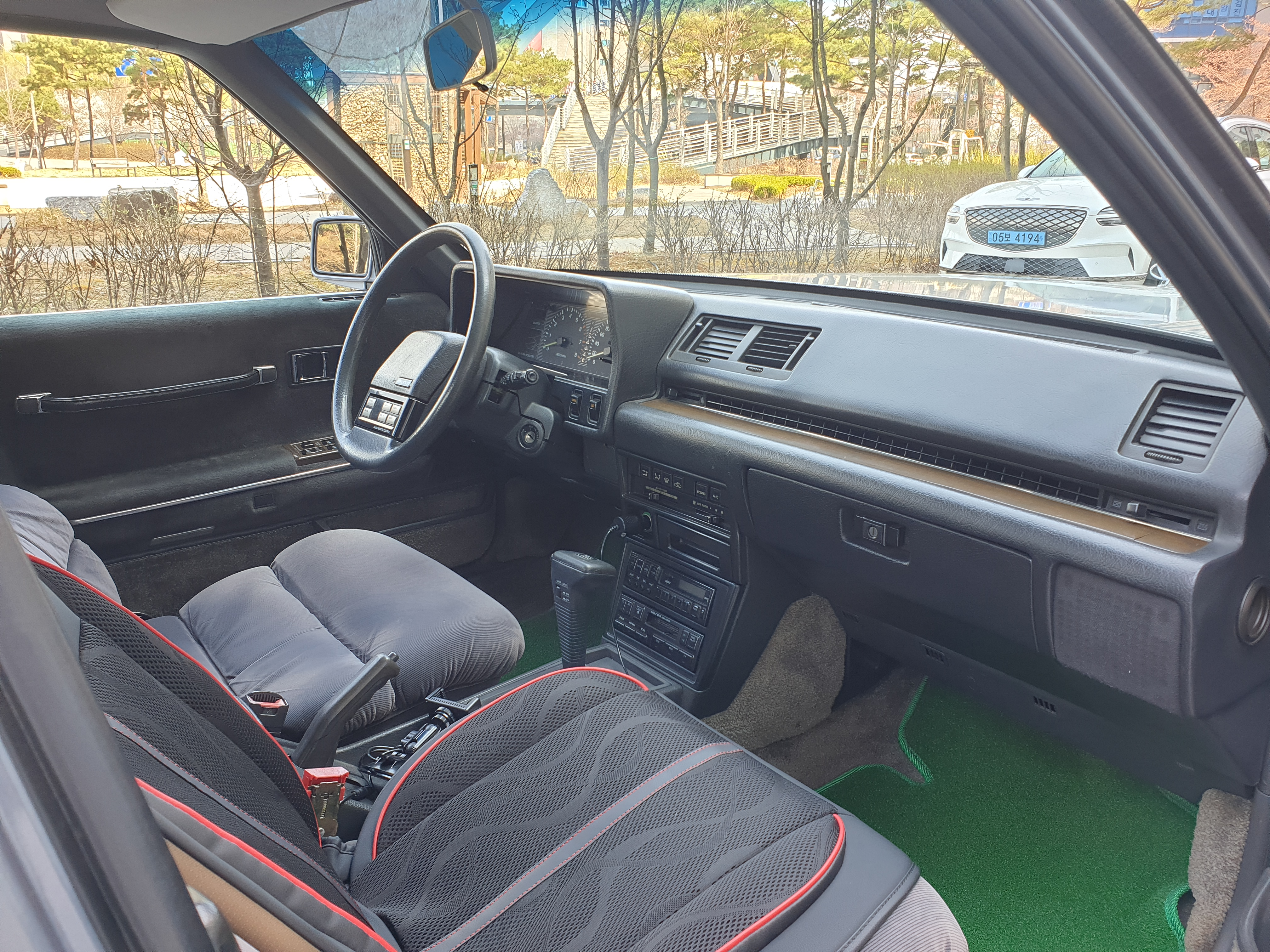
현대 그랜저 (후기형) 실내
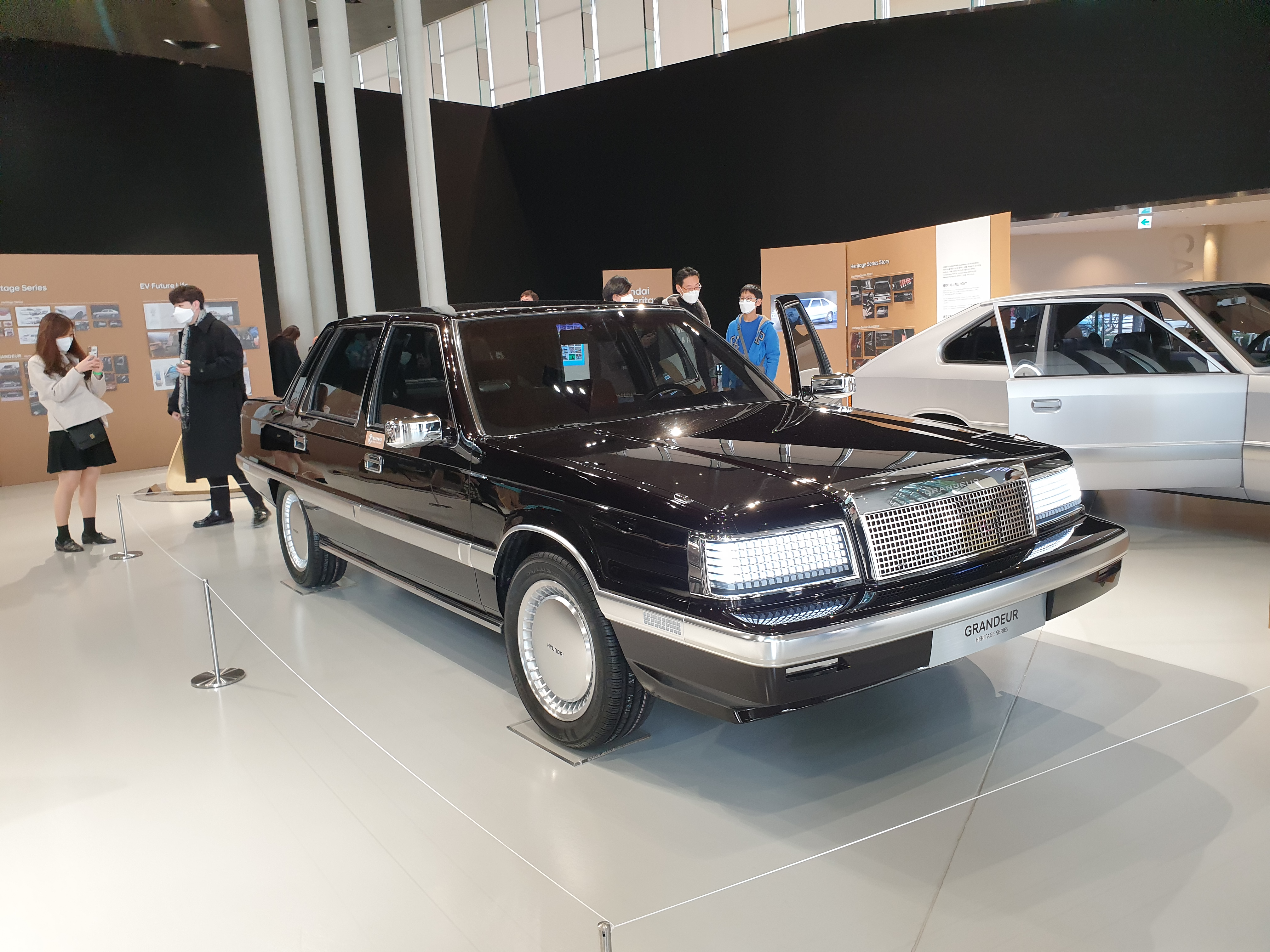
현대 그랜저 EV 해리티지 정측면
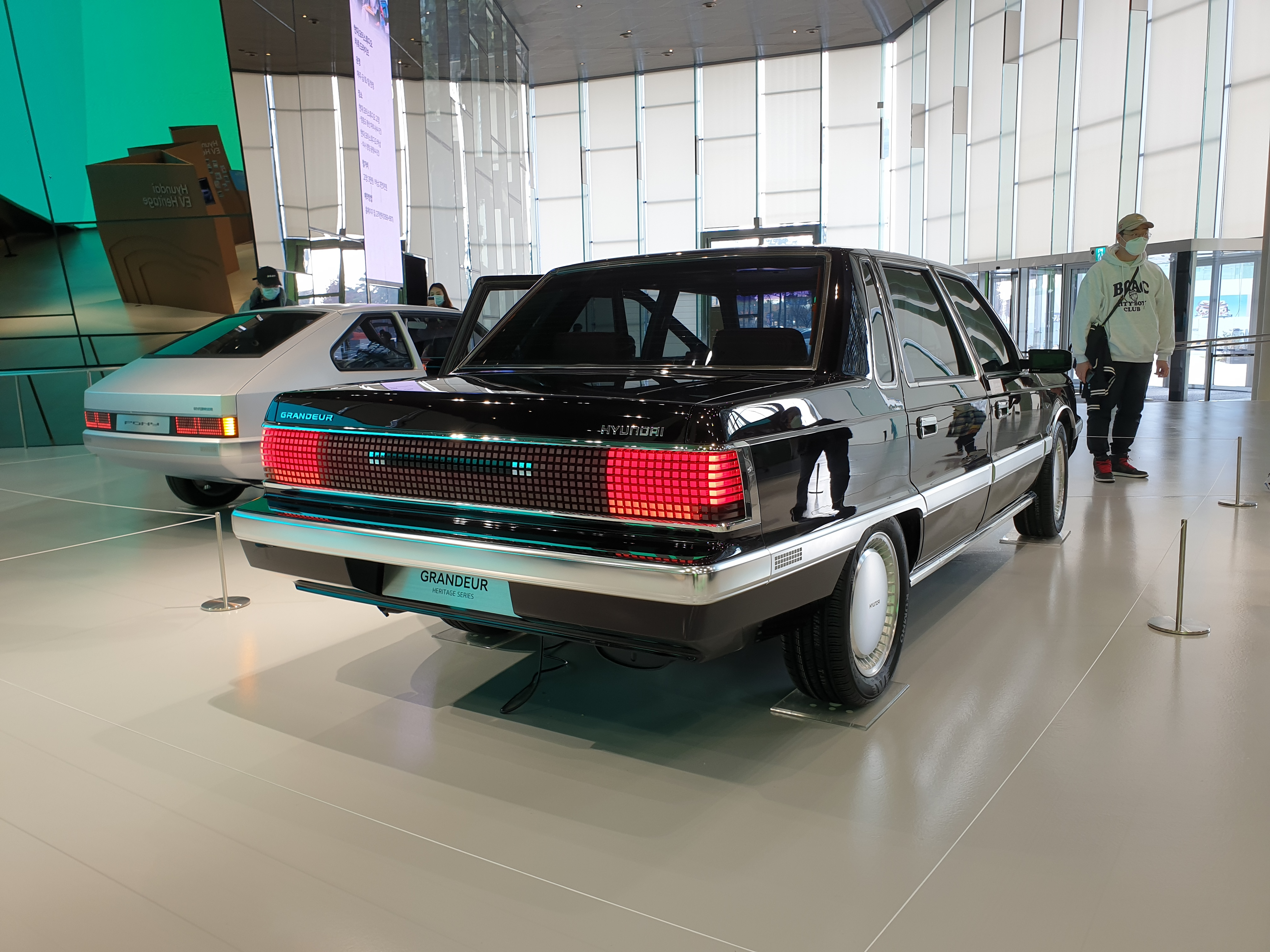
현대 그랜저 EV 해리티지 후측면

그랜저 제원
| 구분                  | 2.0ℓ 시리우스 SOHC                    | 2.4ℓ 시리우스 SOHC                    | 3.0ℓ V6 사이클론 SOHC                 |          |
| --------------------- | ------------------------------------- | ------------------------------------- | ------------------------------------- | -------- |
| 전장 (mm)             | 4,865                                 | 4,865                                 | 4,865                                 |          |
| 전폭 (mm)             | 1,725                                 | 1,725                                 | 1,725                                 |          |
| 전고 (mm)             | 1,450                                 | 1,430                                 | 1,430                                 |          |
| 축거 (mm)             | 2,735                                 | 2,735                                 | 2,735                                 |          |
| 윤거 (전, mm)         | 1,455                                 | 1,455                                 | 1,455                                 |          |
| 윤거 (후, mm)         | 1,405                                 | 1,405                                 | 1,405                                 |          |
| 승차 정원             | 5명                                   | 5명                                   | 5명                                   |          |
| 변속기                | 수동 5단 자동 4단                     | 자동 4단                              | 자동 4단                              | 자동 4단 |
| 구동 형식             | 전륜구동                              | 전륜구동                              | 전륜구동                              |          |
| 엔진 형식             | G4CP                                  | G4CS                                  | G6AT                                  |          |
| 연료                  | 가솔린                                | 가솔린                                | 가솔린                                |          |
| 배기량 (cc)           | 1,997                                 | 2,351                                 | 2,972                                 |          |
| 최고 출력 (ps/rpm)    | 120/5,000 (이후 111/5,000으로 변경)   | 130/4,500 (이후 123/5,000으로 변경)   | 175/5,000 (이후 161/5,000으로 변경)   |          |
| 최대 토크 (kgf·m/rpm) | 16.2/3,500 (이후 17.3/4,000으로 변경) | 18.5/4,000 (이후 19.9/4,000으로 변경) | 25.5/2,500 (이후 24.5/2,500으로 변경) |          |
| 공차 중량 (kg)        | 1,409(수동 5단)/ 1,430(자동 4단)      | 1,459(자동 4단)                       | 1,540(자동 4단)                       |          |
| 연비 (km/ℓ)           | 10.04(수동 5단)/ 8.54(자동 4단)       | 9.04(자동 4단)                        | 7.81(자동 4단)                        |          |

## 2세대(LX)

### 뉴 그랜저(1992년9월~1998년9월)

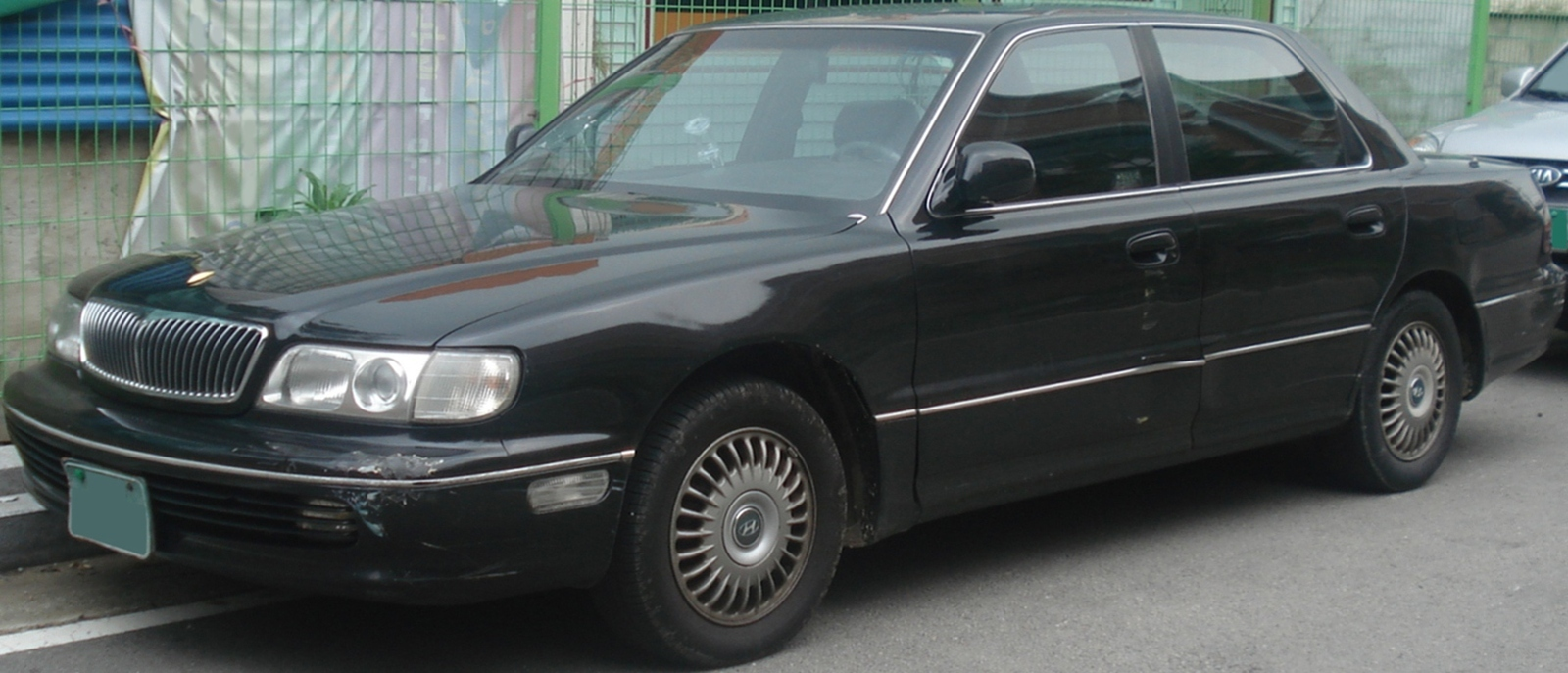
현대 뉴 그랜저 (전기형) 정측면

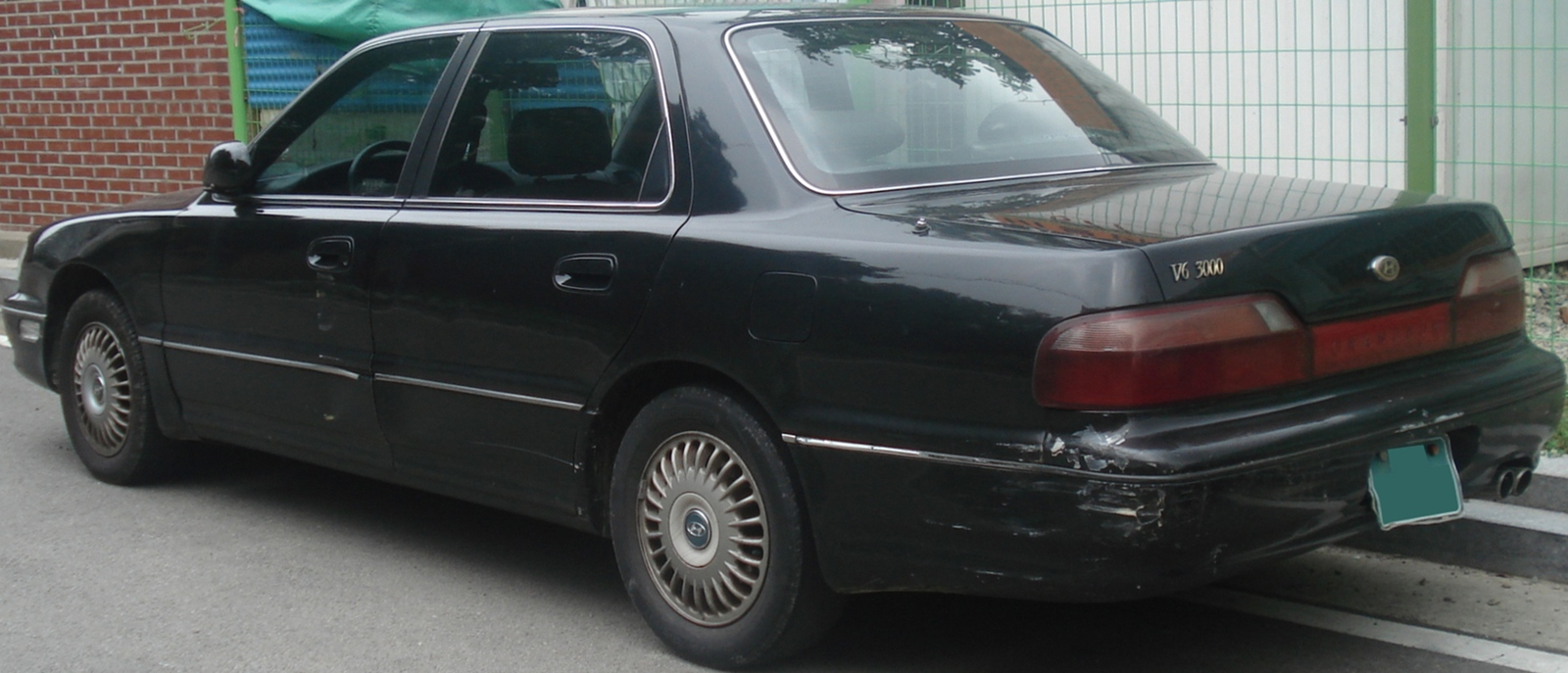
현대 뉴 그랜저 (전기형) 후측면

1세대처럼 현대자동차가 미쓰비시자동차공업과 공동으로 개발하여 1992년 9월 18일에 출시되었다. 대한민국산 자동차 최초로 운전석 에어백, ECS(전자 제어 서스펜션), 냉장 쿨 박스 등이 적용되었고, 인테리어는 가죽 시트와 장미 무늬 우드그레인 등으로 고급스럽게 꾸며졌다. 조수석 에어백과 측면 에어백은 부분변경하면서 추가됐다. 택시의 고급화에 발맞추어 2세대부터는 LPG 택시도 추가되고 있으며, 160마력 V6 3.0리터 SOHC LPG 엔진이 장착되고 현대 갤로퍼, 현대 스타렉스, 현대 리베로도 이 LPG 엔진을 공용했다. 1세대에 이어 일본에서는 미쓰비시 데보네어(3세대)로 판매되었지만, 역시 인기를 끌지 못하고 결국 단종되었다. 1993년 4월 3일에 시리우스 2.4ℓ SOHC MPI 엔진이 추가되었고, 1994년 2월 15일에는 사이클론 225마력 V6 3.5리터 DOHC MPI 엔진이 추가되었다. 같은 해 10월 12일에는 전자제어 서스펜션과 조수석 에어백이 신규 적용된 1995년형이 출시되었고 11월 10일에는 2.4ℓ 시리우스 MPI 엔진을 대체하는 V6 2.5ℓ 사이클론 MPI 엔진이 추가되었다. 1996년 5월에는 페이스 리프트 모델인 다이너스티가 출시되어 현대자동차의 새로운 기함이 되었고 이에 앞서 4월 24일에 나온 1997년형 모델에는 V6 3.5ℓ 사이클론 MPI 엔진이 단종되어 자연스럽게 다이너스티로 이관됐다. 1997년 7월 2일에 나온 1998년형은 대한민국산 자동차 최초로 사이드 에어백이 적용되었다. 이외에도 운전석에서 스위치로 접는 아웃사이드 미러와 글래스 안테나가 새로 적용되었고, 전·후석 AV 시스템이 옵션으로 추가되었다.

#### 라인업
| 구분      | 2.4ℓ LPG (택시) | V6 3.0ℓ LPG (택시) | 2.0ℓ 가솔린                                          | 2.4ℓ 가솔린 | V6 2.5ℓ 가솔린 | V6 3.0ℓ 가솔린                      | V6 3.5ℓ 가솔린 |
| --------- | --------------- | ------------------ | ---------------------------------------------------- | ----------- | -------------- | ----------------------------------- | -------------- |
| 뉴 그랜저 | 택시            | 택시               | 2.0(이후 2.0 DOHC로 변경) 디럭스 엑시모 이그제큐티브 | EXE         | 2.5 DOHC       | 소셜 3.0(이후 3.0 DOHC로 변경) 골드 | 3.5 DOHC 골드  |

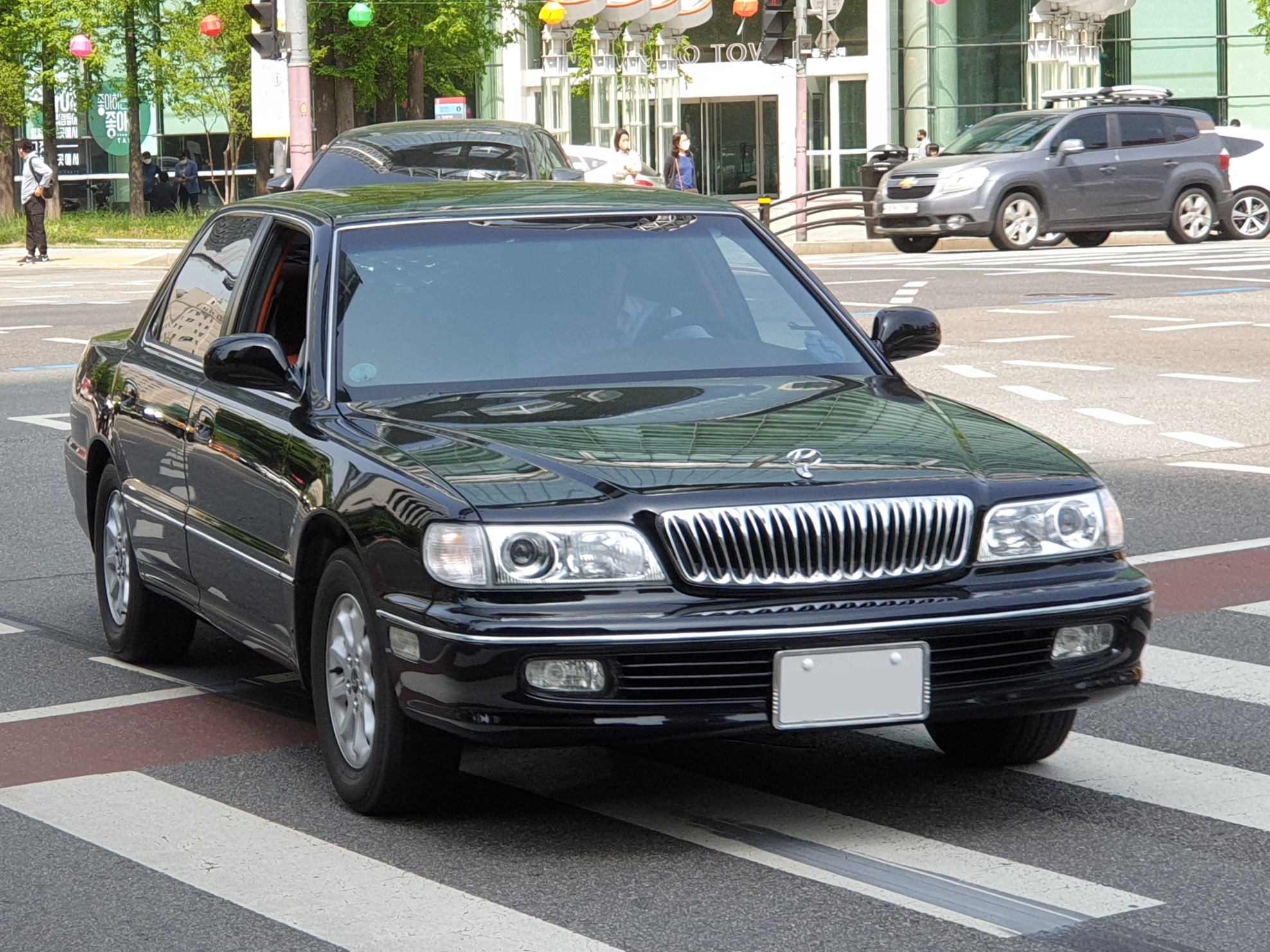
현대 뉴 그랜저 (후기형) 정측면
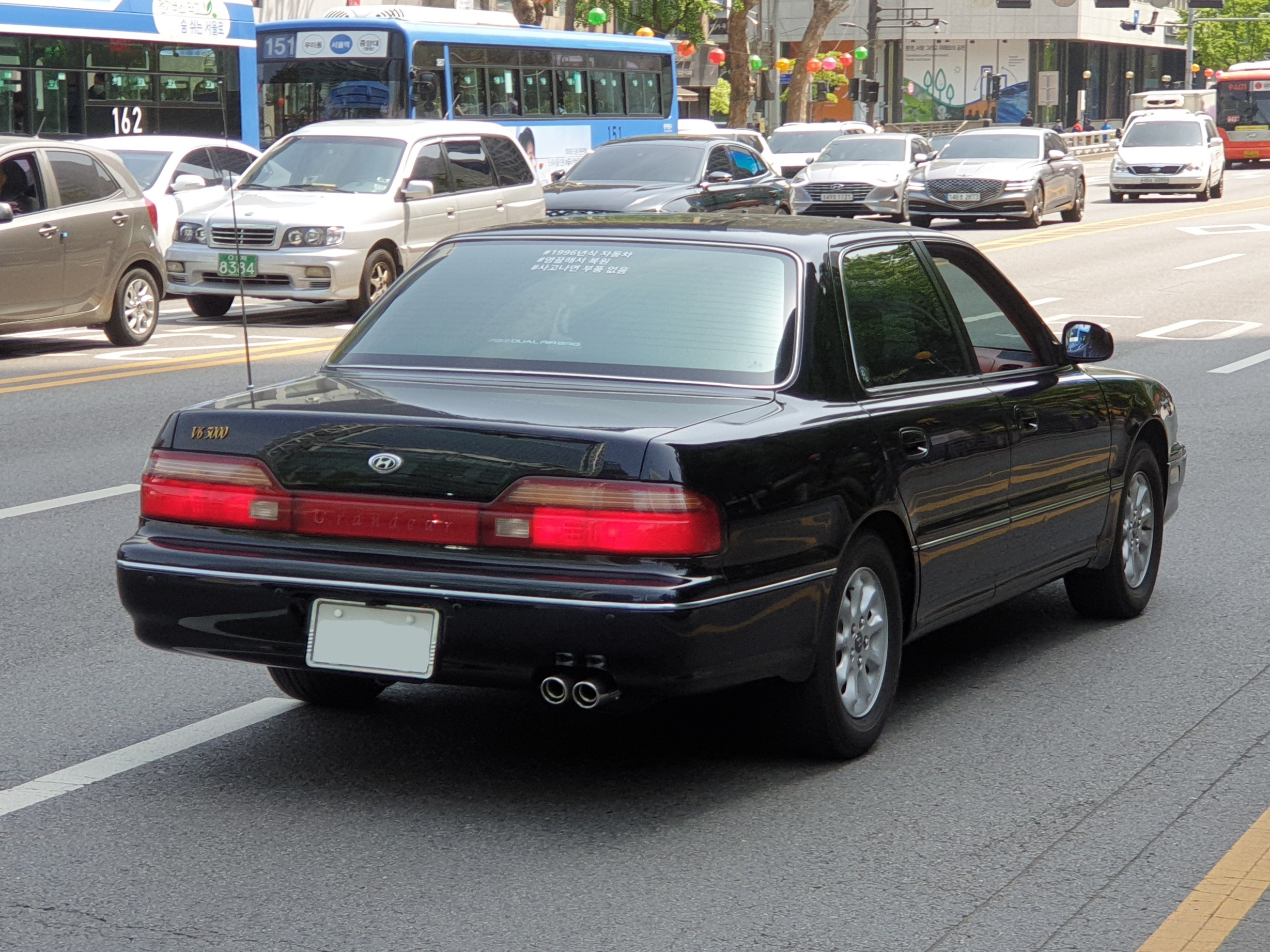
현대 뉴 그랜저 (후기형) 후측면

뉴 그랜저 제원
| 구분                  | 2.0ℓ 시리우스 DOHC                                | 2.4ℓ 시리우스 SOHC                           | 2.5ℓ V6 사이클론 DOHC                     | 3.0ℓ V6 사이클론 SOHC | 3.0ℓ V6 사이클론 DOHC                     | 3.5ℓ V6 사이클론 DOHC                                              |
| --------------------- | ------------------------------------------------- | -------------------------------------------- | ----------------------------------------- | --------------------- | ----------------------------------------- | ------------------------------------------------------------------ |
| 전장 (mm)             | 4,980                                             | 4,980                                        | 4,980                                     | 4,980                 | 4,980                                     | 4,980                                                              |
| 전폭 (mm)             | 1,810                                             | 1,810                                        | 1,810                                     | 1,810                 | 1,810                                     | 1,810                                                              |
| 전고 (mm)             | 1,435(1992년~1997년) 1,445(1997년~1998년)         | 1,435                                        | 1,440(1992년~1997년) 1,445(1997년~1998년) | 1,440                 | 1,440(1992년~1997년) 1,445(1997년~1998년) | 1,440                                                              |
| 축거 (mm)             | 2,745                                             | 2,745                                        | 2,745                                     | 2,745                 | 2,745                                     | 2,745                                                              |
| 윤거 (전, mm)         | 1,540                                             | 1,540                                        | 1,540                                     | 1,540                 | 1,540                                     | 1,540                                                              |
| 윤거 (후, mm)         | 1,550                                             | 1,550                                        | 1,550                                     | 1,550                 | 1,550                                     | 1,550                                                              |
| 승차 정원             | 5명                                               | 5명                                          | 5명                                       | 5명                   | 5명                                       | 5명                                                                |
| 변속기                | 수동 5단 자동 4단                                 | 자동 4단                                     | 자동 4단                                  | 자동 4단              | 자동 4단                                  | 자동 4단                                                           |
| 구동 형식             | 전륜구동                                          | 전륜구동                                     | 전륜구동                                  | 전륜구동              | 전륜구동                                  | 전륜구동                                                           |
| 엔진 형식             | G4CP                                              | G4CS                                         | G6AV                                      | G6AT                  | G6AT                                      | G6AU                                                               |
| 연료                  | 가솔린                                            | 가솔린                                       | 가솔린                                    | 가솔린                | 가솔린                                    | 가솔린                                                             |
| 배기량 (cc)           | 1,997                                             | 2,351                                        | 2,497                                     | 2,972                 | 2,972                                     | 3,496                                                              |
| 최고 출력 (ps/rpm)    | 137/6,000 (이후 146/6,000, 139/6,000으로 변경)    | 123/5,000                                    | 173/6,000 (이후 167/6,000으로 변경)       | 161/6,000             | 205/6,000 (이후 194/6,000으로 변경)       | 225/5,500 (이후 다이너스티로 이관되면서 후에 210/5,500으로 변경)   |
| 최대 토크 (kgf·m/rpm) | 17.7/4,000 (이후 19.2/4,000, 18.1/4,000으로 변경) | 18.5/4,000                                   | 22.4/4,000 (이후 21.4/4,500으로 변경)     | 24.5/2,500            | 27.1/4,000 (이후 25.8/4,500으로 변경)     | 31.8/4,000 (이후 다이너스티로 이관되면서 후에 30.5/4,000으로 변경) |
| 최고 속도 (km/h)      | -                                                 | -                                            | -                                         | -                     | 189(자동 4단)                             | -                                                                  |
| 공차 중량 (kg)        | 1,577(수동 5단)/ 1,577(자동 4단)                  | 1,560(자동 4단)                              | 1,651(자동 4단)                           | 1,540(자동 4단)       | 1,713(자동 4단)                           | 1,730(자동 4단)                                                    |
| 연비 (km/ℓ)           | 10.71(수동 5단)/ 9.53(자동 4단)                   | 9.04(자동 4단) (이후 9.0(자동 4단)으로 변경) | 8.79(자동 4단)                            | 7.8(자동 4단)         | 8.28(자동 4단)                            | 8.0(자동 4단)                                                      |

## 3세대(XG)

### 그랜저 XG(1998년10월~2002년3월)

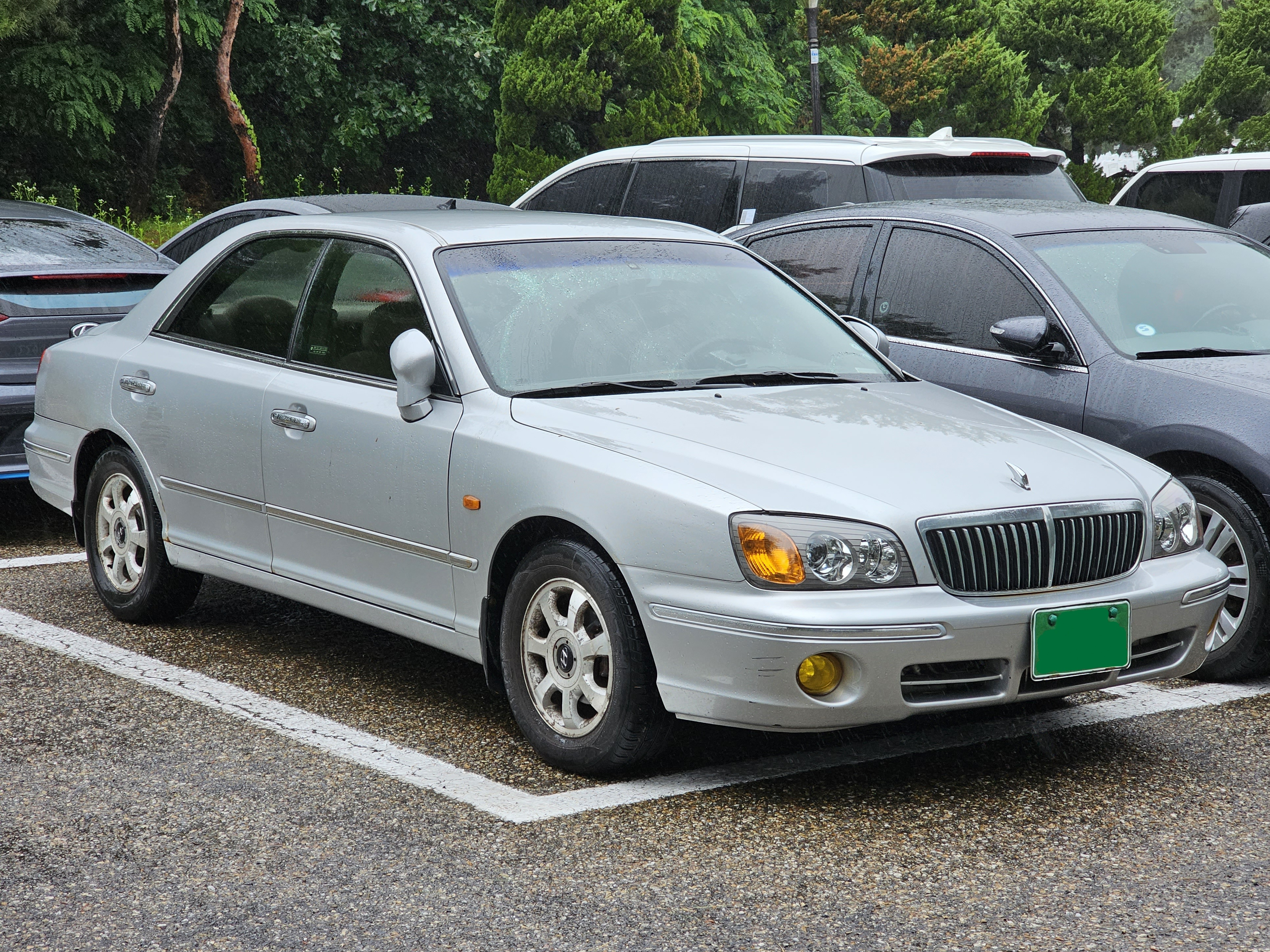
현대 그랜저 XG 정측면

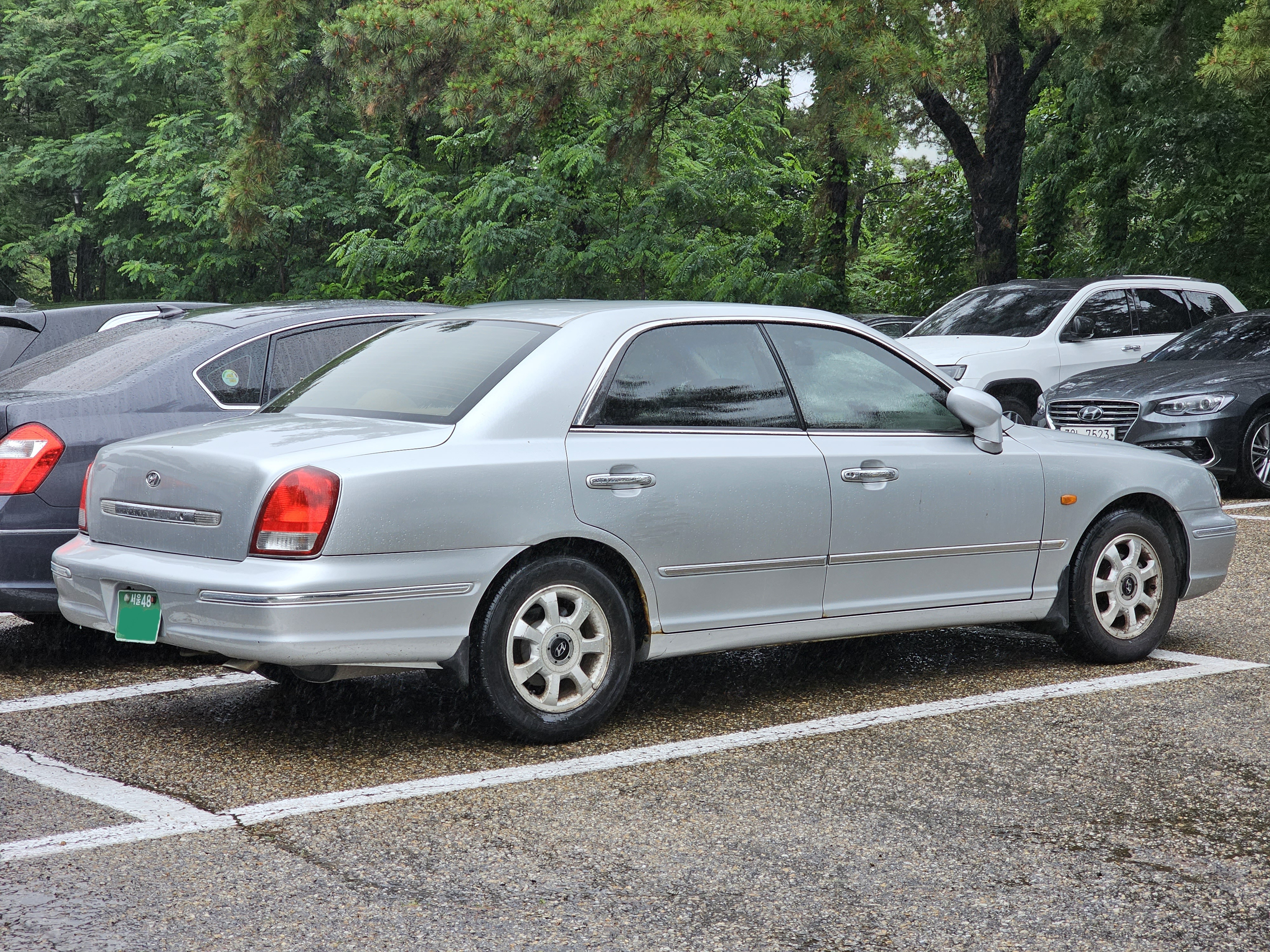
현대 그랜저 XG 후측면

1998년 10월 1일에 출시되었다. 3세대부터 아산공장에서 쏘나타와 함께 생산되고 있다. 1세대와 2세대가 미쓰비시자동차공업과 공동으로 개발되었던 것과는 달리, 3세대는 쏘나타(EF)의 전륜구동 플랫폼을 활용하여 독자 개발했다. 실질적으로는 마르샤의 후속 차종으로 개발되어 마르샤 XG라는 차명으로 출시될 계획이었으나, 마르샤가 인기를 끌지 못한 데다가 그랜저보다 한 단계 윗급 차종인 에쿠스의 출시를 대비하기 위해 그랜저 브랜드를 존치하는 대신 포지셔닝을 바뀌면서 그랜저 XG라는 차명으로 출시되었다. 쇼퍼 드리븐의 성격을 갖추어 대형차로 분류되었던 1세대와 2세대 그랜저는 그 당시에 현대자동차의 기함이었으나, 윗급으로 다이너스티와 에쿠스를 추가하면서 현대자동차는 그랜저를 새롭게 포지셔닝했다. 그래서 포지셔닝을 바꾼 3세대 그랜저부터 오너 드리븐 카의 성격을 갖추어 준대형차로 분류되기 시작하였다. 기존 사이클론 엔진을 개량한 V6 3.0ℓ 시그마 MPI 엔진 외에 현대자동차가 독자 개발한 V6 2.0ℓ 델타 MPI 엔진, V6 2.5ℓ 델타 MPI 엔진이 적용되었다. V6 2.7ℓ 델타 LPG 엔진도 추가했으나, 3세대 초기형에서는 렌터카와 장애인용으로만 LPG 사양을 판매했다. 4단 자동변속기는 V6 2.0ℓ 델타 MPI 엔진(F4A42-1)과 V6 2.5ℓ 델타 MPI 엔진(F4A42-2)에, 5단 자동변속기는 V6 3.0ℓ 시그마 MPI 엔진(F5A51-2)에 적용되었다. 1999년 7월 3일에는 외관과 안전성. 편의성을 2000년형 모델을 선보인 기존 모델의 편의성과 이미지를 고급화한 L25와 L30 모델을 추가시켜 선택의 폭을 넓혔다. 풀옵션 모델인 L30은 뒷자석에 열선을 내장한 시트와 뒷좌석 팔걸이는 HID 헤드램프 등을 기본으로 달았다. 2001년 4월 13일에 선보인 2001년형은 경음기, 차임 버저, 가죽 시트 이중 봉제선 등이 에쿠스의 것으로 바뀌었다.
3세대부터 해외 수출을 시작했다.

#### 라인업
| 구분      | V6 2.7ℓ LPG (장애인용, 렌터카) | V6 2.0ℓ 가솔린 | V6 2.5ℓ 가솔린 | V6 3.0ℓ 가솔린   |
| --------- | ------------------------------ | -------------- | -------------- | ---------------- |
| 그랜저 XG | T27                            | Q20 L20        | Q25 Q25 SE L25 | Q30 밸류 Q30 L30 |

그랜저 XG 제원
| 구분                  | 2.0ℓ V6 델타                          | 2.5ℓ V6 델타                     | 3.0ℓ V6 시그마                        |          |
| --------------------- | ------------------------------------- | -------------------------------- | ------------------------------------- | -------- |
| 전장 (mm)             | 4,865                                 | 4,865                            | 4,865                                 |          |
| 전폭 (mm)             | 1,825                                 | 1,825                            | 1,825                                 |          |
| 전고 (mm)             | 1,420                                 | 1,420                            | 1,420                                 |          |
| 축거 (mm)             | 2,750                                 | 2,750                            | 2,750                                 |          |
| 윤거 (전, mm)         | 1,540                                 | 1,540                            | 1,540                                 |          |
| 윤거 (후, mm)         | 1,530                                 | 1,530                            | 1,530                                 |          |
| 승차 정원             | 5명                                   | 5명                              | 5명                                   |          |
| 변속기                | 수동 5단 자동 4단                     | 수동 5단 자동 4단                | 자동 5단                              | 자동 5단 |
| 구동 형식             | 전륜구동                              | 전륜구동                         | 전륜구동                              |          |
| 엔진 형식             | G6BP                                  | G6BV                             | G6CT                                  |          |
| 연료                  | 가솔린                                | 가솔린                           | 가솔린                                |          |
| 배기량 (cc)           | 1,998                                 | 2,493                            | 2,972                                 |          |
| 최고 출력 (ps/rpm)    | 148/6,300 (이후 134/6,000으로 변경)   | 180/6,200                        | 196/6,000                             |          |
| 최대 토크 (kgf·m/rpm) | 18.7/4,000 (이후 18.0/4,000으로 변경) | 23.4/4,000                       | 27.2/4,000 (이후 26.0/4,000으로 변경) |          |
| 공차 중량 (kg)        | 1,425(수동 5단)/ 1,445(자동 4단)      | 1,445(자동 4단)/ 1,466(자동 4단) | 1,561(자동 5단)                       |          |
| 연비 (km/ℓ)           | 12.4(수동 5단)/ 11.3(자동 4단)        | 11.1(자동 4단)/ 10.7(자동 4단)   | 9.7(자동 5단)                         |          |

### 뉴 그랜저 XG (2002년3월~2005년8월)

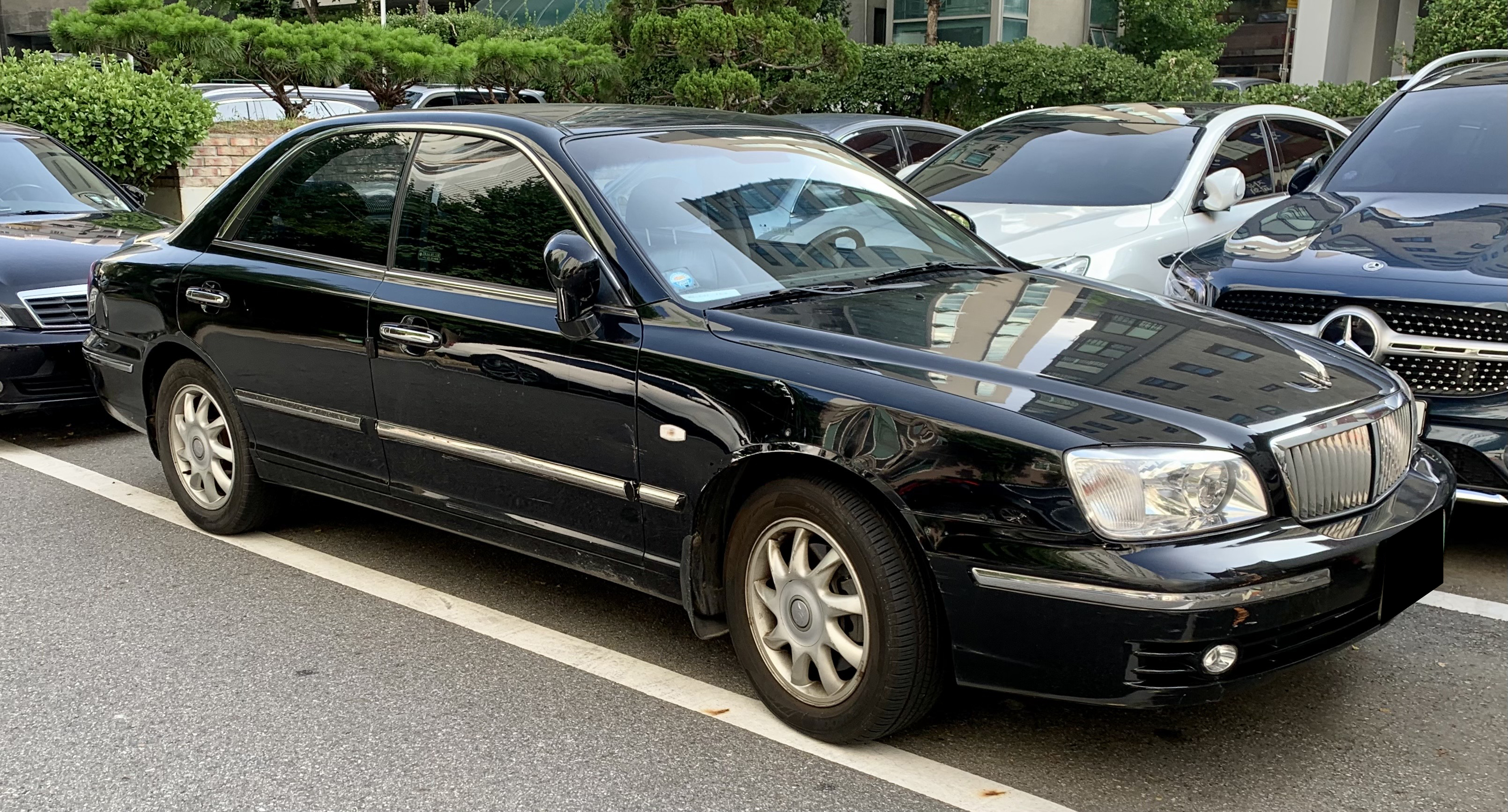
현대 뉴 그랜저 XG (전기형) 정측면

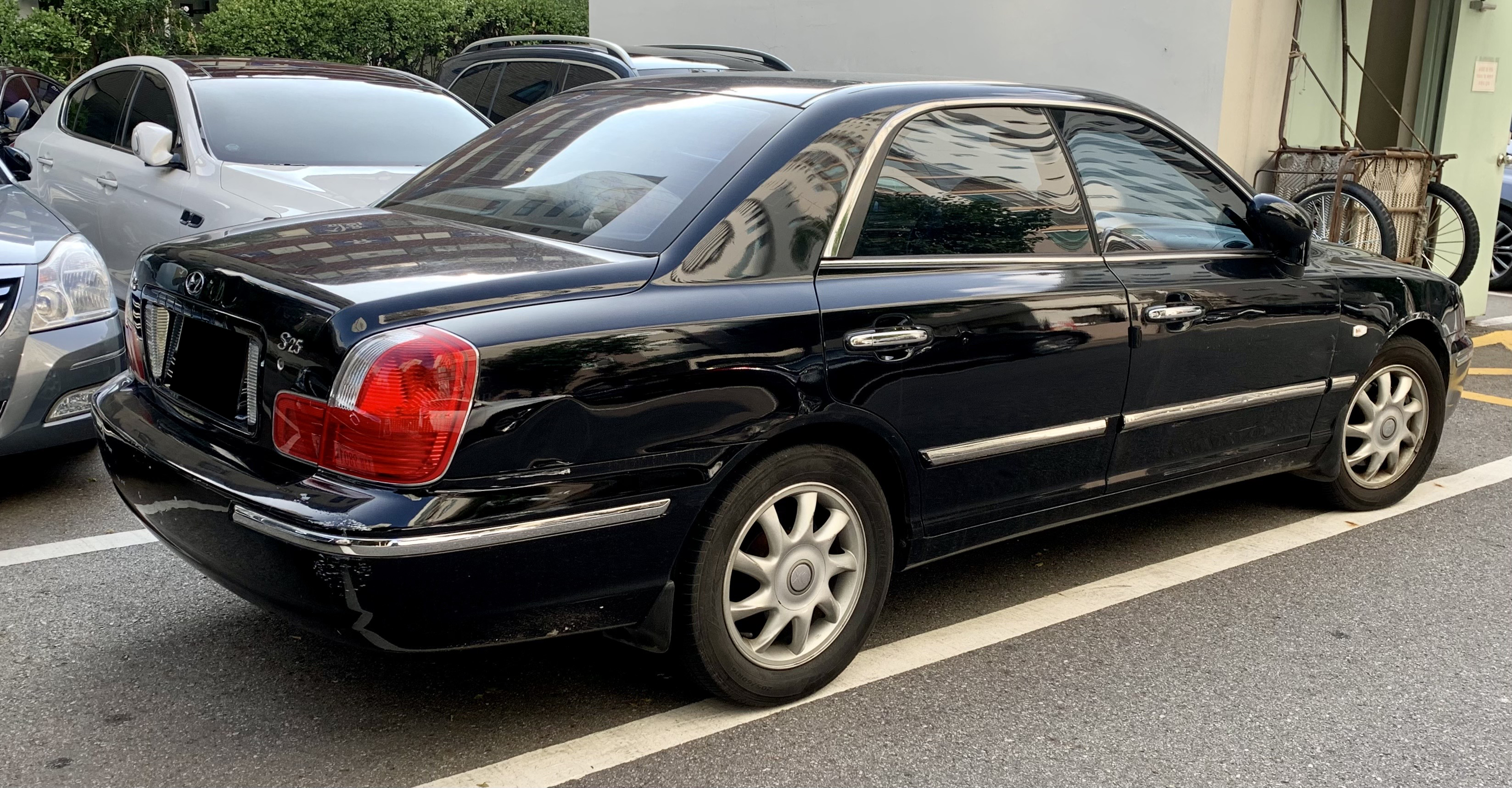
현대 뉴 그랜저 XG (전기형) 후측면

2002년 3월 7일에 출시되었다. 그랜저 XG의 페이스 리프트 차종으로, 동시에 델타 V6 2.7ℓDOHC LPG 엔진을 얹은 택시 모델도 선보였다. 택시용 중에서 가죽 스티어링 휠 택시 전차종과 저가형 최하위 트림의 T27은 1단 오디오(카세트 또는 CDP (※ 선택시 해당 카세트 기능만 삭제함), 내캐치 일반(크롬 미착용), 최고급 트림의 X27은 2단 CDP 오디오(핸들리모컨 포함-6CD 오토체인저(오디오 타입 선택사항 포함)), 크롬 내캐치(손잡이), 매트 카페트(고무)(공통)를 채택했다. 색상은 필수컬러의 흰색, 진주색(흰색 도색의 옵션 칼라), 은색 · 금색 ·  검은색의 모범택시 차량 및 일부지역 고유칼라이며, 크리스탈 실버색·진회색· 노란색은 일부지역 고유칼라이다. 2002년 FIFA 월드컵에서 4강 신화를 이룬 거스 히딩크 감독에게는 1세대 에쿠스를, 선수단에게는 뉴 그랜저 XG를 증정하기도 하였다. 출시 초기에는 후미등이 L자 형태로 되어 있었으나, 반응이 신통치 않아 미국에 한동안 수출할 수 없었다. 결국 2003년 7월 7일에 트렁크 부분의 램프를 없애서 개선한 2004년형이 선보였다. 같은 해 10월 24일에는 환경 문제와 성능을 개선한 V6 2.7ℓ 델타 LPI 엔진이 택시에 탑재되었다. 2005년 5월에 4세대(TG)가 출시되었으나, 병행 생산되다가 같은 해 8월에 단종되었으며 수동변속기 사양으로 나온 마지막 그랜저이다.

#### 라인업
| 구분         | V6 2.7ℓ LPG (장애인용)  | V6 2.7ℓ LPG (택시, 렌터카) | V6 2.0ℓ 가솔린 | V6 2.5ℓ 가솔린 | V6 3.0ℓ 가솔린 |
| ------------ | ----------------------- | -------------------------- | -------------- | -------------- | -------------- |
| 뉴 그랜저 XG | S27(렌터카 및 장애인용) | T27(개인형) X27(모범형)    | R20 S20        | R25 S25        | S30            |

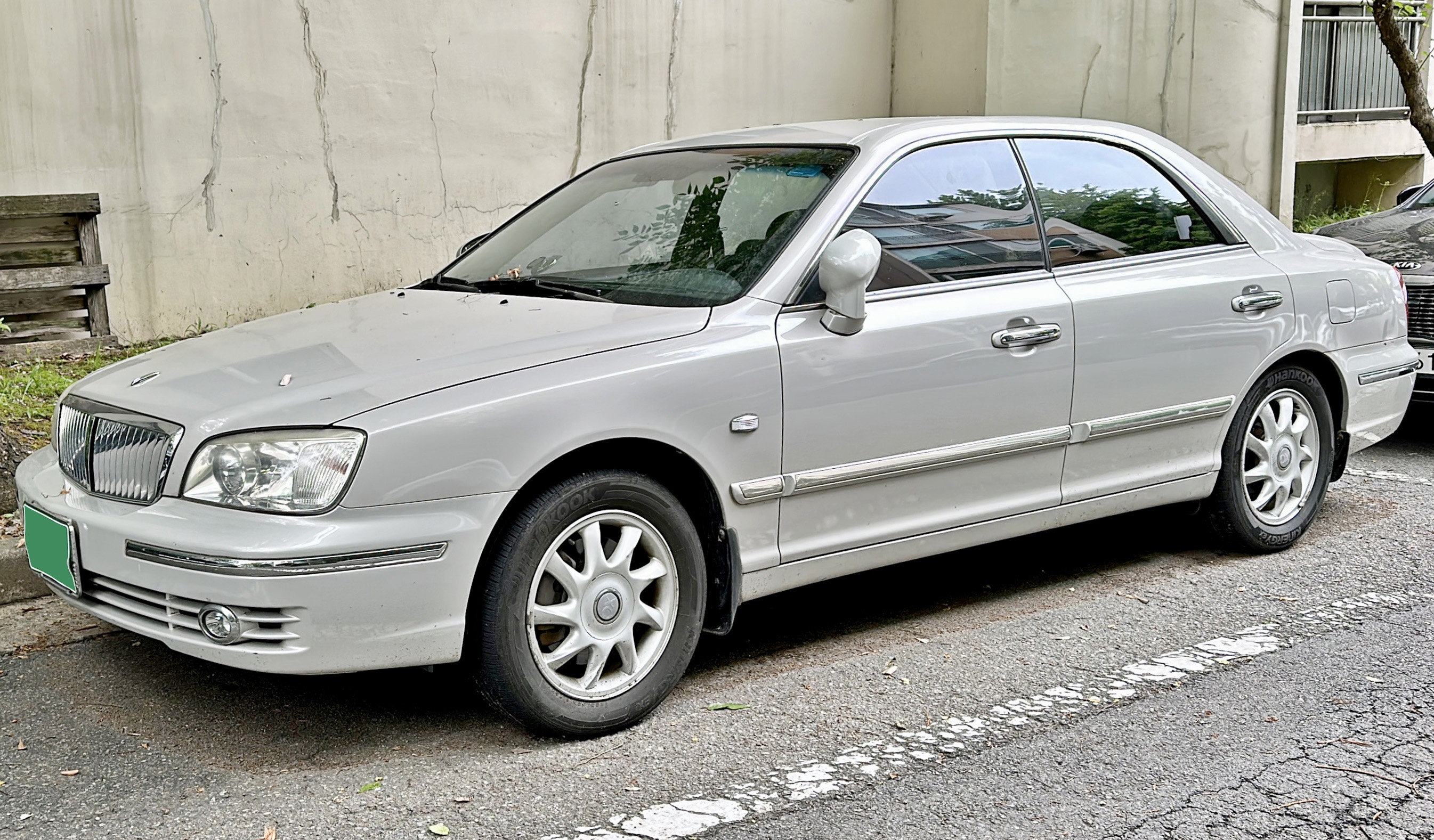
현대 뉴 그랜저 XG (후기형) 정측면
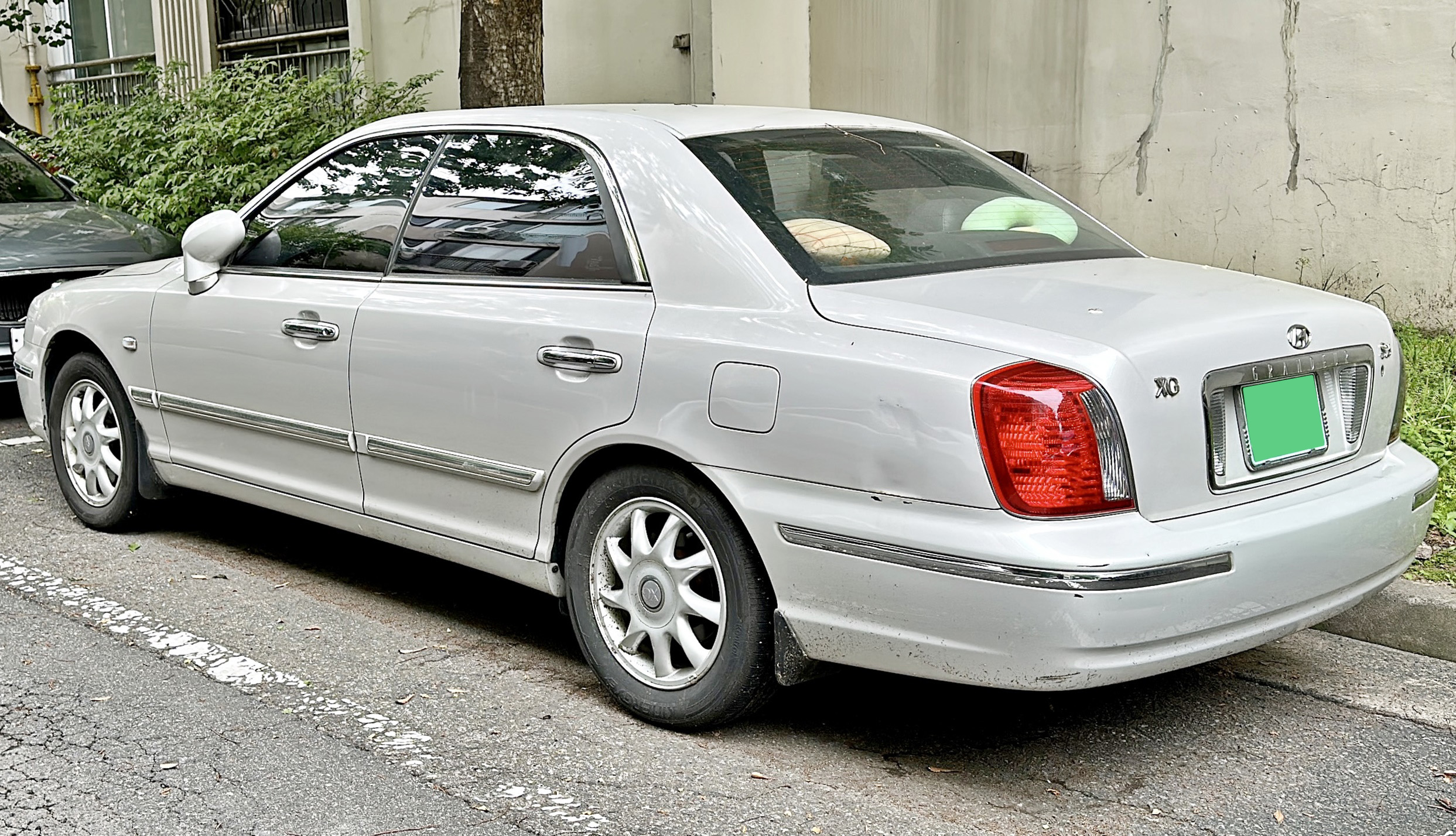
현대 뉴 그랜저 XG (후기형) 후측면

뉴 그랜저 XG 제원
| 구분                  | 2.0ℓ V6 델타                                                     | 2.5ℓ V6 델타                                    | 3.0ℓ V6 시그마  |
| --------------------- | ---------------------------------------------------------------- | ----------------------------------------------- | --------------- |
| 전장 (mm)             | 4,875                                                            | 4,875                                           | 4,875           |
| 전폭 (mm)             | 1,825                                                            | 1,825                                           | 1,825           |
| 전고 (mm)             | 1,420                                                            | 1,420                                           | 1,420           |
| 축거 (mm)             | 2,750                                                            | 2,750                                           | 2,750           |
| 윤거 (전, mm)         | 1,540                                                            | 1,540                                           | 1,540           |
| 윤거 (후, mm)         | 1,530                                                            | 1,530                                           | 1,530           |
| 승차 정원             | 5명                                                              | 5명                                             | 5명             |
| 변속기                | 수동 5단 자동 4단                                                | 자동 4단                                        | 자동 5단        |
| 구동 형식             | 전륜구동                                                         | 전륜구동                                        | 전륜구동        |
| 엔진 형식             | G6BP                                                             | G6BV                                            | G6CT            |
| 연료                  | 가솔린                                                           | 가솔린                                          | 가솔린          |
| 배기량 (cc)           | 1,998                                                            | 2,493                                           | 2,972           |
| 최고 출력 (ps/rpm)    | 137/6,000                                                        | 172/6,250                                       | 182/5,500       |
| 최대 토크 (kgf·m/rpm) | 18.0/4,000                                                       | 22.9/4,000                                      | 25.7/3,500      |
| 연료 탱크 용량 (ℓ)    | 70                                                               | 70                                              | 70              |
| 요소수 탱크 용량 (ℓ)  | -                                                                | -                                               | -               |
| 공차 중량 (kg)        | 1,537(수동 5단)/ 1,565(자동 4단) (이후 1,550(자동 4단)으로 변경) | 1,729(자동 4단) (이후 1,577(자동 4단)으로 변경) | 1,666(자동 5단) |
| 연비 (km/ℓ)           | 9.9(수동 5단)/ 9.7(자동 4단) (이후 8.9(자동 4단)으로 변경)       | 9.3(자동 4단) (이후 8.6(자동 4단)으로 변경)     | 8.5(자동 5단)   |

## 4세대(TG)

### 그랜저(2005년5월~2008년2월)

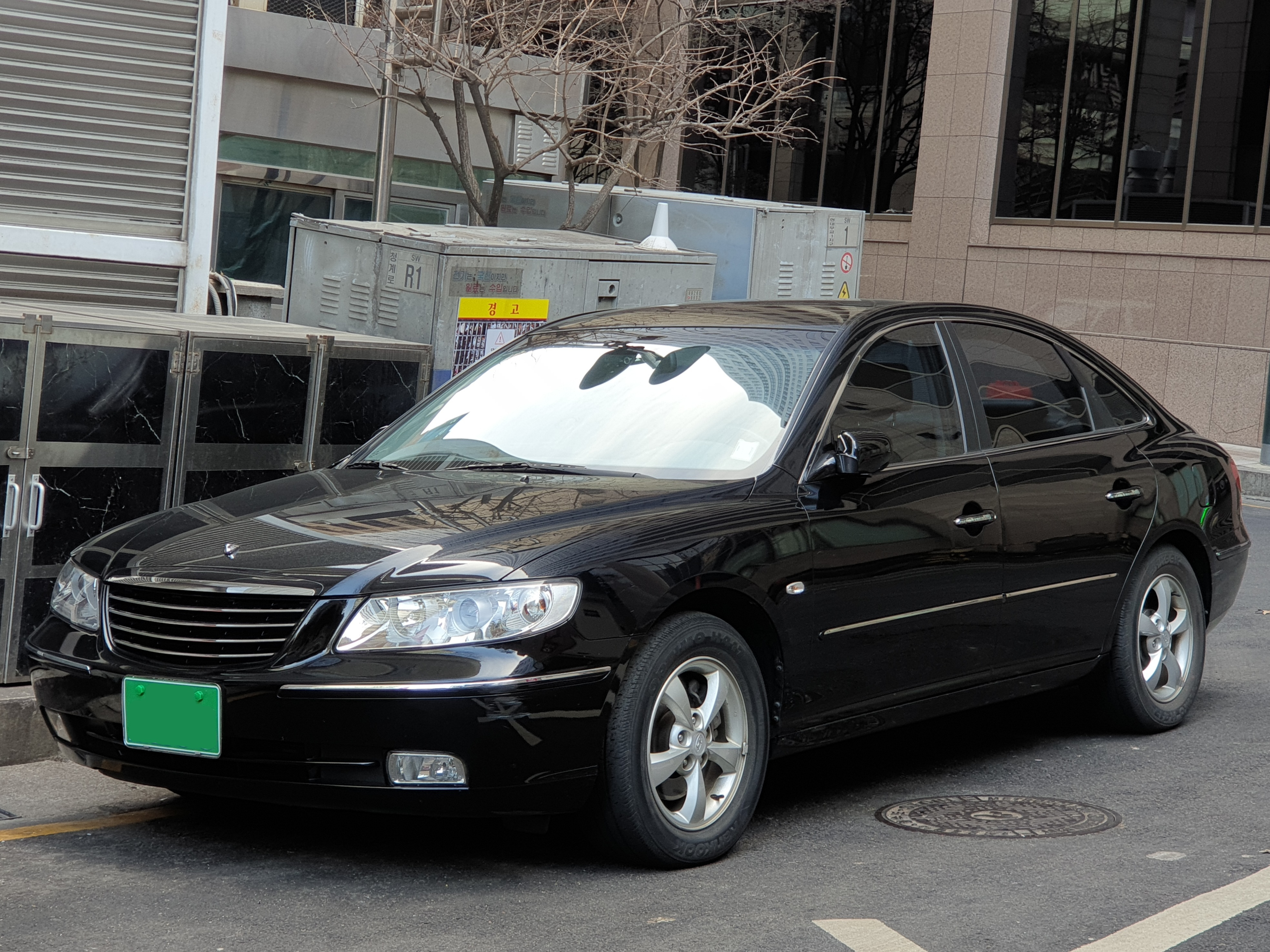
현대 그랜저 (전기형) 정측면

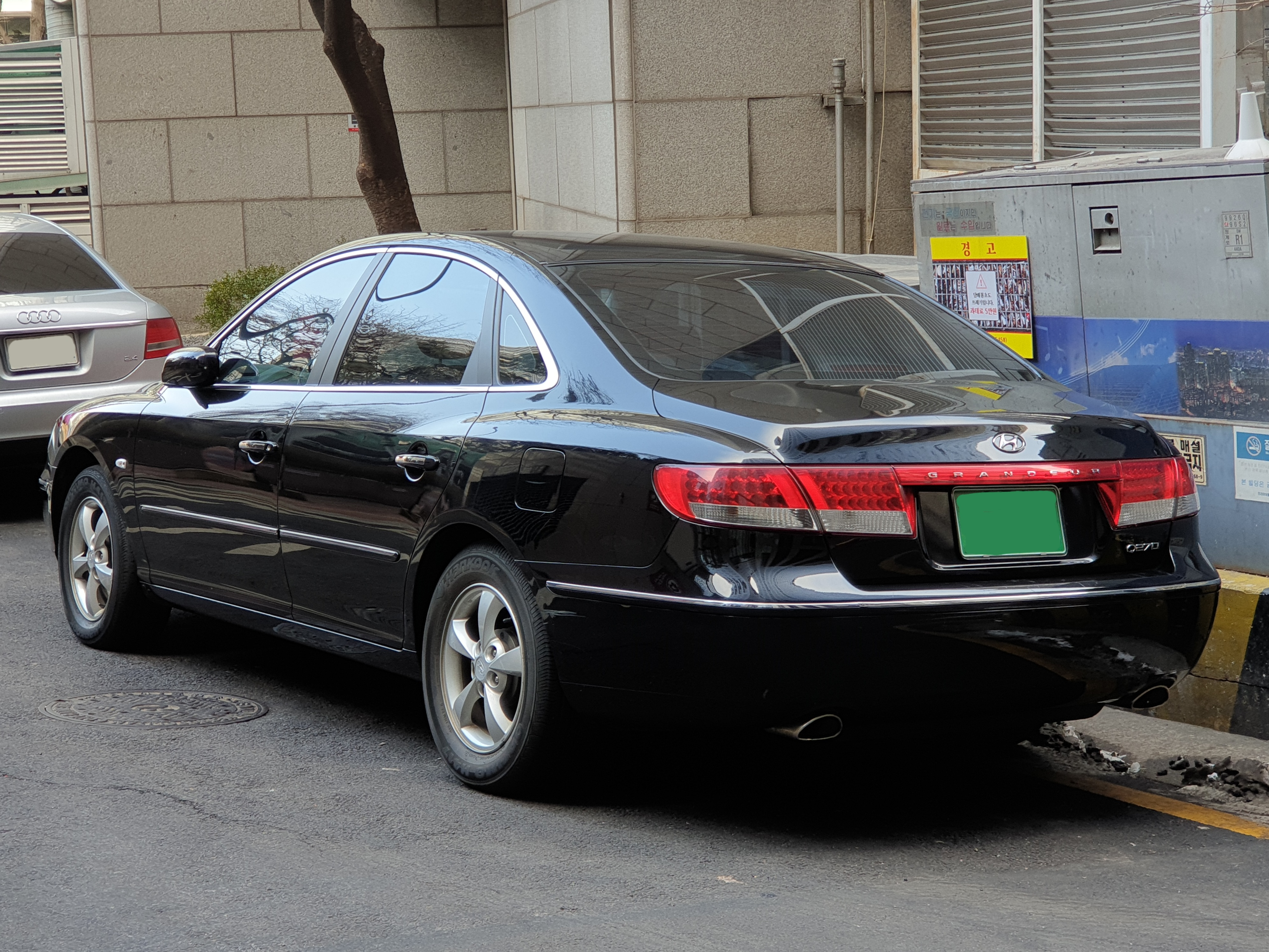
현대 그랜저 (전기형) 후측면

대한민국에서는 2005년 4월에 개최된 서울 모터쇼에서 첫 선을 보였고 같은 해 5월 18일에 출시되었다. 쏘나타(NF)의 전륜구동 플랫폼을 활용하여 개발되었으며, 미국을 비롯한 일부 국가(아랍, 칠레)에서는 '아제라'라는 차명으로 수출되었다. 외관은 3세대와는 달리, 스포티한 부분도 둥글둥글함이 가미되었다. 쏘나타(NF)와 닮은 디자인은 현대자동차의 디자인 통일성의 시도가 있기도 하였다. 출시 초기에는 역대 그랜저처럼 후드 탑 마크가 적용되어 라디에이터 그릴에 현대자동차의 엠블럼이 없었다. 하지만 당시 쏘나타(NF)와의 패밀리 룩 완성을 위하여 2개월 후인 7월 13일에 후드 탑 마크를 없애고 라디에이터 그릴에 현대자동차의 엠블럼을 붙여서 출시되었다. V6 2.7ℓ 뮤 MPI 엔진과 V6 3.3ℓ 람다 MPI 엔진이 장착되었다. 이후에 수출용에 적용되었던 V6 3.8ℓ 람다 MPI 엔진이 대한민국 내수용에도 적용되었으나, 인기를 끌지 못했다. 2006년 7월 31일에 수출되었고, 2007년에는 쏘나타(NF)에도 적용되었던 2.4ℓ 세타 MPI 엔진이 추가되었다. 모든 엔진에는 5단 자동변속기만 조합되었다.
일본에도 수출했으며, 일본 현지에서는 TG를 택시로 많이 이용했다.

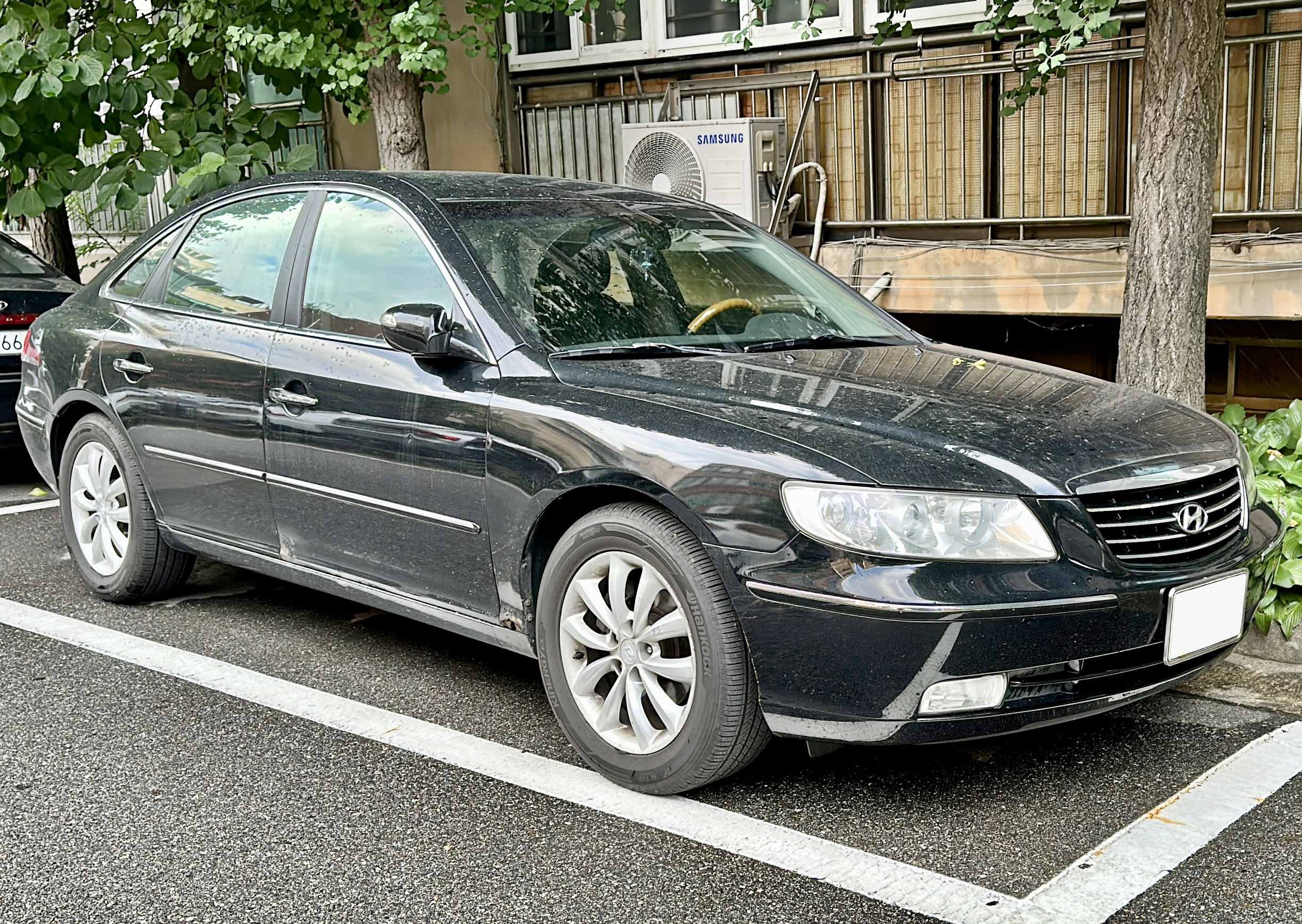
현대 그랜저 (후기형) 정측면
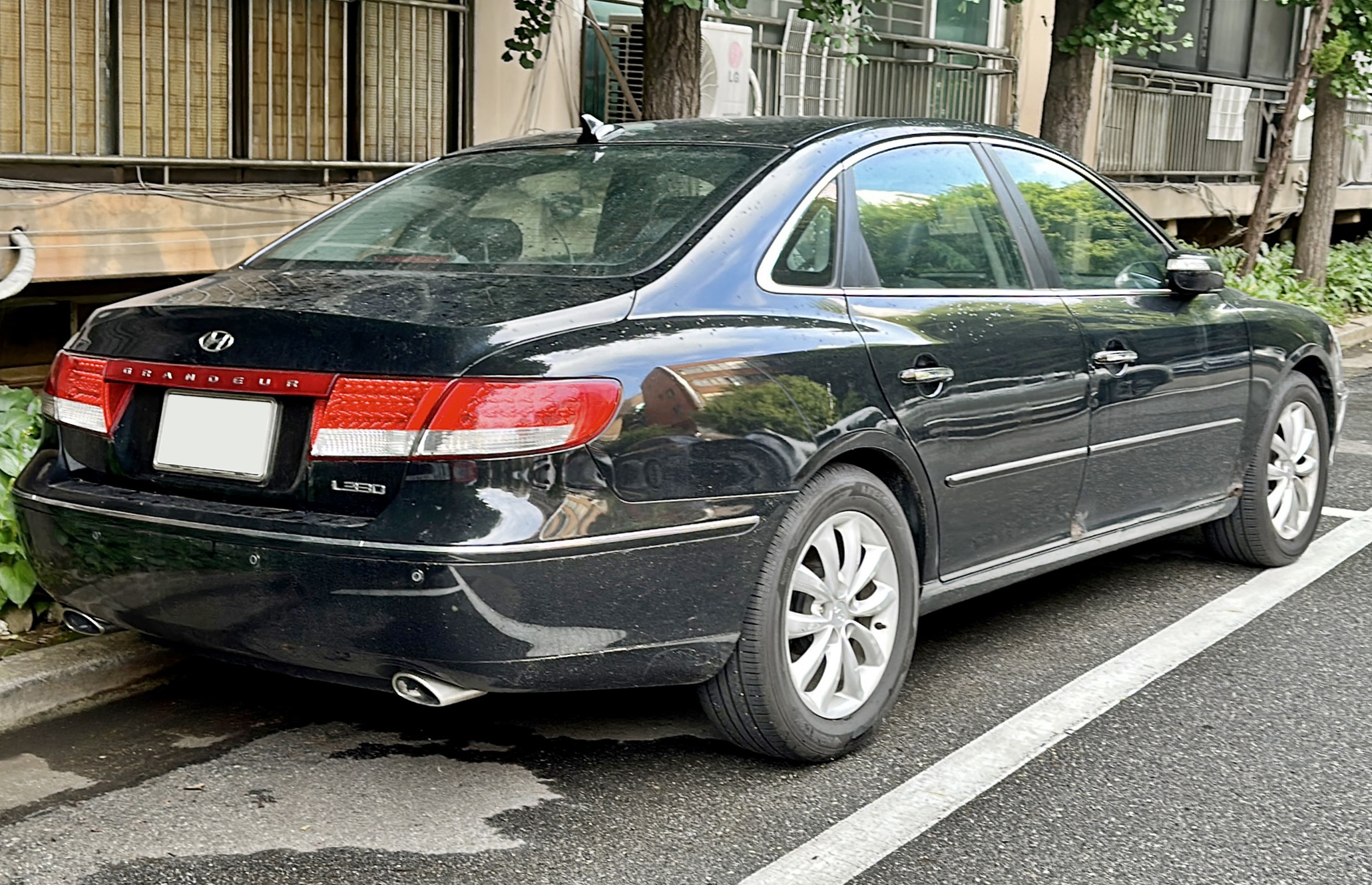
현대 그랜저 (후기형) 후측면

#### 라인업
| 구분   | V6 2.7ℓ LPI (장애인용) | V6 2.7ℓ LPI (택시, 렌터카)                                | 2.4ℓ 가솔린             | V6 2.7ℓ 가솔린 | V6 3.3ℓ 가솔린                                                | V6 3.8ℓ 가솔린       |
| ------ | ---------------------- | --------------------------------------------------------- | ----------------------- | --- | ------------------------------------------------------------- | -------------------- |
| 그랜저 | Q270                   | T270 개인형 Q270 모범형 Q270 모범형 팩 Ⅰ Q270 모범형 팩 Ⅱ | Q240 기본형 Q240 디럭스 | Q270 기본형 Q270 기본형 플러스 팩 Q270 디럭스 Q270 모젠 디럭스 Q270 럭셔리 Q270 모젠 럭셔리 Q270 럭셔리 스마트 팩 Q270 모젠 럭셔리 스마트 팩 Q270 프리미어 Q270 모젠 프리미어 Q270 프리미어 스마트 팩 Q270 모젠 프리미어 스마트 팩 | L330 탑 L330 모젠 탑 L330 탑 메모리 팩 L330 모젠 탑 메모리 팩 | S380 탑 S380 모젠 탑 |

그랜저 제원
| 구분                  | 2.4ℓ 세타                                   | 2.7ℓ V6 뮤                                  | 3.3ℓ V6 람다    | 3.8ℓ V6 람다    | V6 2.7ℓ 뮤 LPI                  |
| --------------------- | ------------------------------------------- | ------------------------------------------- | --------------- | --------------- | ------------------------------- |
| 전장 (mm)             | 4,895                                       | 4,895                                       | 4,895           | 4,895           | 4,895                           |
| 전폭 (mm)             | 1,850(리피터 내장 사이드 미러 적용시) 1,865 | 1,850(리피터 내장 사이드 미러 적용시) 1,865 | 1,850           | 1,850           | 1,865                           |
| 전고 (mm)             | 1,490(R16) 1,495(R17)                       | 1,490(R16) 1,495(R17)                       | 1,495           | 1,495           | 1,500                           |
| 축거 (mm)             | 2,780                                       | 2,780                                       | 2,780           | 2,780           | 2,780                           |
| 윤거 (전, mm)         | 1,580                                       | 1,580                                       | 1,580           | 1,580           | 1,580                           |
| 윤거 (후, mm)         | 1,565                                       | 1,565                                       | 1,565           | 1,565           | 1,565                           |
| 승차 정원             | 5명                                         | 5명                                         | 5명             | 5명             | 5명                             |
| 변속기                | 자동 5단                                    | 자동 5단                                    | 자동 5단        | 자동 5단        | 자동 5단                        |
| 구동 형식             | 전륜 구동                                   | 전륜 구동                                   | 전륜 구동       | 전륜 구동       | 전륜 구동                       |
| 엔진 형식             | G4KC                                        | G6EA                                        | G6DB            | G6DA            | L6EA                            |
| 연료                  | 가솔린                                      | 가솔린                                      | 가솔린          | 가솔린          | LPG                             |
| 배기량 (cc)           | 2,359                                       | 2,656                                       | 3,342           | 3,778           | 2,656                           |
| 최고 출력 (ps/rpm)    | 164/5,800                                   | 192/6,000                                   | 233/6,000       | 264/6,000       | 165/5,400                       |
| 최대 토크 (kgf·m/rpm) | 22.7/4,250                                  | 25.5/4,500                                  | 31.0/3,500      | 35.5/4,500      | 25.0/4,000                      |
| 연료 탱크 용량 (ℓ)    | 75                                          | 75                                          | 75              | 75              | 72                              |
| 요소수 탱크 용량 (ℓ)  | -                                           | -                                           | -               | -               | -                               |
| 공차 중량 (kg)        | 1,565(자동 5단)                             | 1,603(자동 5단)                             | 1,689(자동 5단) | 1,730(자동 5단) | 1,651(자동 5단) 1,655(자동 5단) |
| 연비 (km/ℓ)           | 10.4(자동 5단)                              | 9.4(자동 5단)                               | 9.0(자동 5단)   | 8.6(자동 5단)   | 7.2(자동 5단) 7.5(자동 5단)     |
| Co2 배출량 (g/km)     | 225(자동 5단)                               | 250(자동 5단)                               | 260(자동 5단)   | 276(자동 5단)   | -                               |

### 그랜저 뉴 럭셔리(2008년2월~2009년12월)

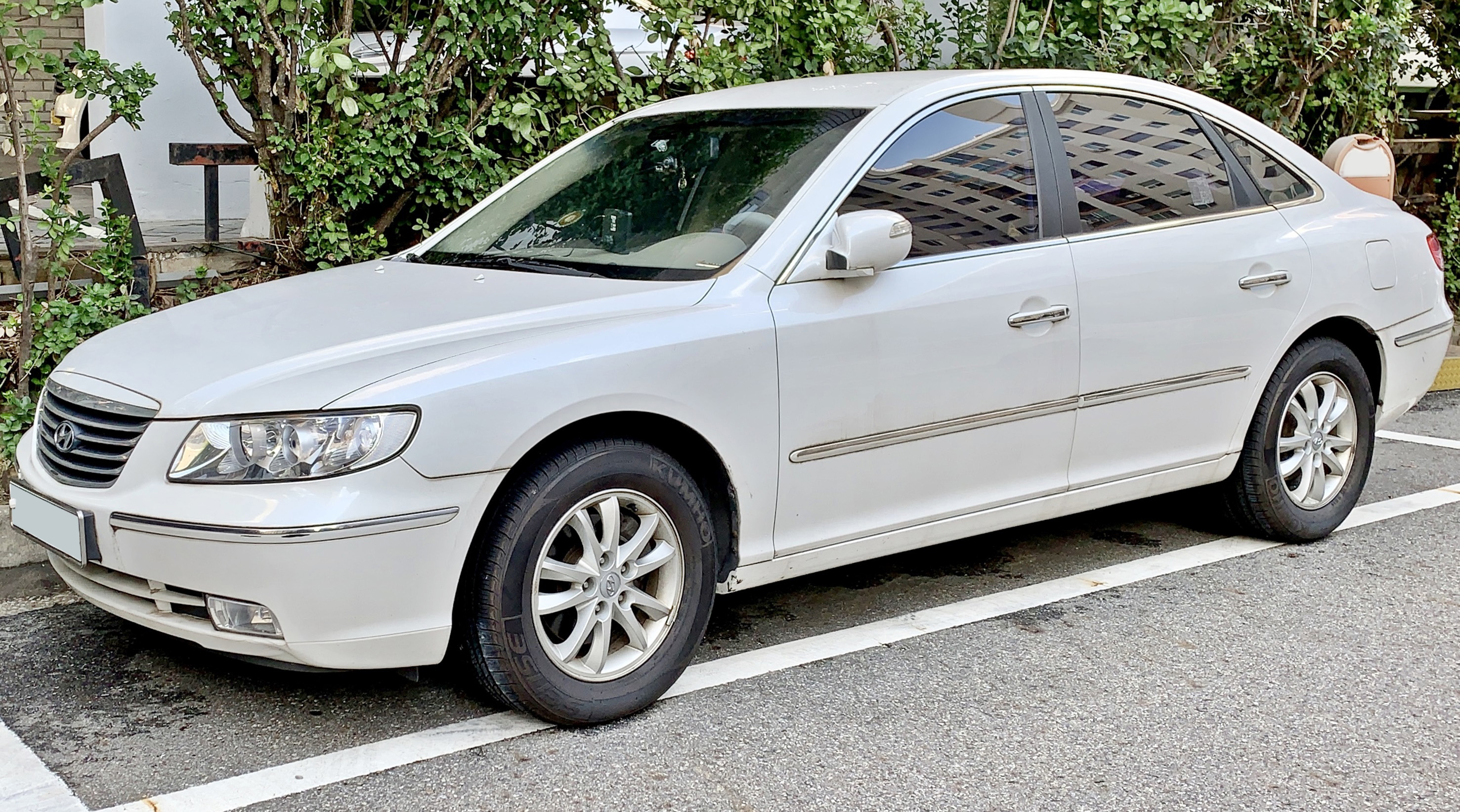
현대 그랜저 뉴 럭셔리 정측면

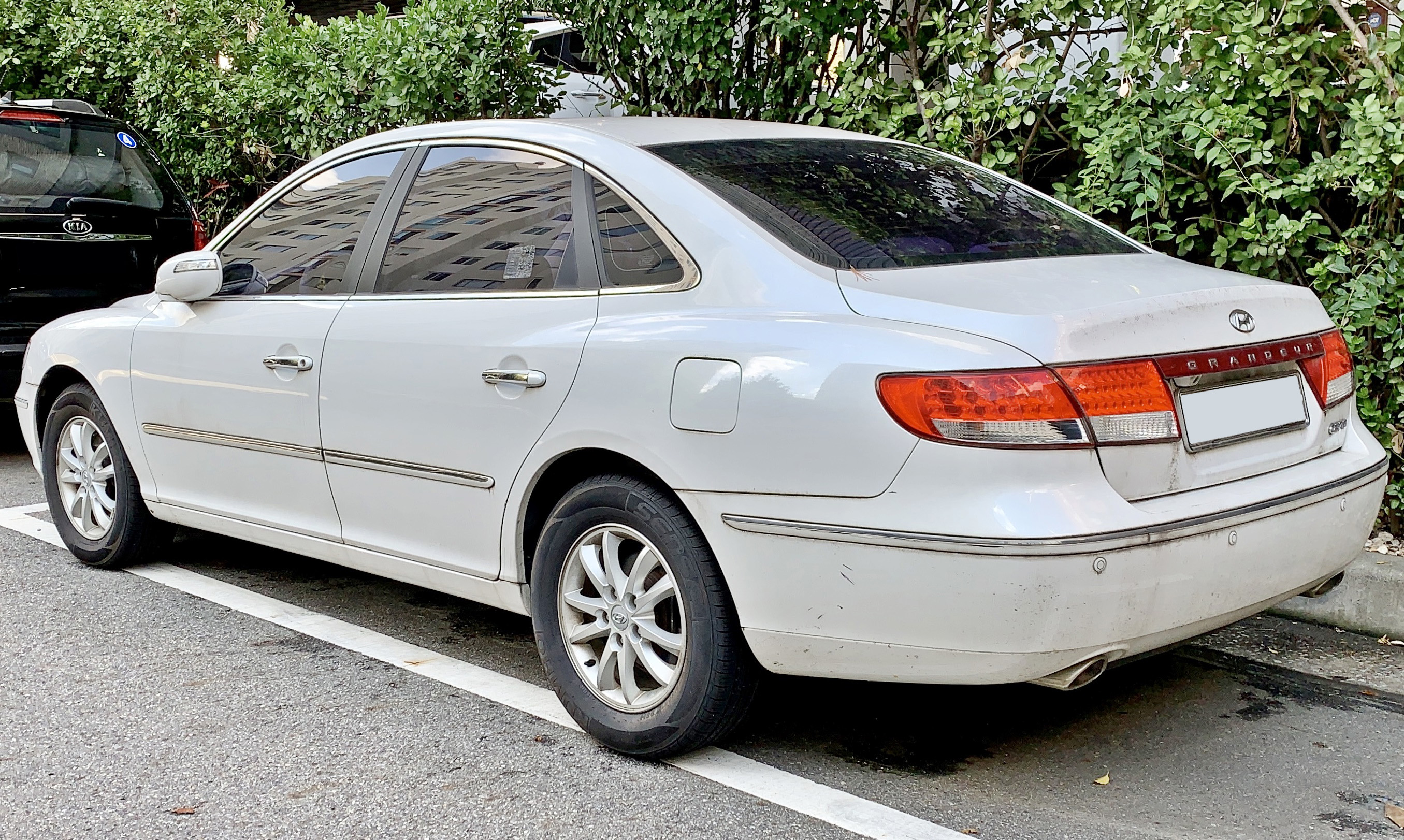
현대 그랜저 뉴 럭셔리 후측면

2008년 2월 20일에는 라디에이터 그릴을 입체적인 것으로 바꿈과 동시에, 대한민국산 자동차 최초로 하나의 모니터에서 두 화면을 동시에 볼 수 있는 듀얼 디스플레이 시스템이 적용된 그랜저 뉴 럭셔리가 출시되었다. 같은 해 7월 2일에는 V6 2.7ℓ 뮤 MPI 엔진의 성능을 높이고, 사이드 리피터 일체형 아웃 사이드 미러와 17인치 하이퍼 실버 알루미늄 휠이 확대 적용되었다. 2009년 1월 6일에는 기존의 5단 자동변속기를 대체하는 6단 자동변속기가 장착되었고(V6 2.7ℓ 뮤 LPI 엔진 제외), 기존 엔진에 장착된 VVT 시스템을 2개로 확대되어 엔진의 성능과 연비가 동시에 개선된 2009년형이 선보였다. 이 외에도 에코 드라이빙 시스템, 실리카 타이어, 블루투스 핸즈프리가 신규 적용되었다.

#### 라인업
| 구분             | V6 2.7ℓ LPI (장애인용) | V6 2.7ℓ LPI (택시, 렌트카)                                | 2.4ℓ 가솔린             | V6 2.7ℓ 가솔린                                                                      | V6 3.3ℓ 가솔린                                                                                                |
| ---------------- | ---------------------- | --------------------------------------------------------- | ----------------------- | ----------------------------------------------------------------------------------- | --- |
| 그랜저 뉴 럭셔리 | Q270                   | T270 개인형 Q270 모범형 Q270 모범형 팩 Ⅰ Q270 모범형 팩 Ⅱ | Q240 기본형 Q240 디럭스 | Q270 디럭스 Q270 럭셔리 Q270 럭셔리 스마트 팩 Q270 프리미어 Q270 프리미어 스마트 팩 | L330 럭셔리 L330 럭셔리 스마트 팩 L330 탑 L330 탑 메모리 팩 L330 탑 프리미엄 팩 L330 탑 브라운 팩 L330 VIP 팩 |

그랜저 뉴 럭셔리 제원
| 구분                  | 2.4ℓ 세타 (이후 2.4ℓ 세타 Ⅱ로 변경)           | 2.7ℓ V6 뮤                                                       | 3.3ℓ V6 람다                                    | 2.7ℓ V6 뮤 LPI                  |
| --------------------- | --------------------------------------------- | ---------------------------------------------------------------- | ----------------------------------------------- | ------------------------------- |
| 전장 (mm)             | 4,895                                         | 4,895                                                            | 4,895                                           | 4,895                           |
| 전폭 (mm)             | 1,850(리피터 내장 사이드 미러 적용시) 1,865   | 1,850(리피터 내장 사이드 미러 적용시) 1,865                      | 1,850                                           | 1,865                           |
| 전고 (mm)             | 1,490(R16) 1,495(R17)                         | 1,490(R16) 1,495(R17)                                            | 1,495                                           | 1,500                           |
| 축거 (mm)             | 2,780                                         | 2,780                                                            | 2,780                                           | 2,780                           |
| 윤거 (전, mm)         | 1,580                                         | 1,580                                                            | 1,580                                           | 1,580                           |
| 윤거 (후, mm)         | 1,565                                         | 1,565                                                            | 1,565                                           | 1,565                           |
| 승차 정원             | 5명                                           | 5명                                                              | 5명                                             | 5명                             |
| 변속기                | 자동 5단 (이후 자동 6단으로 변경)             | 자동 5단 (이후 자동 6단으로 변경)                                | 자동 5단 (이후 자동 6단으로 변경)               | 자동 5단                        |
| 구동 형식             | 전륜 구동                                     | 전륜 구동                                                        | 전륜 구동                                       | 전륜 구동                       |
| 엔진 형식             | G4KC (이후 G4KE로 변경)                       | G6EA                                                             | G6DB                                            | L6EA                            |
| 연료                  | 가솔린                                        | 가솔린                                                           | 가솔린                                          | LPG                             |
| 배기량 (cc)           | 2,359                                         | 2,656                                                            | 3,342                                           | 2,656                           |
| 최고 출력 (ps/rpm)    | 164/5,800 (이후 179/6,000으로 변경)           | 192/6,000 (이후 195/6,000으로 변경)                              | 233/6,000 (이후 259/6,200으로 변경)             | 165/5,400                       |
| 최대 토크 (kgf·m/rpm) | 22.7/4,250 (이후 23.5/4,000으로 변경)         | 25.5/4,500 (이후 25.6/4,500으로 변경)                            | 31.0/3,500 (이후 32.2/4,500으로 변경)           | 25.0/4.000                      |
| 연료 탱크 용량 (ℓ)    | 75                                            | 75                                                               | 75                                              | 72                              |
| 요소수 탱크 용량 (ℓ)  | -                                             | -                                                                | -                                               | -                               |
| 공차 중량 (kg)        | 1,565(자동 5단)                               | 1,603(자동 5단) (이후 1,610(자동 5단), 1,577(자동 6단)으로 변경) | 1,689(자동 5단) (이후 1,680(자동 6단)으로 변경) | 1,650(자동 5단) 1,655(자동 5단) |
| 연비 (km/ℓ)           | 10.4(자동 5단) (이후 11.3(자동 6단)으로 변경) | 9.4(자동 5단) (이후 9.7(자동 5단), 10.6(자동 6단)으로 변경)      | 9.0(자동 5단) (이후 10.1(자동 6단)으로 변경)    | 7.4(자동 5단) 7.6(자동 5단)     |
| Co2 배출량 (g/km)     | 225(자동 5단) (이후 207(자동 6단)으로 변경)   | 250(자동 5단) (이후 240(자동 5단), 220(자동 6단)으로 변경)       | 260(자동 5단) (이후 231(자동 6단)으로 변경)     | 238(자동 5단) 233(자동 5단)     |

### 더 럭셔리 그랜저(2009년12월~2011년1월)

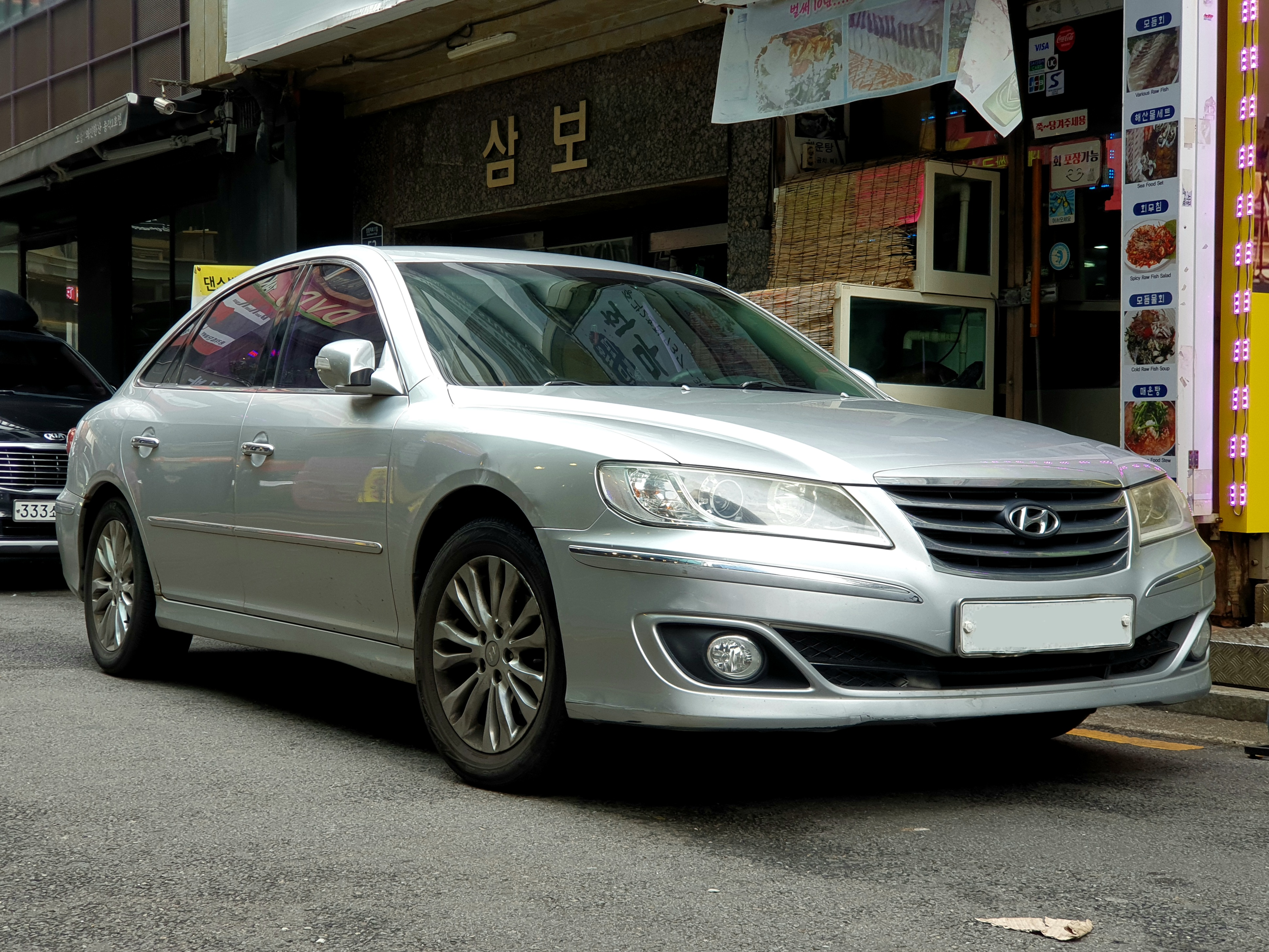
현대 더 럭셔리 그랜저 정측면

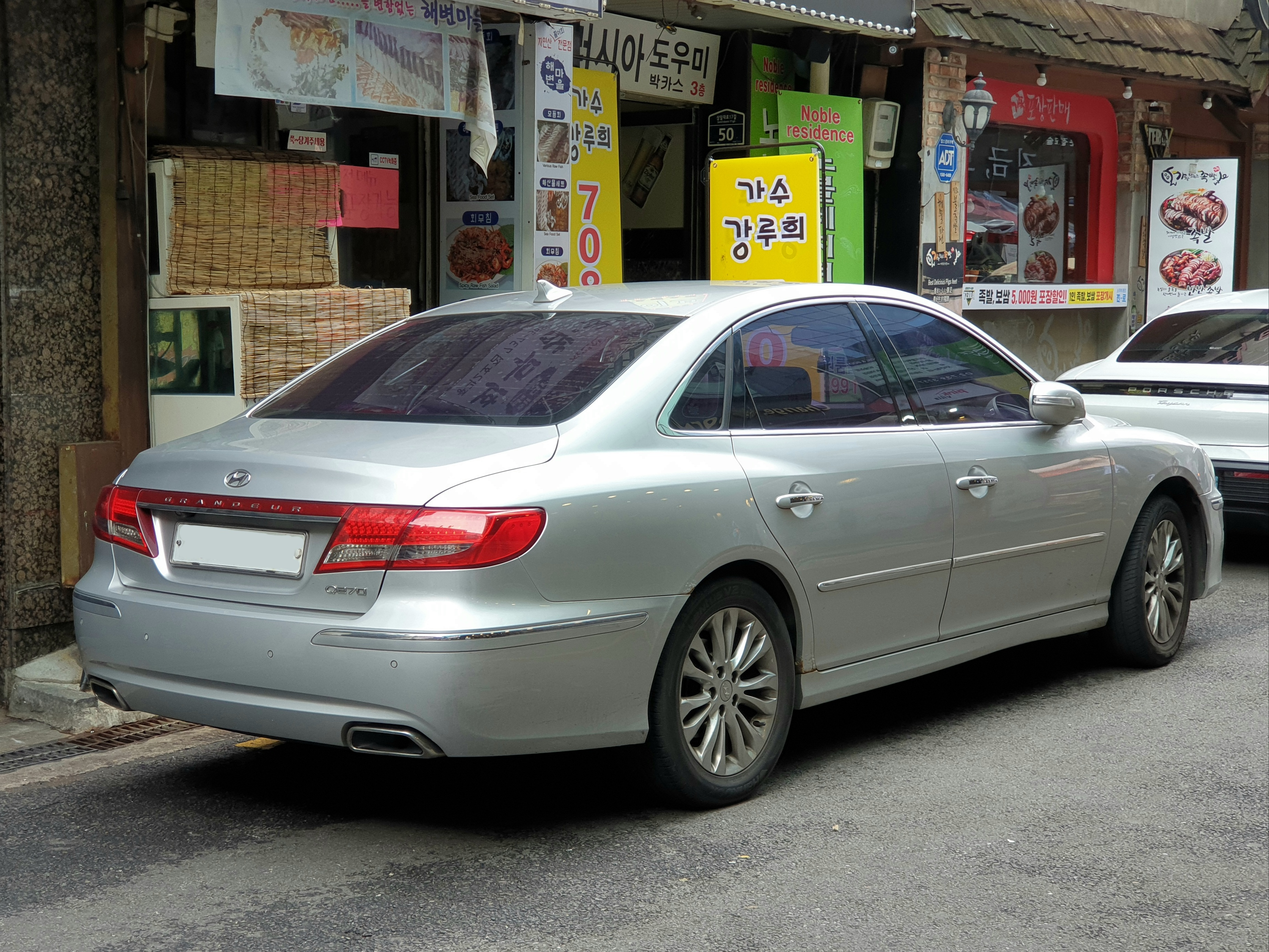
현대 더 럭셔리 그랜저 후측면

2009년 11월에 출시된 기아 K7에 대항하기 위하여 페이스 리프트를 거쳐 범퍼와 헤드 램프, 리어 램프의 디자인을 약간 변경한 더 럭셔리 그랜저가 2009년 12월 16일에 출시되었다. 알칸타라 재질과 전용 우드그레인, 인써트 필름을 적용한 알칸타라 패키지가 선택 사양으로 적용되었고, 사이드&커튼 에어백과 차체 자세 제어 장치가 가솔린 전 트림에 기본 적용되었다. 사이드 미러 퍼들 램프, 폴딩 키, 핸즈 프리 음성 인식 기능 등이 적용되어 편의성을 높였으며 우핸들사양으로는 마지막으로 나왔다.

#### 라인업
| 구분             | V6 2.7ℓ LPI (장애인용) | V6 2.7ℓ LPI (택시, 렌트카)                                | 2.4ℓ 가솔린             | V6 2.7ℓ 가솔린 | V6 3.3ℓ 가솔린                                                    |
| ---------------- | ---------------------- | --------------------------------------------------------- | ----------------------- | --- | ----------------------------------------------------------------- |
| 더 럭셔리 그랜저 | Q270                   | T270 개인형 Q270 모범형 Q270 모범형 팩 Ⅰ Q270 모범형 팩 Ⅱ | Q240 기본형 Q240 디럭스 | Q270 디럭스 Q270 럭셔리(이후 탄생 24주년 스페셜 에디션 Q270 럭셔리 Ⅰ으로 대체) Q270 럭셔리 스마트 팩(이후 탄생 24주년 스페셜 에디션 Q270 럭셔리 Ⅱ로 대체) Q270 럭셔리 알칸타라 팩 Q270 프리미어 Q270 프리미어 스마트 팩 Q270 프리미어 알칸타라 팩 | L330 프라임 L330 프라임 알칸타라 팩 L330 VIP L330 VIP 알칸타라 팩 |

더 럭셔리 그랜저 제원
| 구분                  | 2.4ℓ 세타 Ⅱ     | 2.7ℓ V6 뮤            | 3.3ℓ V6 람다    | 2.7ℓ V6 뮤 LPI                  |
| --------------------- | --------------- | --------------------- | --------------- | ------------------------------- |
| 전장 (mm)             | 4,910           | 4,910                 | 4,910           | 4,910                           |
| 전폭 (mm)             | 1,850           | 1,850                 | 1,850           | 1,850                           |
| 전고 (mm)             | 1,490           | 1,490(R16) 1,495(R17) | 1,495           | 1,500                           |
| 축거 (mm)             | 2,780           | 2,780                 | 2,780           | 2,780                           |
| 윤거 (전, mm)         | 1,580           | 1,580                 | 1,580           | 1,580                           |
| 윤거 (후, mm)         | 1,565           | 1,565                 | 1,565           | 1,565                           |
| 승차 정원             | 5명             | 5명                   | 5명             | 5명                             |
| 변속기                | 자동 6단        | 자동 6단              | 자동 6단        | 자동 5단                        |
| 구동 형식             | 전륜 구동       | 전륜 구동             | 전륜 구동       | 전륜 구동                       |
| 엔진 형식             | G4KE            | G6EA                  | G6DB            | L6EA                            |
| 연료                  | 가솔린          | 가솔린                | 가솔린          | LPG                             |
| 배기량 (cc)           | 2,359           | 2,656                 | 3,342           | 2,656                           |
| 최고 출력 (ps/rpm)    | 179/6,000       | 195/6,000             | 259/6,200       | 165/5,400                       |
| 최대 토크 (kgf·m/rpm) | 23.5/4,000      | 25.6/4,500            | 32.2/4,500      | 25.0/4.000                      |
| 연료 탱크 용량 (ℓ)    | 75              | 75                    | 75              | 72                              |
| 요소수 탱크 용량 (ℓ)  | -               | -                     | -               | -                               |
| 공차 중량 (kg)        | 1,565(자동 6단) | 1,577(자동 6단)       | 1,680(자동 6단) | 1,650(자동 5단) 1,655(자동 5단) |
| 연비 (km/ℓ)           | 11.3(자동 6단)  | 10.6(자동 6단)        | 10.1(자동 6단)  | 7.4(자동 5단) 7.6(자동 5단)     |
| Co2 배출량 (g/km)     | 207(자동 6단)   | 220(자동 6단)         | 231(자동 6단)   | 238(자동 5단) 233(자동 5단)     |

## 5세대(HG)

### 그랜저 HG(2011년1월~2016년11월)

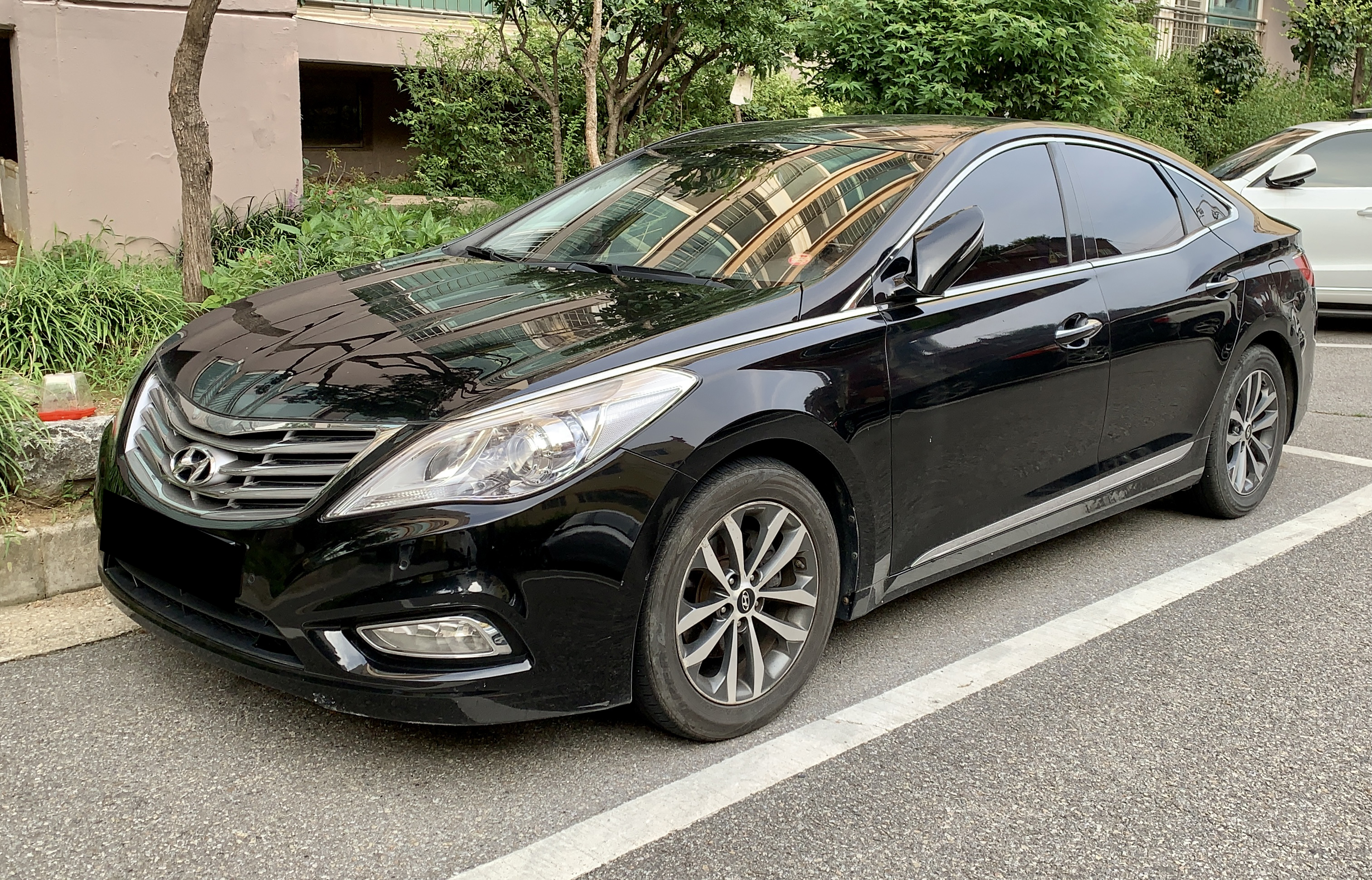
현대 그랜저 HG (전기형) 정측면

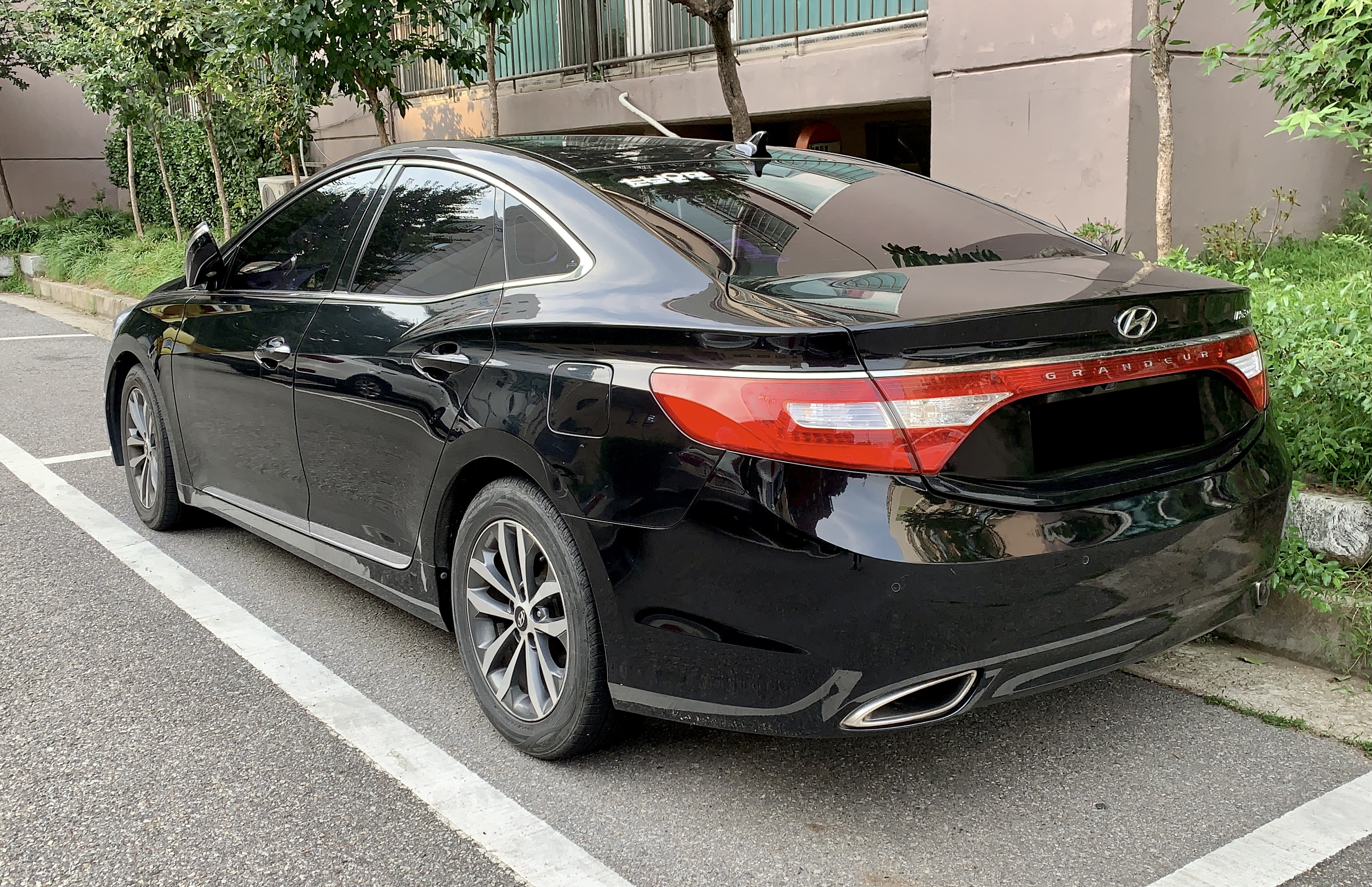
현대 그랜저 HG (전기형) 후측면

출시되기 전, 2010년 11월에 KBS 수목 드라마 도망자 플랜 B에서 잠시 공개되었다가 이듬해인 2011년 1월 13일에 출시되었다. 쏘나타(YF)의 전륜구동 플랫폼을 활용하여 개발되었으며, 현대자동차의 디자인 철학인 플루이딕 스컬프처를 기반으로 그랜드 글라이브 컨셉을 통하여 웅장한 비행체가 활공하는 듯한 유려한 느낌을 구현하여 더욱 스포티해졌는데, 국산 고급 세단들은 대다수가 보수적인 디자인을 했던것을 감안하면 상당히 파격적인 행보였다. 2.4ℓ 세타 Ⅱ GDI 엔진과 V6 3.0ℓ 람다 Ⅱ GDI 엔진, V6 3.0ℓ 람다 Ⅱ LPI 엔진이 적용되었으며, 운전석 무릎 에어백이 포함된 9 에어백, 타이어 공기압 경보 장치, 급제동 경보 시스템, 스마트 키 시스템 등이 기본으로 적용되었다. 이 외에도, 전방 차량과의 차간 거리를 자동으로 조정해주는 것은 물론, 교통 흐름에 따라 자동 정지 기능과 재출발 기능까지 지원하는 어드밴스드 스마트 크루즈 컨트롤, 공간 탐색용 초음파 센서를 통하여 주차 가능 영역을 탐색한 후, 스티어링 휠을 제어하여 운전자의 평행 주차를 도와주는 주차 조향 보조 시스템 등 새로운 기술이 접목된 최신 사양이 대거 적용되었다. 같은 해 8월에는 V6 3.3ℓ 람다 GDI 엔진이 추가되었다. 출시하자마자 기아 K7을 누르고 2011년 한 해 동안 10만 대 이상이 판매되었다. 2012년 12월 3일에는 라디에이터 그릴의 디자인이 변경되는 등의 변화를 가진 2013년형이 출시되었다. 2014년 6월 23일에는 라디에이터 그릴과 범퍼 등이 변경된 (하이브리드 사양은 제외) 2015년형 뉴 그랜저HG가 출시되었고 동시에 유로 6 기준을 충족시키는 2.2ℓ R VGT 디젤 엔진이 추가되었다. 이 때, V6 3.3ℓ 람다 GDI 엔진은 아슬란의 출시를 감안하여 단종되었다. 2016년 3월 2일에는 그랜저 탄생 30주년을 기념하여 8인치 내비게이션과 블루 링크 2.0을 기본으로 장착한 컬렉션 트림이 추가된 2016년형이 선보였다. 같은 해 5월 9일에는 출시 30주년을 기념하여 더 타임리스 트림이 선착순 500대 한정 판매되었는데, 앞 휀더에 붙은 30주년 엠블럼과 천장, 필러에 적용된 블랙 스웨이드 소재 등으로 특별함이 더해졌다. JBL 프리미엄 사운드 시스템과 어드밴스드 스마트 크루즈 컨트롤 등 고객 선호 사양이 적용되었고 외장 색상은 아이스 화이트 색상으로만 판매되었다. 5세대부터 운전석이 오른쪽에 있는 사양은 나오지 않았다. 그리고, 2016년 11월 22일에는 6세대 그랜저가 출시되고 5G그랜저는 단종한다.

#### 라인업
| 구분      | 2.2ℓ 디젤                                                         | V6 3.0ℓ LPI (장애인용)                   | V6 3.0ℓ LPI (택시)                                | V6 3.0ℓ LPI (렌터카)                                                                                       | 2.4ℓ 가솔린                                              | V6 3.0ℓ 가솔린 | V6 3.3ℓ 가솔린   |
| --------- | ----------------------------------------------------------------- | ---------------------------------------- | ------------------------------------------------- | --- | -------------------------------------------------------- | --- | ---------------- |
| 5G 그랜저 | HG220 모던 HG220 모던 컬렉션 HG220 프리미엄 HG220 프리미엄 컬렉션 | HG300(이후 HG300 프리미엄 스페셜로 변경) | HG300 개인형 HG300 모범형 HG300 모범형 VIP 패키지 | HG300 프라임(이후 HG300 모던으로 변경) HG300 이그제큐티브(이후 HG300 프리미엄으로 변경) HG300 익스클루시브 | HG240 럭셔리(이후 HG240 모던으로 변경) HG240 모던 컬렉션 | HG300 프라임(이후 HG300 프리미엄으로 변경) HG300 프리미엄 컬렉션 HG300 노블(이후 HG300 익스클루시브로 변경) HG300 익스클루시브 컬렉션 HG300 로얄(이후 HG300 익스클루시브 스페셜로 변경) HG300 더 타임리스(500대 한정) | HG330 셀러브리티 |

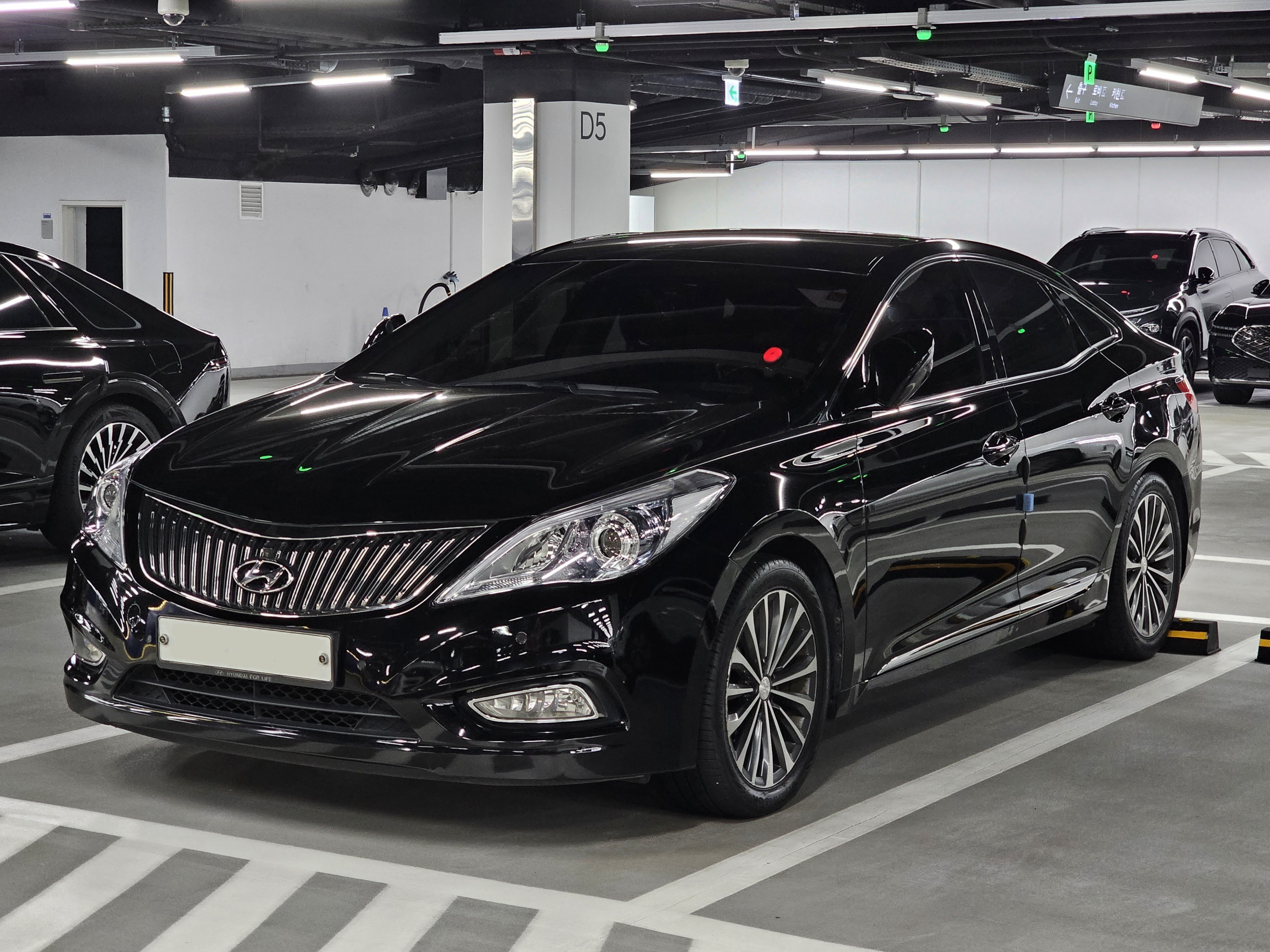
현대 그랜저 HG (중기형) 정측면
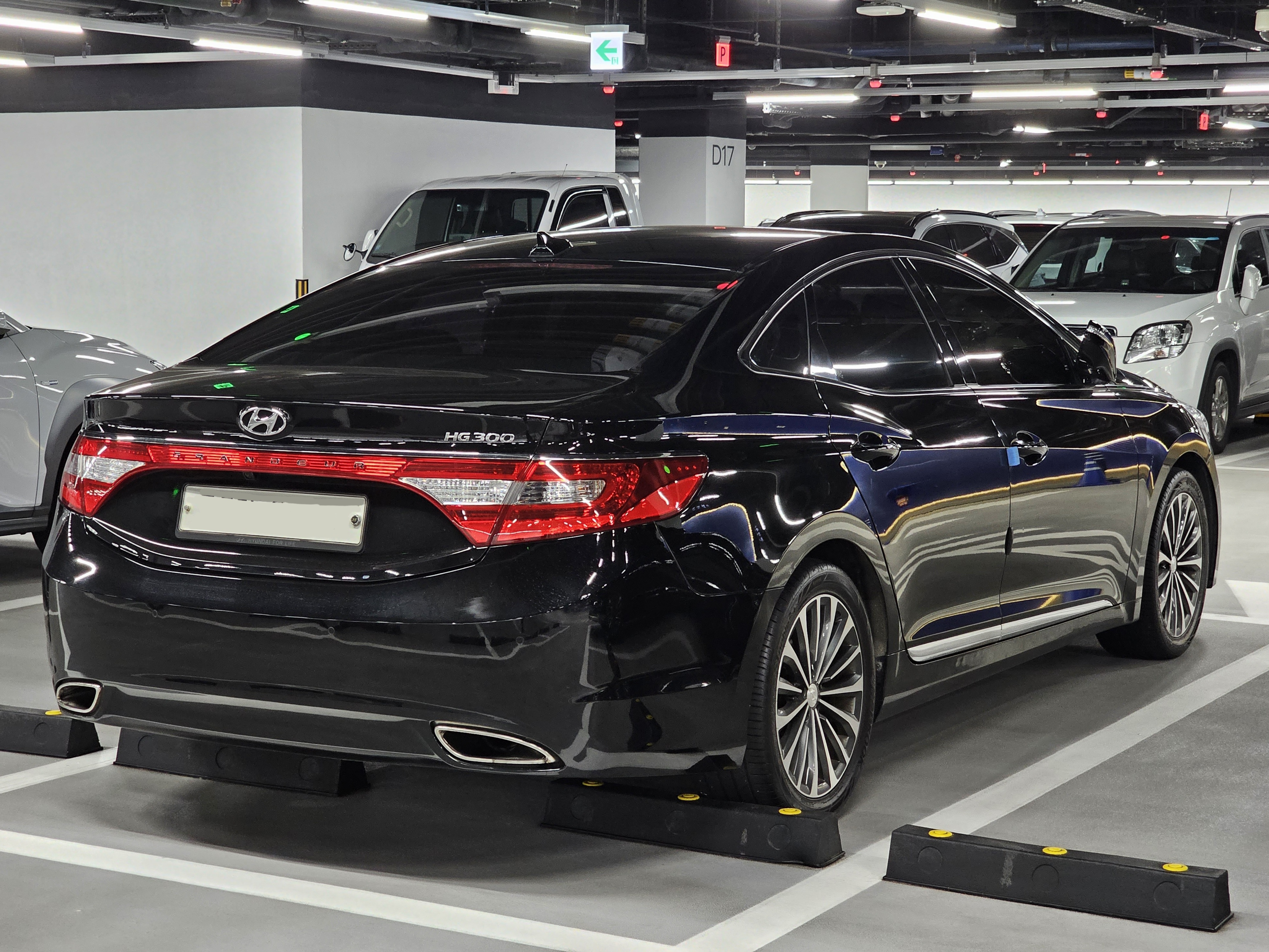
현대 그랜저 HG (중기형) 후측면
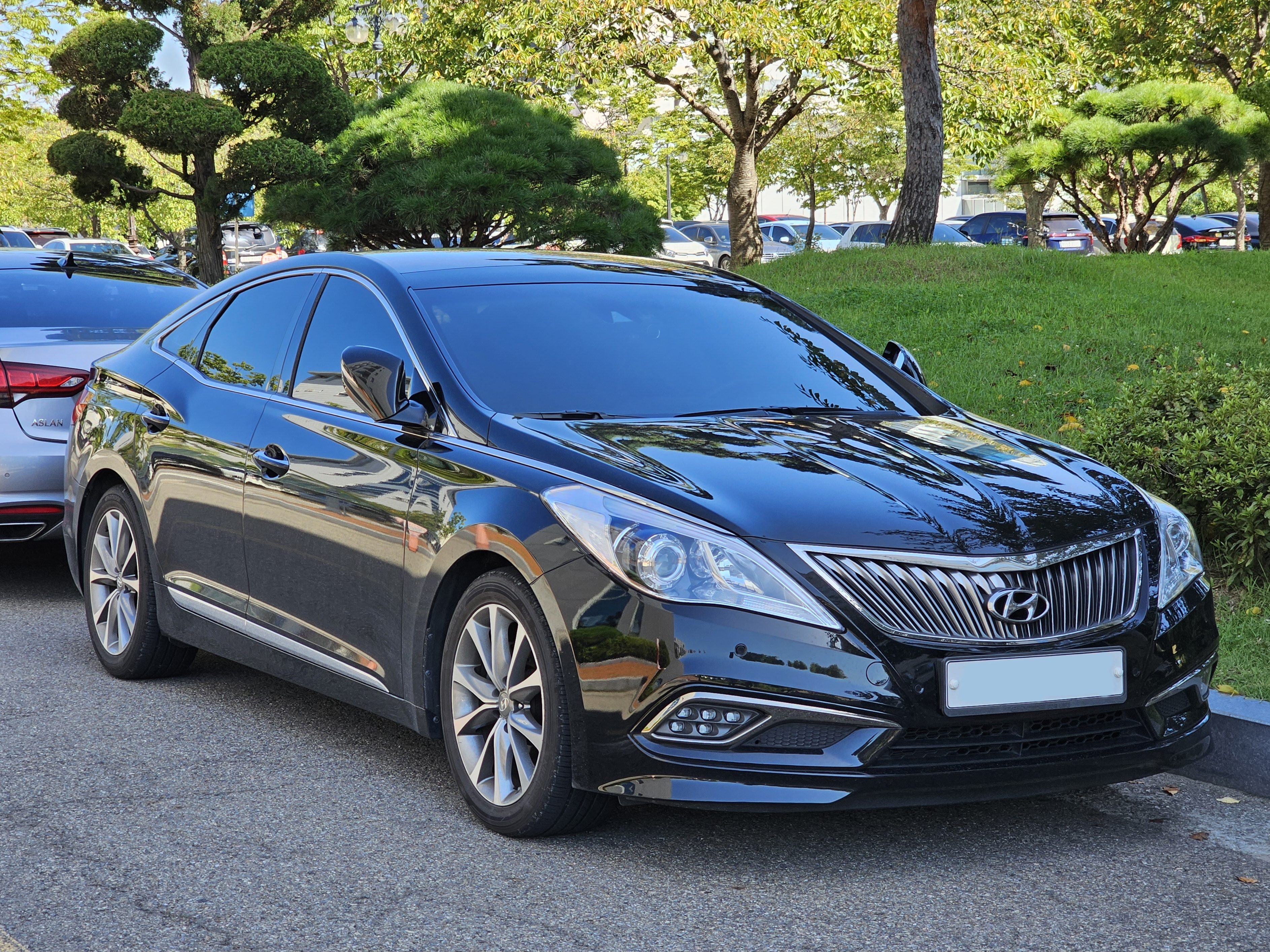
현대 그랜저 HG (후기형) 정측면
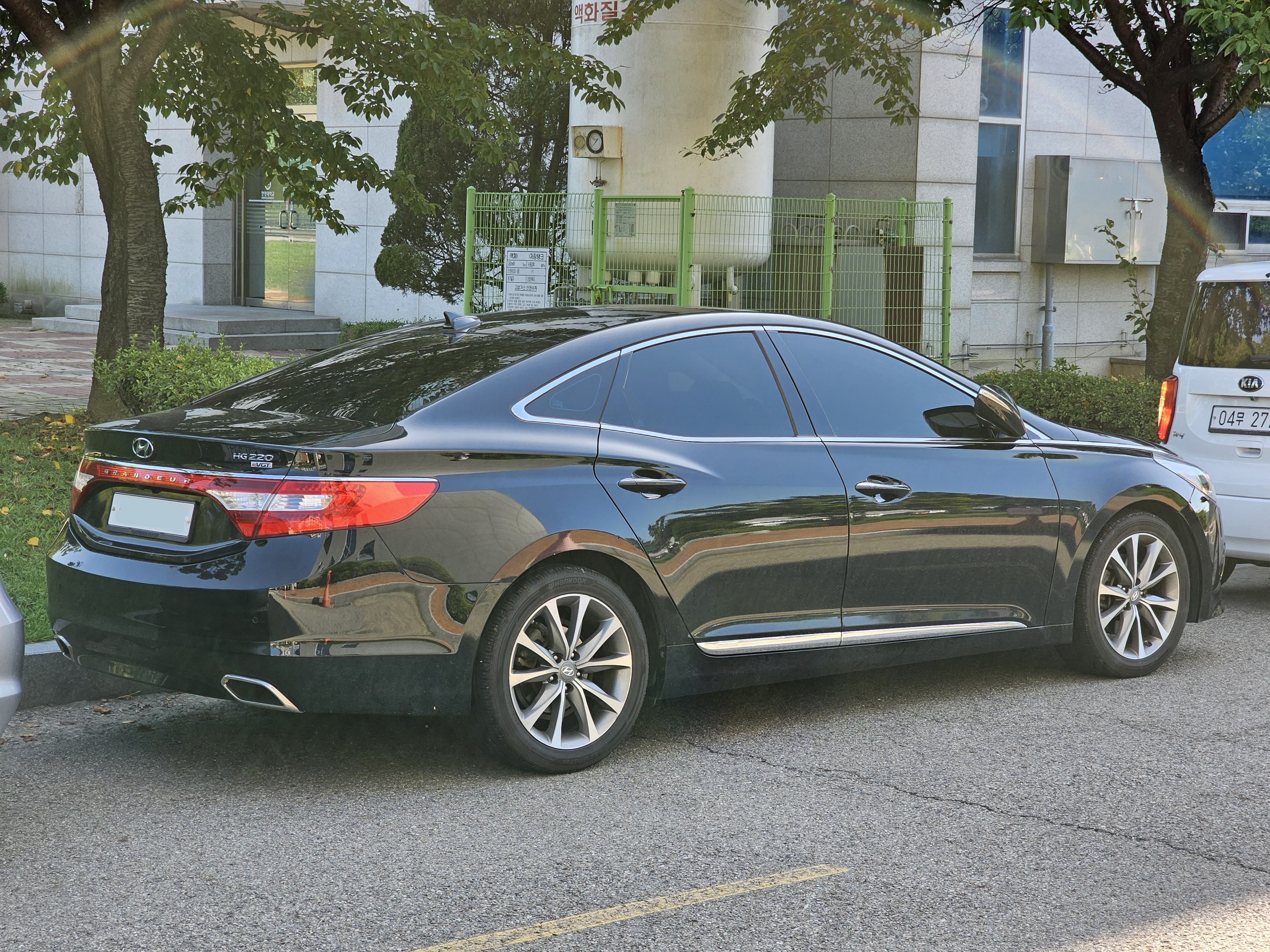
현대 그랜저 HG (후기형) 후측면

5G 그랜저 제원
| 구분                  | 2.2ℓ R e-VGT                                                           | 2.4ℓ 세타 Ⅱ GDI | 3.0ℓ V6 람다 Ⅱ GDI                                                            | 3.3ℓ V6 람다 GDI                                  | 3.0ℓ V6 람다 Ⅱ LPI                            |
| --------------------- | ---------------------------------------------------------------------- | --- | ----------------------------------------------------------------------------- | ------------------------------------------------- | --------------------------------------------- |
| 전장 (mm)             | 4,920                                                                  | 4,910(2011년~2014년) 4,920(2014년~2016년)                                                                             | 4,910(2011년~2014년) 4,920(2014년~2016년)                                     | 4,910                                             | 4,910(2011년~2014년) 4,920(2014년~2016년)     |
| 전폭 (mm)             | 1,860                                                                  | 1,860 | 1,860                                                                         | 1,860                                             | 1,860                                         |
| 전고 (mm)             | 1,470                                                                  | 1,470 | 1,470                                                                         | 1,470                                             | 1,470                                         |
| 축거 (mm)             | 2,845                                                                  | 2,845 | 2,845                                                                         | 2,845                                             | 2,845                                         |
| 윤거 (전, mm)         | 1,613(R17) 1,606(R18)                                                  | 1,613(R17) 1,606(R18)                                                                                                 | 1,613(R17) 1,606(R18)                                                         | 1,602(R19)                                        | 1,613(R17) 1,606(R18)                         |
| 윤거 (후, mm)         | 1,614(R17) 1,607(R18)                                                  | 1,614(R17) 1,607(R18)                                                                                                 | 1,614(R17) 1,607(R18)                                                         | 1,603(R19)                                        | 1,614(R17) 1,607(R18)                         |
| 승차 정원             | 5명                                                                    | 5명 | 5명                                                                           | 5명                                               | 5명                                           |
| 변속기                | 자동 6단                                                               | 자동 6단 | 자동 6단                                                                      | 자동 6단                                          | 자동 6단                                      |
| 구동 형식             | 전륜 구동                                                              | 전륜 구동 | 전륜 구동                                                                     | 전륜 구동                                         | 전륜 구동                                     |
| 엔진 형식             | D4HB                                                                   | G4KJ | G6DG                                                                          | G6DH                                              | L6DB                                          |
| 연료                  | 디젤                                                                   | 가솔린 | 가솔린                                                                        | 가솔린                                            | LPG                                           |
| 배기량 (cc)           | 2,199                                                                  | 2,359 | 2,999                                                                         | 3,342                                             | 2,999                                         |
| 최고 출력 (ps/rpm)    | 202/3,800                                                              | 201/6,300 (이후 190/6,000으로 변경)                                                                                   | 270/6,400                                                                     | 294/6,400                                         | 235/6,000                                     |
| 최대 토크 (kgf·m/rpm) | 45.0/1,750~2,750                                                       | 25.5/4,250 (이후 24.6/4,000으로 변경)                                                                                 | 31.6/5,300                                                                    | 35.3/5,200                                        | 28.6/4,500                                    |
| 연료 탱크 용량 (ℓ)    | 70                                                                     | 70 | 70                                                                            | 70                                                | 72                                            |
| 요소수 탱크 용량 (ℓ)  | -                                                                      | - | -                                                                             | -                                                 | -                                             |
| 공차 중량 (kg)        | 1,691(R17)/ 1,700(R18)                                                 | 1,525 (이후 1,530, 1,575(R17)/ 1,584(R18)로 변경)                                                                     | 1,580 (이후 1,590으로 변경)                                                   | 1,635 (이후 1,640으로 변경)                       | 1,620                                         |
| 연비 (km/ℓ)           | 도심 12.0/고속 17.5/복합 14.0(R17)/ 도심 11.8/고속 17.3/복합 13.8(R18) | 12.8 (이후 도심 9.6/고속 14.4/복합 11.3, 도심 9.8/고속 13.7/복합 11.3(R17)/ 도심 9.7/고속 13.5/복합 11.1(R18)로 변경) | 11.6 (이후 도심 8.7/고속 13.5/복합 10.4, 도심 8.8/고속 13.2/복합 10.4로 변경) | 10.9 (이후 도심 8.4/고속 13.1/복합 10.0으로 변경) | 8.9 (이후 도심 6.8/고속 10.6/복합 8.2로 변경) |
| Co2 배출량 (g/km)     | 142(R17)/ 144(R18)                                                     | 183 (이후 156(R17)/ 158(R18)으로 변경)                                                                                | 202 (이후 171로 변경)                                                         | 215 (이후 178로 변경)                             | 199 (이후 166으로 변경)                       |

### 그랜저 하이브리드(2013년12월~2017년3월)

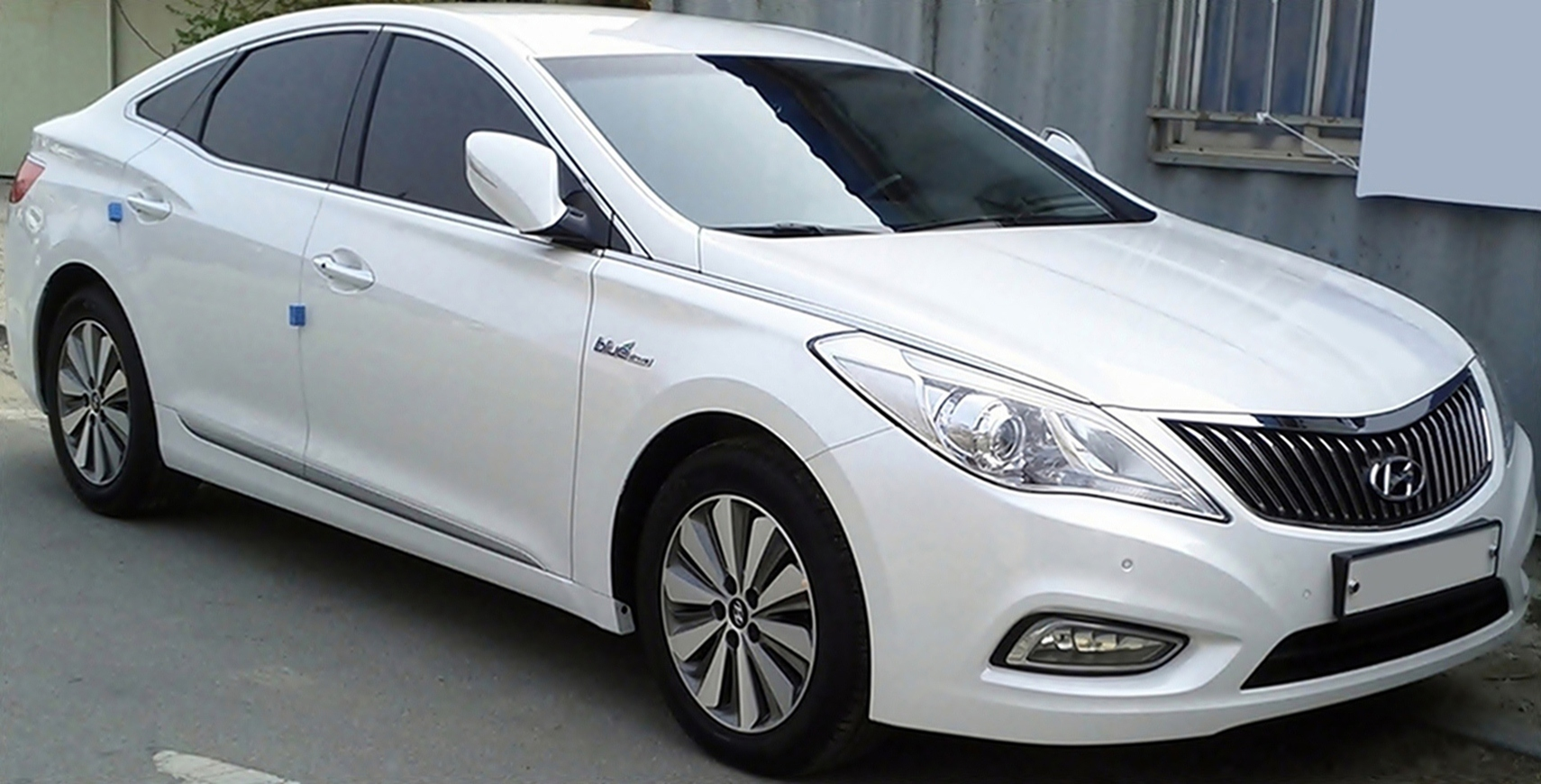
현대 그랜저 하이브리드 (전기형) 정측면

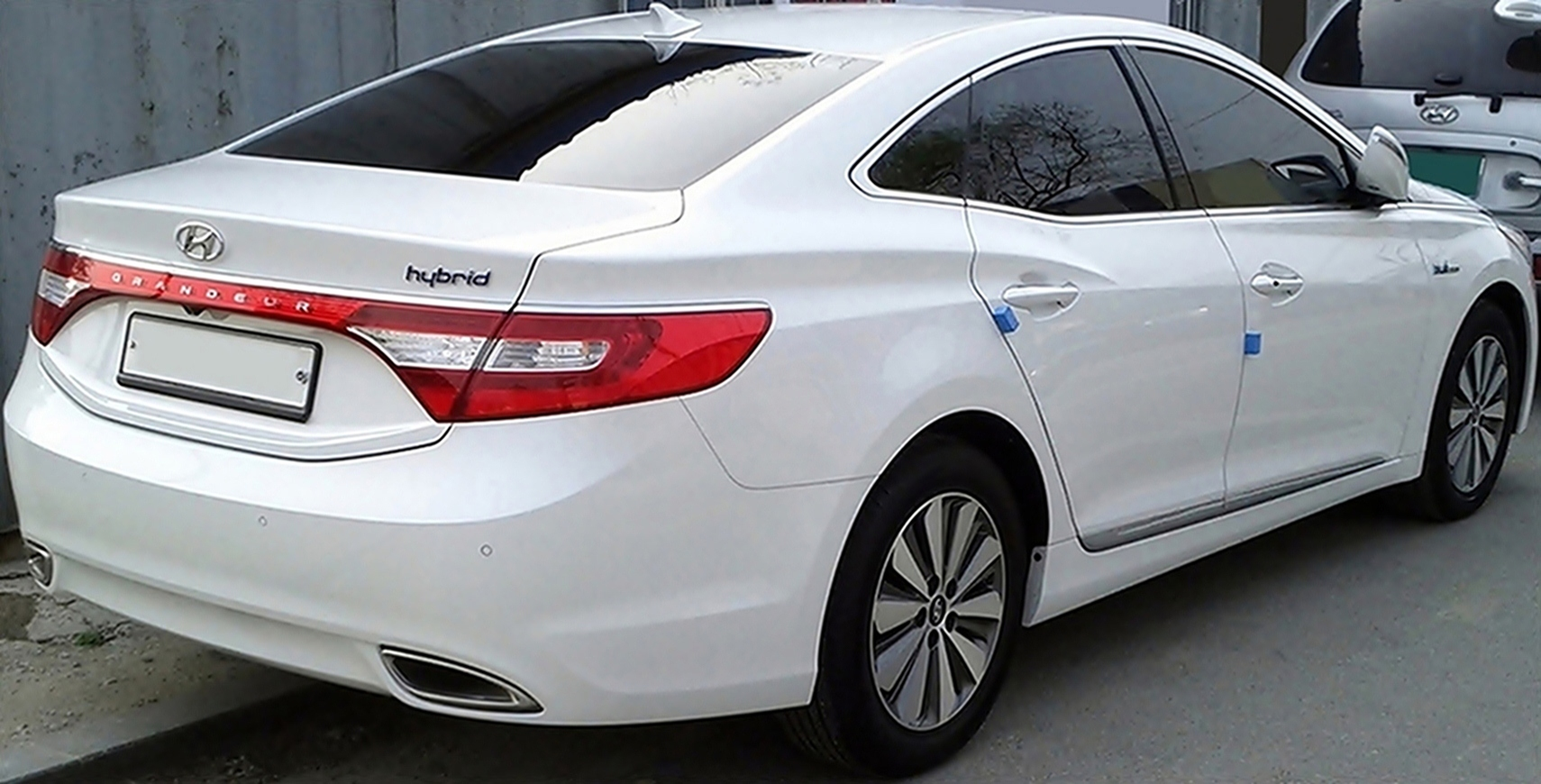
현대 그랜저 하이브리드 (전기형) 후측면

2013년 12월 16일에는 수출용 쏘나타 하이브리드(YF)에 장착되는 2.4ℓ 세타 Ⅱ MPI 엔진에 앳킨슨 사이클이 조합된 하이브리드가 더해졌다. 대한민국에서만 판매된다. 2014년 12월 7일에는 스마트 트렁크와 롤 오버 센서 내장 에어백 등이 신규 적용되고, 범퍼 디자인이 개선된 2015년형 뉴 그랜저HG 하이브리드가 선보였다. 그리고 2017년 3월 30일에 6세대 그랜저 하이브리드가 출시하여 단종한다.

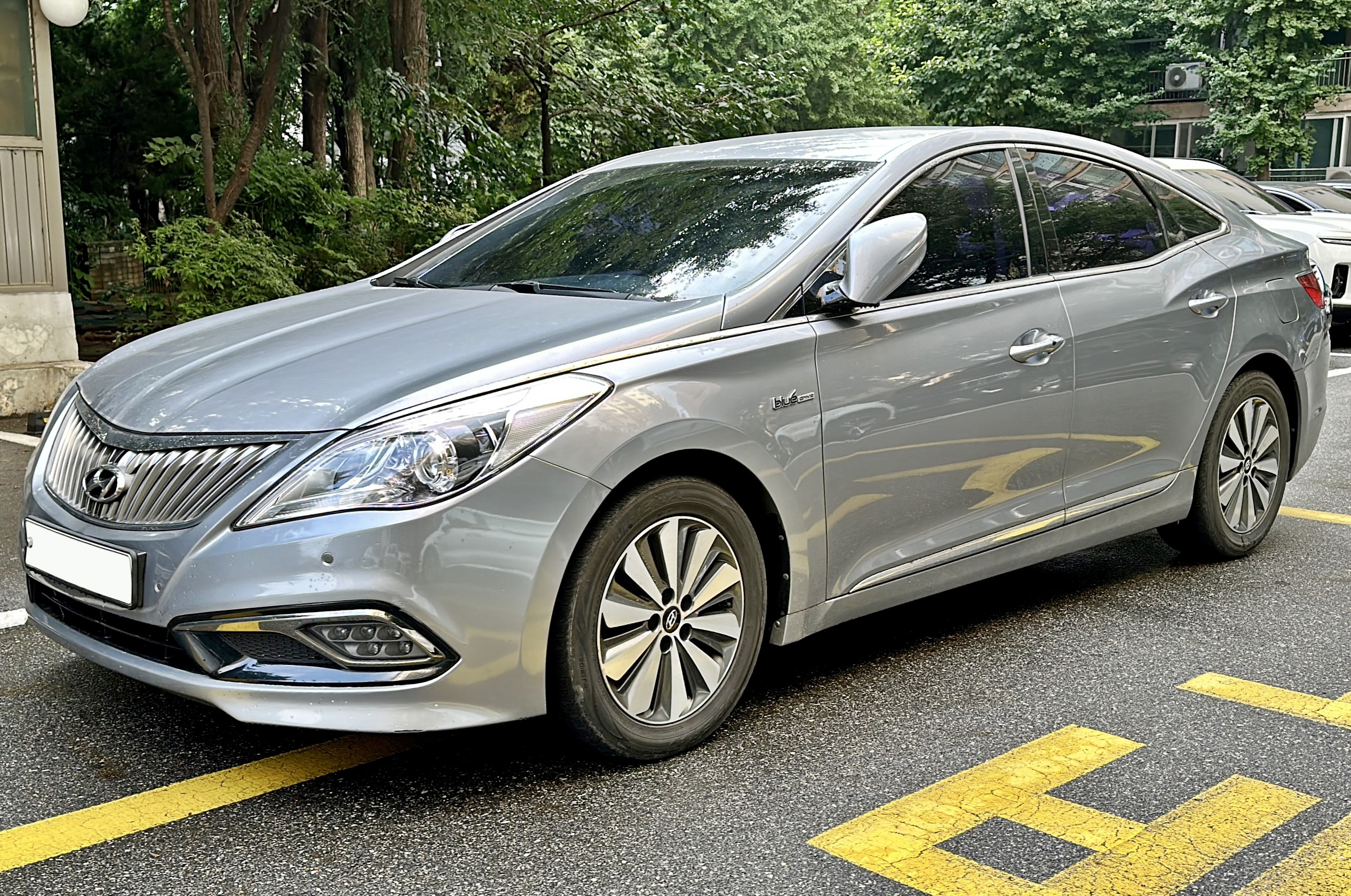
현대 그랜저 하이브리드 (후기형) 정측면
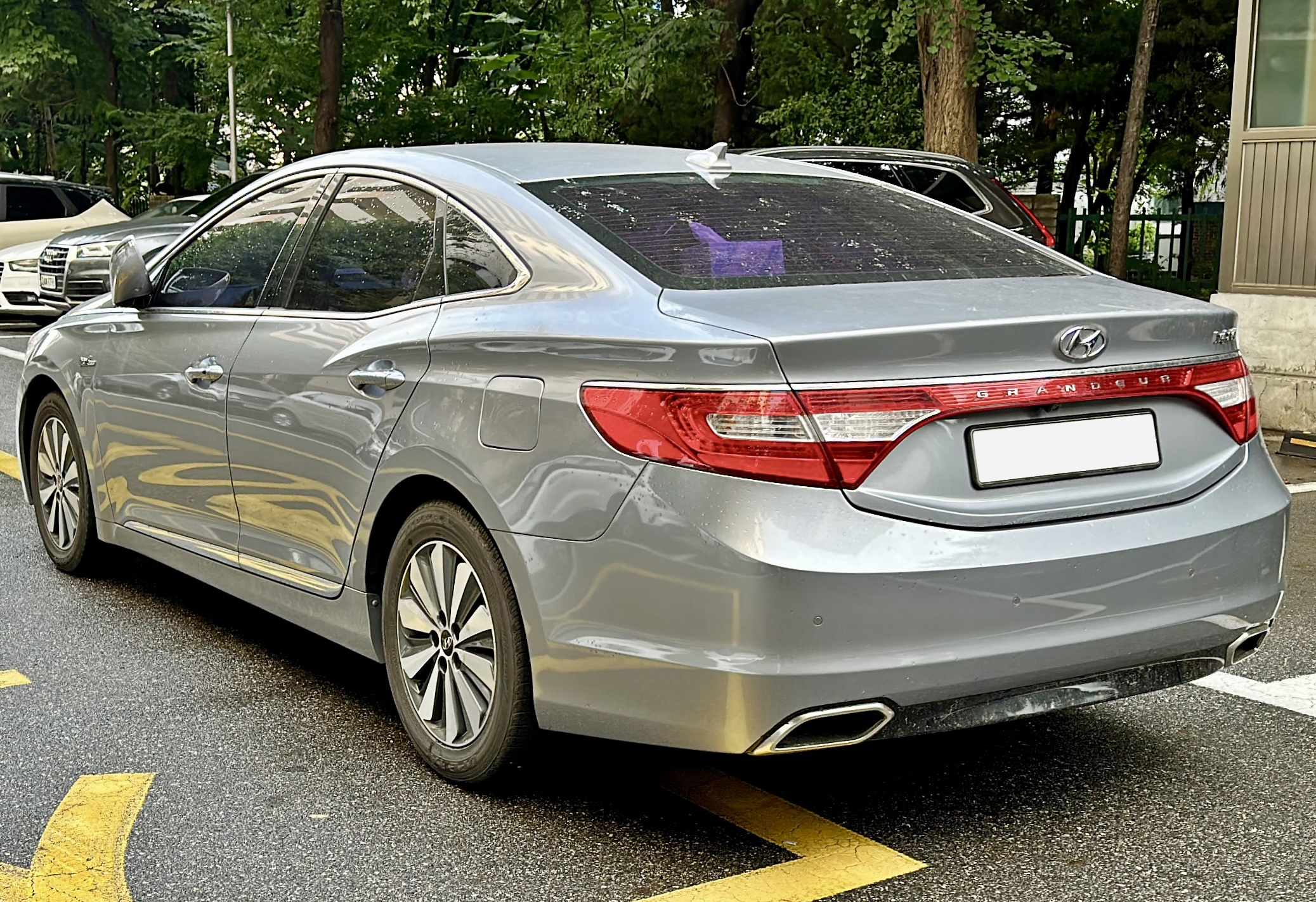
현대 그랜저 하이브리드 (후기형) 후측면

#### 라인업
| 구분              | 2.4ℓ 가솔린 하이브리드 |
| ----------------- | ---------------------- |
| 그랜저 하이브리드 | 프리미엄               |

그랜저 하이브리드 제원
| 구분                  | 2.4ℓ 세타 Ⅱ MPI                         |
| --------------------- | --------------------------------------- |
| 전장 (mm)             | 4,910(2013년~2014년) 4,920(2014년~현재) |
| 전폭 (mm)             | 1,860                                   |
| 전고 (mm)             | 1,470                                   |
| 축거 (mm)             | 2,845                                   |
| 윤거 (전, mm)         | 1,613(R17)                              |
| 윤거 (후, mm)         | 1,614(R17)                              |
| 승차 정원             | 5명                                     |
| 변속기                | 자동 6단                                |
| 구동 형식             | 전륜 구동                               |
| 엔진 형식             | G4KK                                    |
| 연료                  | 가솔린+전기                             |
| 배기량 (cc)           | 2,359                                   |
| 최고 출력 (ps/rpm)    | 159/5,500                               |
| 최대 토크 (kgf·m/rpm) | 21.0/4,500                              |
| 모터 최고 출력 (kW)   | 35                                      |
| 모터 최대 토크 (Nm)   | 205                                     |
| 연료 탱크 용량 (ℓ)    | 65                                      |
| 요소수 탱크 용량 (ℓ)  | -                                       |
| 공차 중량 (kg)        | 1,680(R17)                              |
| 연비 (km/ℓ)           | 도심 15.4/고속 16.7/복합 16.0(R17)      |
| Co2 배출량 (g/km)     | 105(R17)                                |

## 6세대(IG)

### 그랜저(2016년11월~2019년11월)

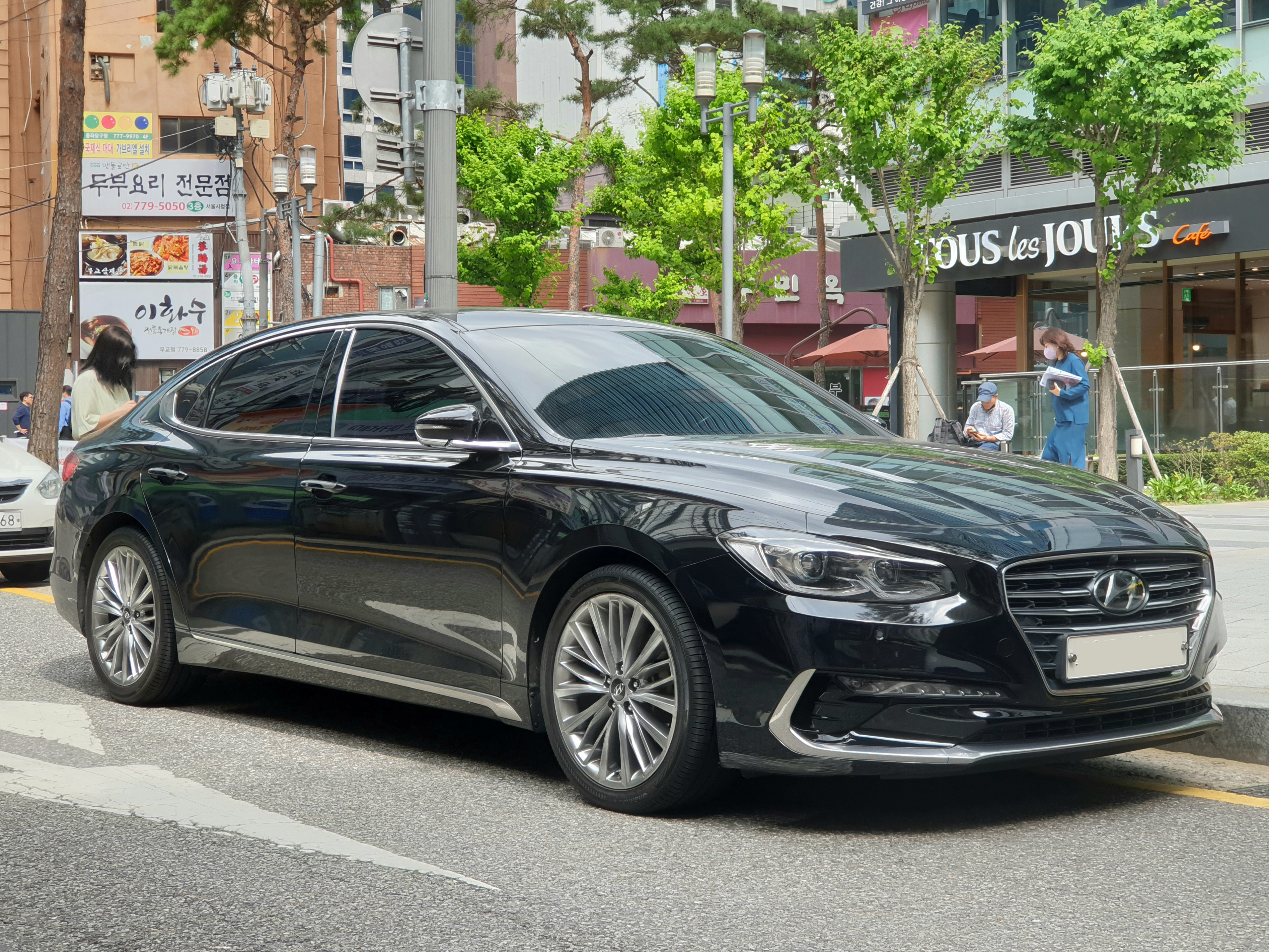
현대 그랜저 정측면

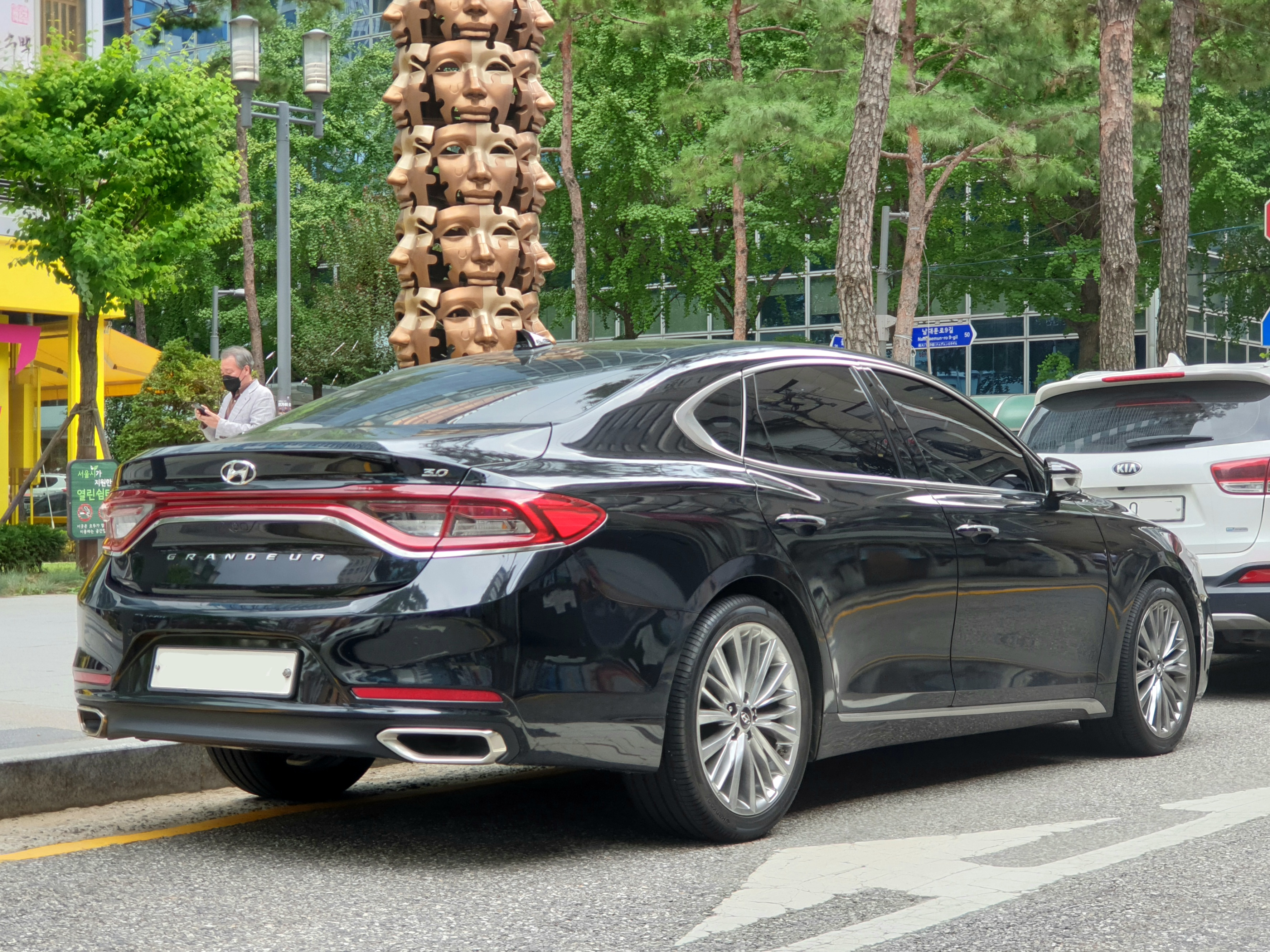
현대 그랜저 후측면

2016년 11월 22일에 출시되었다. 출시에 앞서 11월 22일부터 사전 계약이 진행되었는데, 첫날에만 15,973대가 계약되어 역대 최고의 첫날 사전 계약 대수를 기록하였다. 초기에는 2.2ℓ디젤, 2.4ℓ 가솔린과 3.0ℓ 가솔린, 3.0ℓ LPI 4가지가 출시되었다.
| 구분   | 2.2ℓ 디젤                     | 2.4ℓ 가솔린                   | V6 3.0ℓ LPI (장애인용)              | V6 3.0ℓ LPI (택시)              | V6 3.0ℓ 가솔린 (렌터카)                                               | V6 3.3ℓ 가솔린 |
| ------ | ----------------------------- | ----------------------------- | ----------------------------------- | ------------------------------- | --------------------------------------------------------------------- | -------------- |
| 그랜저 | 모던 프리미엄 프리미엄 스페셜 | 모던 프리미엄 프리미엄 스페셜 | 프리미엄 스페셜 익스클루시브 스페셜 | 개인형 모범형 모범형 VIP 패키지 | 모던 베이직 프리미엄 프리미엄 스페셜 익스클루시브 익스클루시브 스페셜 | 셀러브리티     |

그랜저 제원
| 구분                  | 2.2ℓ R e-VGT                                                                                               | 2.4ℓ 세타 Ⅱ GDI                                                                                         | 3.0ℓ V6 람다 Ⅱ GDI                                                  | 3.3ℓ V6 람다 Ⅱ GDI               | 3.0ℓ V6 람다 Ⅱ LPI                                               |
| --------------------- | --- | --- | ------------------------------------------------------------------- | -------------------------------- | ---------------------------------------------------------------- |
| 전장 (mm)             | 4,930 | 4,930                                                                                                   | 4,930                                                               | 4,930                            | 4,930                                                            |
| 전폭 (mm)             | 1,865 | 1,865                                                                                                   | 1,865                                                               | 1,865                            | 1,865                                                            |
| 전고 (mm)             | 1,470 | 1,470                                                                                                   | 1,470                                                               | 1,470                            | 1,470                                                            |
| 축거 (mm)             | 2,845 | 2,845                                                                                                   | 2,845                                                               | 2,845                            | 2,845                                                            |
| 윤거 (전, mm)         | 1,612(R17) 1,607(R18) 1,602(R19)                                                                           | 1,612(R17) 1,607(R18) 1,602(R19)                                                                        | 1,607(R18) 1,602(R19)                                               | 1,602(R19)                       | 1,612(R17) 1,607(R18)                                            |
| 윤거 (후, mm)         | 1,620(R17) 1,615(R18) 1,610(R19)                                                                           | 1,620(R17) 1,615(R18) 1,610(R19)                                                                        | 1,615(R18) 1,610(R19)                                               | 1,610(R19)                       | 1,620(R17) 1,615(R18)                                            |
| 승차 정원             | 5명 | 5명 | 5명                                                                 | 5명                              | 5명                                                              |
| 변속기                | 자동 8단                                                                                                   | 자동 6단                                                                                                | 자동 8단                                                            | 자동 8단                         | 자동 6단                                                         |
| 구동 형식             | 전륜 구동                                                                                                  | 전륜 구동                                                                                               | 전륜 구동                                                           | 전륜 구동                        | 전륜 구동                                                        |
| 엔진 형식             | D4HB | G4KJ | G6DG                                                                | G6DH                             | L6DB                                                             |
| 연료                  | 디젤 | 가솔린                                                                                                  | 가솔린                                                              | 가솔린                           | LPG                                                              |
| 배기량 (cc)           | 2,199 | 2,359                                                                                                   | 2,999                                                               | 3,342                            | 2,999                                                            |
| 최고 출력 (ps/rpm)    | 202/3,800                                                                                                  | 190/6,000                                                                                               | 266/6,400                                                           | 290/6,400                        | 235/6,000                                                        |
| 최대 토크 (kgf·m/rpm) | 45.0/1,750~2,750                                                                                           | 24.6/4,000                                                                                              | 31.4/5,300                                                          | 35.0/5,200                       | 28.6/4,500                                                       |
| 연료 탱크 용량 (ℓ)    | 70 | 70 | 70                                                                  | 70                               | 72                                                               |
| 요소수 탱크 용량 (ℓ)  | - | - | -                                                                   | -                                | -                                                                |
| 공차 중량 (kg)        | 1,675(R17)/ 1,685(R18)/ 1,705(R19)                                                                         | 1,550(R17)/ 1,570(R18)/ 1,590(R19)                                                                      | 1,630(R18)/ 1,640(R19)                                              | 1,680(R19)                       | 1,630(R17)/ 1,665(R18)                                           |
| 연비 (km/ℓ)           | 도심 13.1/고속 17.5/복합 14.8(R17)/ 도심 12.7/고속 16.8/복합 14.3(R18)/ 도심 12.5/고속 16.5/복합 14.1(R19) | 도심 9.8/고속 13.6/복합 11.2(R17)/ 도심 9.7/고속 13.3/복합 11.0(R18)/ 도심 9.6/고속 13.0/복합 10.8(R19) | 도심 8.7/고속 12.5/복합 10.1(R18)/ 도심 8.6/고속 12.3/복합 9.9(R19) | 도심 8.4/고속 11.9/복합 9.7(R19) | 도심 6.6/고속 9.4/복합 7.6(R17)/ 도심 6.4/고속 9.0/복합 7.4(R18) |
| Co2 배출량 (g/km)     | 128(R17)/ 133(R18)/ 135(R19)                                                                               | 150(R17)/ 153(R18)/ 155(R19)                                                                            | 168(R18)/ 171(R19)                                                  | 173(R18)                         | 174(R17)/ 180(R18)                                               |

### 그랜저 하이브리드(2017년3월~2019년11월)

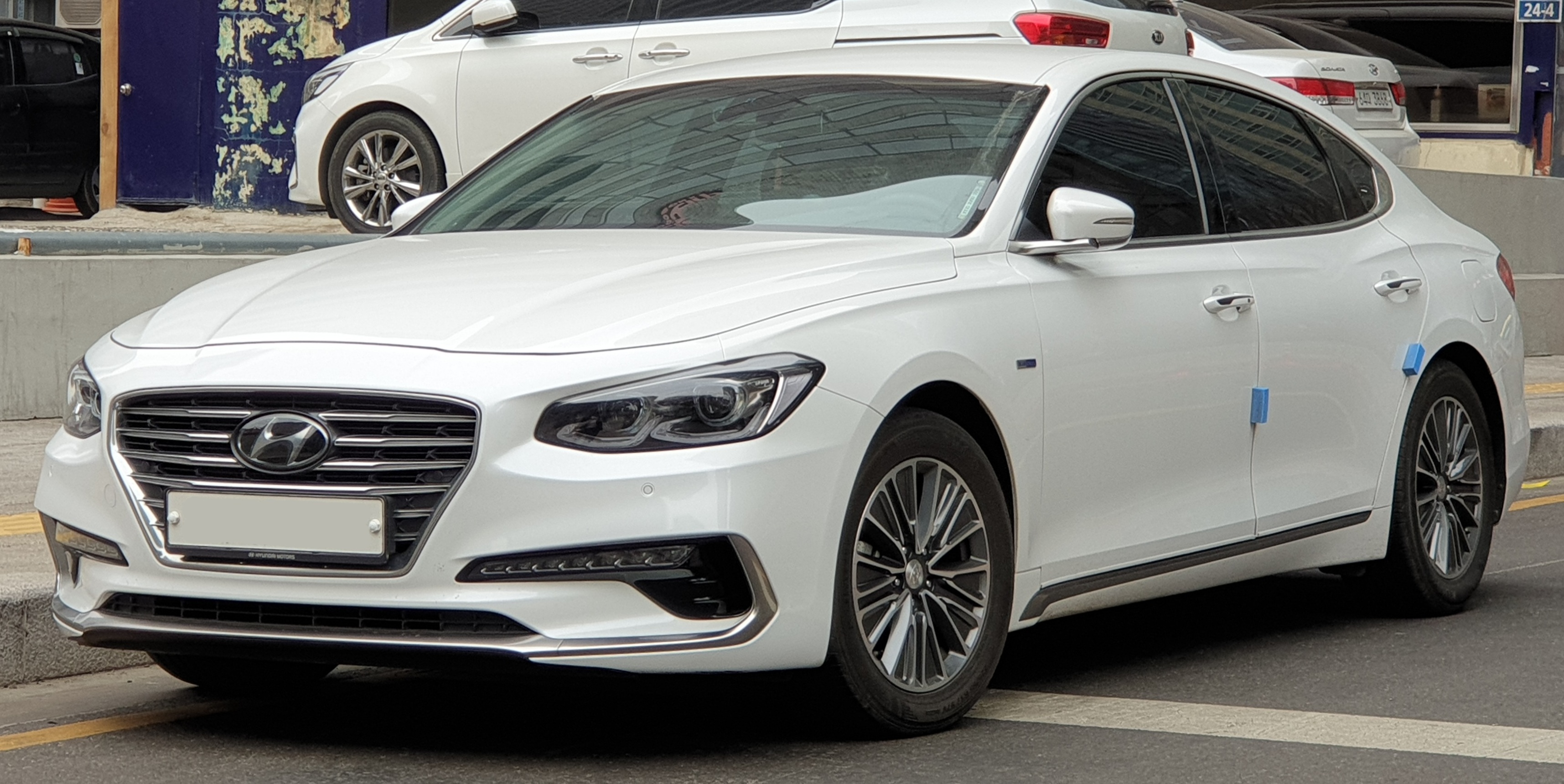
현대 그랜저 하이브리드 정측면

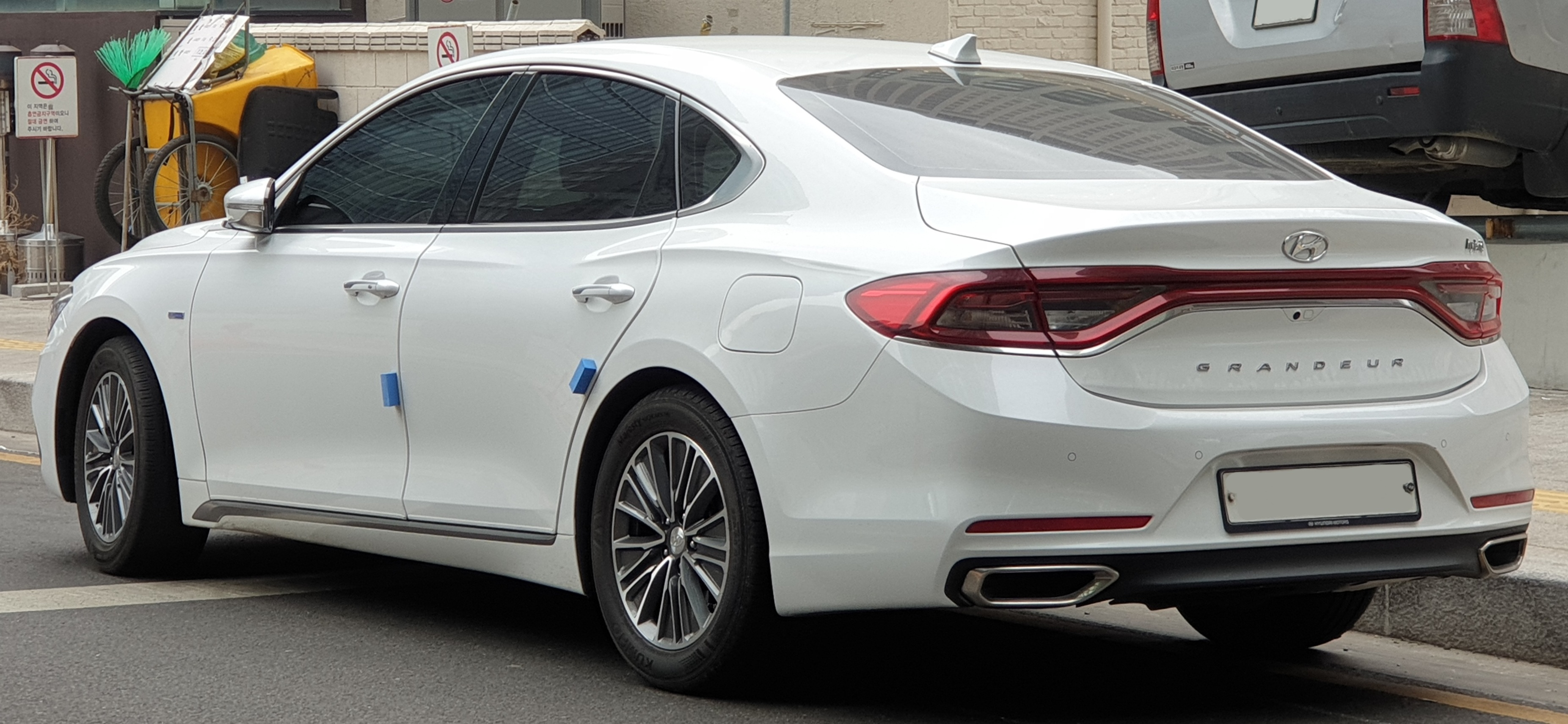
현대 그랜저 하이브리드 후측면

2017년 3월 30일에 출시되었다. 고전압 배터리의 용량은 중량 증가 없이 기존 1.43㎾h에서 약 23% 개선된 1.76㎾h로 늘어났고, 배터리의 충방전 효율은 약 2.6% 개선되었다. 차량 전장품의 전력 사용, 엔진 출력 변화 등을 실시간으로 감지하여 EV 작동 구간을 제어하는 역할을 하는 환경 부하 로직을 개선하여 불필요한 연료 손실을 최소화하였다. 실주행 시 사용 빈도가 높은 엔진 저회전 구간에서 발생하는 엔진의 소음과 진동을 모터의 역방향 토크로 상쇄하는 능동 부밍 제어 기술이 적용되었고, 불필요한 전력 낭비를 막기 위하여 운전자가 혼자 탑승한 경우 운전석에만 공조 장치가 작동하도록 하는 하이브리드 전용 듀얼 풀오토 에어컨도 적용되었다.

#### 라인업
| 구분              | 2.4ℓ 가솔린 하이브리드                    |
| ----------------- | ----------------------------------------- |
| 그랜저 하이브리드 | 프리미엄 익스클루시브 익스클루시브 스페셜 |

제원
| 구분                  | 2.4ℓ 세타 Ⅱ MPI                    |
| --------------------- | ---------------------------------- |
| 전장 (mm)             | 4,930                              |
| 전폭 (mm)             | 1,865                              |
| 전고 (mm)             | 1,470                              |
| 축거 (mm)             | 2,845                              |
| 윤거 (전, mm)         | 1,612(R17)                         |
| 윤거 (후, mm)         | 1,620(R17)                         |
| 승차 정원             | 5명                                |
| 변속기                | 자동 6단                           |
| 구동 형식             | 전륜 구동                          |
| 엔진 형식             | G4KK                               |
| 연료                  | 가솔린+전기                        |
| 배기량 (cc)           | 2,359                              |
| 최고 출력 (ps/rpm)    | 159/5,500                          |
| 최대 토크 (kgf·m/rpm) | 21.0/4,500                         |
| 모터 최고 출력 (kW)   | 38                                 |
| 모터 최대 토크 (Nm)   | 205                                |
| 연료 탱크 용량 (ℓ)    | 65                                 |
| 요소수 탱크 용량 (ℓ)  | -                                  |
| 공차 중량 (kg)        | 1,675(R17)                         |
| 연비 (km/ℓ)           | 도심 16.1/고속 16.2/복합 16.2(R17) |
| Co2 배출량 (g/km)     | 97(R17)                            |

### 더 뉴 그랜저(2019년11월~2022년11월)

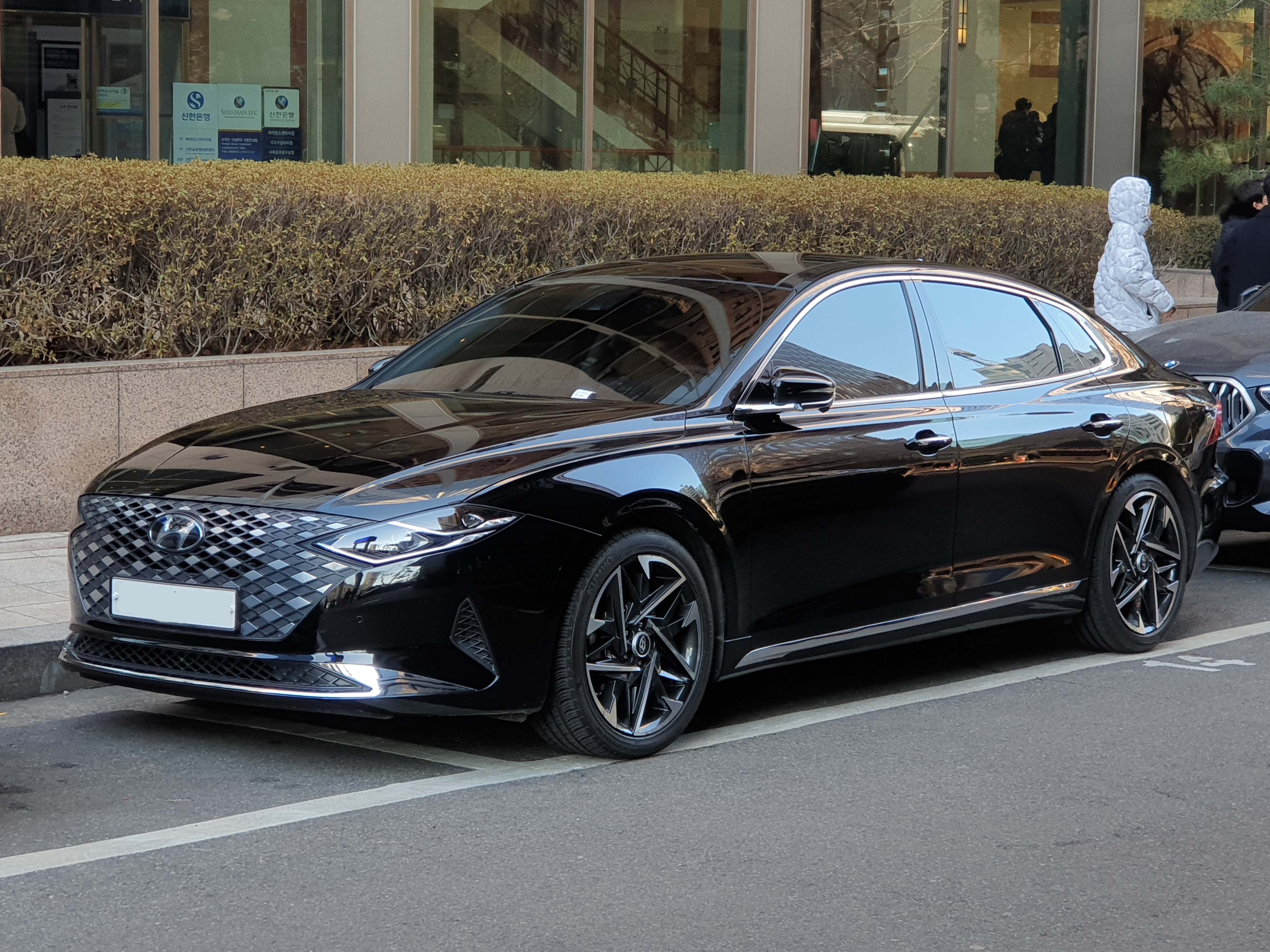
현대 더 뉴 그랜저 정측면

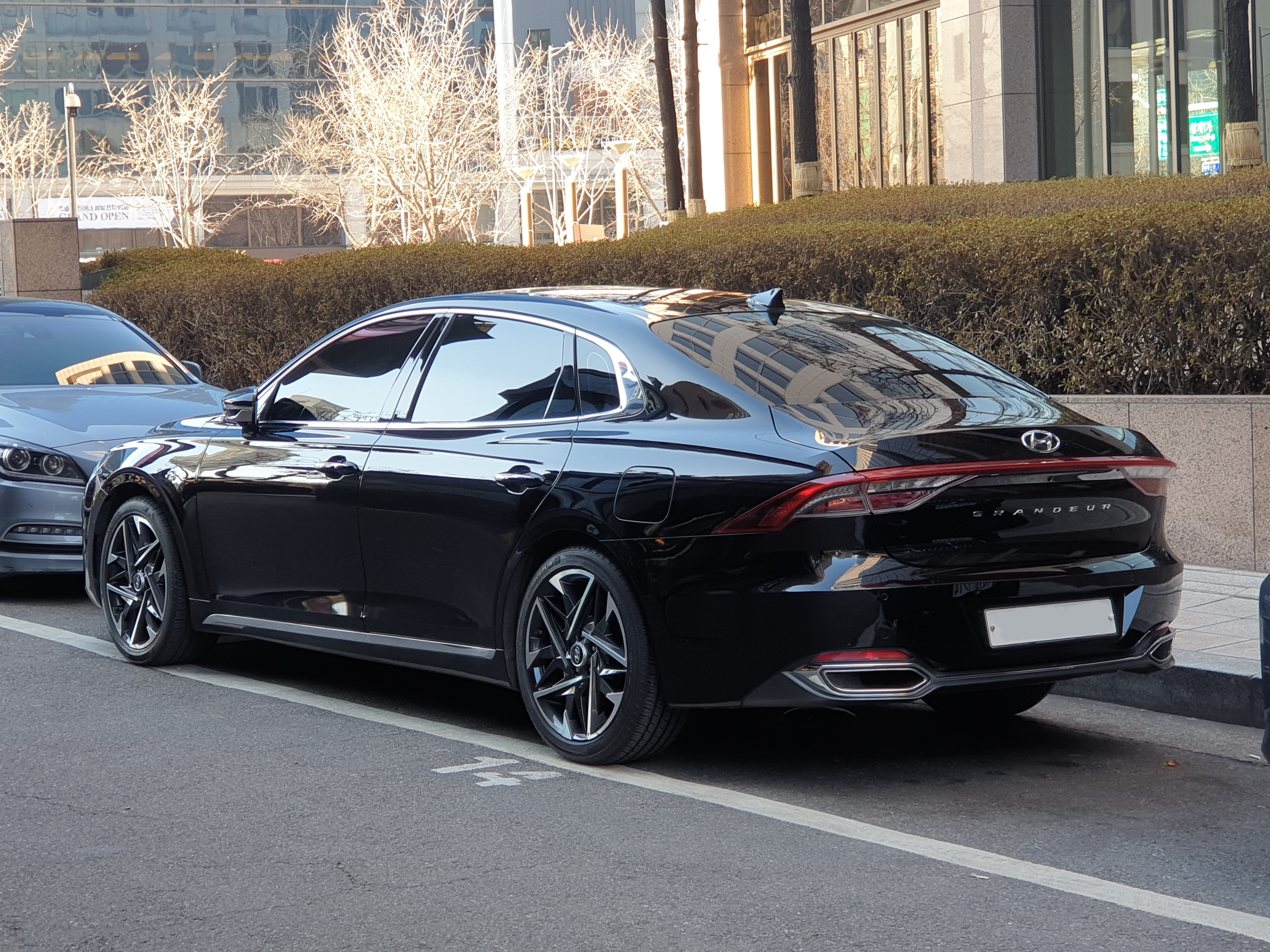
현대 더 뉴 그랜저 후측면

2019년 11월에 출시된 더 뉴 그랜저는 페이스리프트 모델이지만 풀 체인지 수준의 디자인 변화가 생겼고, 휠 베이스가 늘어났다. 2.2리터 커먼레일 디젤 엔진이 단종되고, 기어 셀렉터가 부츠 타입의 기계식 레버에서 팰리세이드, 8세대 쏘나타 등과 동일하게 버튼 타입의 전자식 셀렉터로 바뀌었다. 기존의 2.4ℓ GDi 엔진이 2.5ℓ 앳킨슨 사이클 스마트스트림 GDi 엔진으로 변경되었으며, V6 3.3ℓ DOHC 엔진에는 원격 스마트 주차보조가 적용된다. 내부 인테리어도 전모델 대비 상당히 고급스러워졌다는 호평이 많았다.

#### 라인업
| 구분         | V6 3.0ℓ LPI                           | V6 3.0ℓ LPI (장애인용) | V6 3.0ℓ LPI (택시)                                            | V6 3.0ℓ LPI (렌터카)       | 2.5ℓ 가솔린                                      | V6 3.3ℓ 가솔린                                   |
| ------------ | ------------------------------------- | ---------------------- | ------------------------------------------------------------- | -------------------------- | ------------------------------------------------ | ------------------------------------------------ |
| 더 뉴 그랜저 | 프리미엄 프리미엄 초이스 익스클루시브 | 프리미엄 익스클루시브  | 모범형(모던) 고급형(프리미엄) 고급형 VIP 패키지(익스클루시브) | 모던 프리미엄 익스클루시브 | 프리미엄 프리미엄 초이스 익스클루시브 캘리그래피 | 프리미엄 프리미엄 초이스 익스클루시브 캘리그래피 |

더 뉴 그랜저 제원
| 구분                  | 2.5ℓ 스마트스트림 G GDI                                                                                   | 3.3ℓ V6 람다 Ⅱ GDI                                                 | 3.0ℓ V6 람다 Ⅱ LPI                                                                                 |
| --------------------- | --- | ------------------------------------------------------------------ | -------------------------------------------------------------------------------------------------- |
| 전장 (mm)             | 4,990 | 4,990                                                              | 4,990                                                                                              |
| 전폭 (mm)             | 1,875 | 1,875                                                              | 1,875                                                                                              |
| 전고 (mm)             | 1,470 | 1,470                                                              | 1,470                                                                                              |
| 축거 (mm)             | 2,885 | 2,885                                                              | 2,885                                                                                              |
| 윤거 (전, mm)         | 1,612(R17) 1,607(R18) 1,602(R19)                                                                          | 1,607(R18) 1,602(R19)                                              | 1,612(R17) 1,607(R18) 1,602(R19)                                                                   |
| 윤거 (후, mm)         | 1,620(R17) 1,615(R18) 1,610(R19)                                                                          | 1,615(R18) 1,610(R19)                                              | 1,620(R17) 1,615(R18) 1,610(R19)                                                                   |
| 승차 정원             | 5명 | 5명                                                                | 5명                                                                                                |
| 변속기                | 스마트스트림 자동 8단                                                                                     | 스마트스트림 자동 8단                                              | 자동 6단                                                                                           |
| 구동 형식             | 전륜 구동                                                                                                 | 전륜 구동                                                          | 전륜 구동                                                                                          |
| 엔진 형식             | G4KN | G6DH                                                               | L6DB                                                                                               |
| 연료                  | 가솔린 | 가솔린                                                             | LPG                                                                                                |
| 배기량 (cc)           | 2,497 | 3,342                                                              | 2,999                                                                                              |
| 최고 출력 (ps/rpm)    | 198/6,100                                                                                                 | 290/6,400                                                          | 235/6,000                                                                                          |
| 최대 토크 (kgf·m/rpm) | 25.3/4,000                                                                                                | 35.0/5,200                                                         | 28.6/4,500                                                                                         |
| 연료 탱크 용량 (ℓ)    | 70 | 70                                                                 | 80                                                                                                 |
| 공차 중량 (kg)        | 1,575(R17)/ 1,590(R18)/ 1,625(R19)                                                                        | 1,660(R18)/ 1,670(R19)                                             | 1,640(R17)/ 1,665(R18)/ 1,700(R19)                                                                 |
| 연비 (km/ℓ)           | 도심 10.3/고속 14.6/복합 11.9(R17)/ 도심 10.1/고속 14.0/복합 11.6(R18)/ 도심 9.7/고속 13.4/복합 11.1(R19) | 도심 8.3/고속 12.0/복합 9.7(R18)/ 도심 8.3/고속 11.7/복합 9.6(R19) | 도심 6.4/고속 9.3/복합 7..5(R17)/ 도심 6.3/고속 9.3/복합 7.4(R18)/ 도심 6.3/고속 9.0/복합 7.3(R19) |
| Co2 배출량 (g/km)     | 142(R17)/ 146(R18)/ 153(R19)                                                                              | 178(R18)/ 179(R19)                                                 | 177(R17)/ 180(R18)/ 182(R19)                                                                       |

### 더 뉴 그랜저 하이브리드(2019년12월~2022년11월)

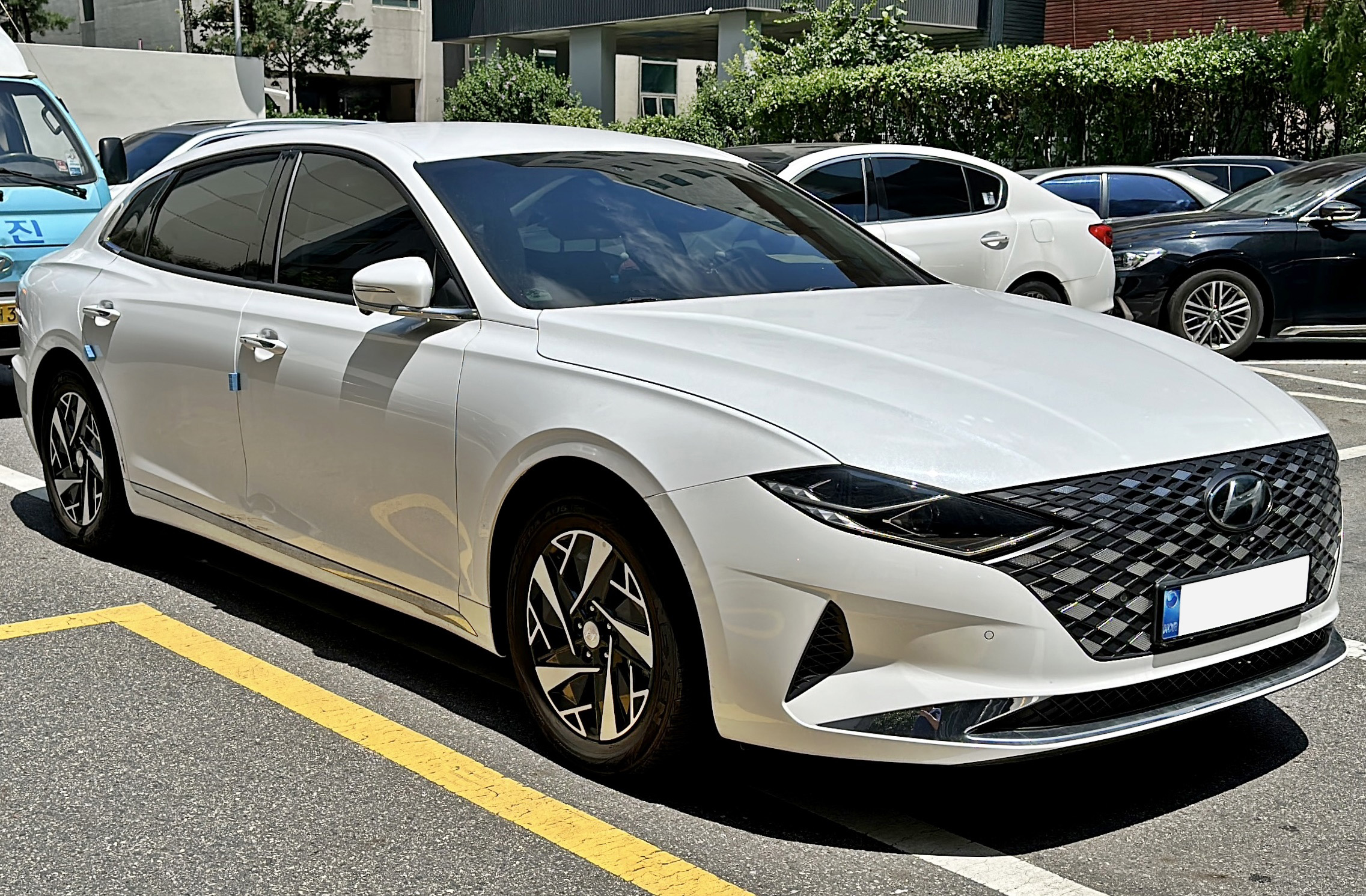
현대 더 뉴 그랜저 하이브리드 정측면

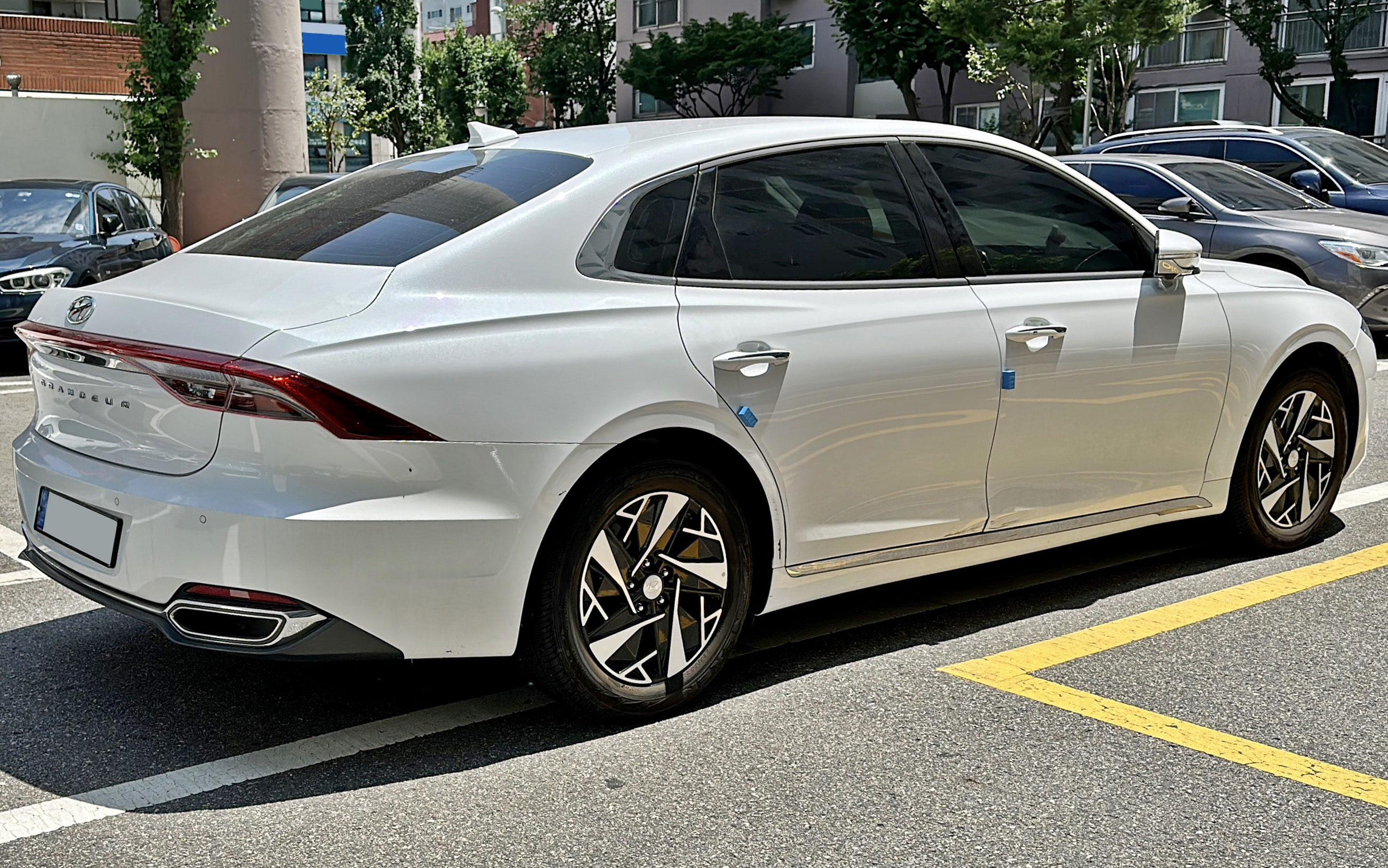
현대 더 뉴 그랜저 하이브리드 후측면

#### 라인업
| 구분                    | 2.4ℓ 가솔린 하이브리드                  |
| ----------------------- | --------------------------------------- |
| 더 뉴 그랜저 하이브리드 | 프리미엄 르블랑 익스클루시브 캘리그래피 |

더 뉴 그랜저 하이브리드 제원
| 구분                  | 2.4ℓ 세타 Ⅱ MPI |
| --------------------- | --- |
| 전장 (mm)             | 4,990 |
| 전폭 (mm)             | 1,875 |
| 전고 (mm)             | 1,470 |
| 축거 (mm)             | 2,885 |
| 윤거 (전, mm)         | 1,612(R17) 1,607(R18) |
| 윤거 (후, mm)         | 1,620(R17) 1,615(R18) |
| 승차 정원             | 5명 |
| 변속기                | 자동 6단 |
| 구동 형식             | 전륜 구동 |
| 엔진 형식             | G4KK |
| 연료                  | 가솔린+전기 |
| 배기량 (cc)           | 2,359 |
| 최고 출력 (ps/rpm)    | 159/5,500 |
| 최대 토크 (kgf·m/rpm) | 21.0/4,500 |
| 모터 최고 출력 (kW)   | 38 |
| 모터 최대 토크 (Nm)   | 205 |
| 연료 탱크 용량 (ℓ)    | 65 |
| 공차 중량 (kg)        | 1,675(R17)/ 1,725(R18)/ 1,675(R17)/ 1,725(R18)                                                                                                 |
| 연비 (km/ℓ)           | 도심 16.1/고속 16.2/복합 16.2(R17)/ 도심 15.2/고속 15.1/복합 15.2(R18)/ 도심 15.7/고속 16.1/복합 15.9(R17)/ 도심 14.8/고속 15.0/복합 14.9(R18) |
| Co2 배출량 (g/km)     | 97(R17)/ 108(R18)/ 103(R17)/ 110(R18) |

## 7세대(GN7)

### 디 올 뉴 그랜저(2022년11월~2024년6월)
2022년 10월 19일, 내·외장 디자인을 공개한 후 11월 14일에 출시했다. 2016년 11월 6세대 그랜저 이후 6년만에 선보이는 7세대 모델로, 기존 그랜저의 상징적 요소를 담아 내는 동시에 한 차원 진화한 모습으로 공개됐다. 3세대(XG) 이후 모처럼 프레임리스 도어가 적용됐다. 전면부는 밤과 아침을 가르는 새벽의 경계선에서 영감을 받아 디자인된 끊김없이 연결된 수평형 램프(Seamless Horizon Lamp)를 적용했으며, 이는 통합형 그릴과 조화를 이룬다. 측면부의 경우 헤드램프에서 리어 램프까지 이어지는 하나의 선은 프레임리스 도어, 오토 플러시 도어 핸들과 함께 단정하고 와이드한 볼륨감을 표현했다. 또한 길어진 전장과 휠베이스, 후방으로 이동한 카울 포인트는 C필러와 조화를 이뤄 스포티한 느낌을 표현했으며, 20인치 캘리그래피 휠은 입체적이고 다이내믹하게 디자인됐다. 후면부는 전면부와 동일하게 끊김없이 연결된 수평형 램프를 적용했다. 실내는 랩어라운드(wrap-around) 구조이며, 은은하게 퍼져 나가는 앰비언트 무드램프와 대한민국적인 느낌으로 디자인된 도어 트림의 패턴이 특징이다.
기존 세타2 198마력 직렬 4기통 앳킨슨 사이클 2.5리터 DOHC 가솔린 엔진은 그대로 이용하지만, V6 가솔린 엔진은 K8을 통해 선보인 300마력 V6 3.5리터 DOHC 가솔린 엔진으로 교체했다. 또한 K8과 더불어 V6 3.5리터 DOHC 가솔린 엔진에는 AWD 선택이 가능하다. V6 LPG 엔진도 K8과 스타리아에 장착된 240마력 V6 3.5리터 DOHC LPG 엔진으로 교체했다. LPG 봄베는 도넛형이 장착되고, 용량은 80% 안전 충전 기준으로 71리터다. 또한 K8, 스포티지, 쏘렌토, 싼타페, 투싼에 적용된 230마력 1.6리터 가솔린 터보 하이브리드도 적용되어 기존 2.4리터 자연흡기 가솔린 하이브리드를 대체한다.
디 올 뉴 그랜저는 빌트인 캠 2, 디지털키 2, 실내 지문 인증 시스템, 리클라이닝(뒷좌석), 전동식 도어 커튼 등 다양한 시스템이 적용됐다. 1.6 터보 하이브리드 모델에는 구동 모터를 활용해 주행 성능을 향상시키는 E-모션 드라이브가 적용됐다. E-모션 드라이브는 불규칙한 노면에서 부드러운 승차감을 제공하고 흔들림을 저감하는 E-컴포트 드라이브와 급가속 및 코너링 등의 빠른 조향 상황에서 다이내믹하고 안정적인 운동 성능을 구현하는 E-다이내믹 드라이브로 나뉜다.
2023년 6월 20일에 7세대 쏘나타 LPG 택시가 단종되면서, 현대자동차에서 직접 생산하는 세단형 LPG 택시는 그랜저만 남았다. 쏘나타 LPG 택시의 자리는 그랜저 외에 코나 일렉트릭 택시, 아이오닉 5 택시, 아이오닉 6 택시가 대부분 대체애 왔다. 그랜저 택시는 거의 개인택시로 팔리지만, 7세대 쏘나타 LPG 택시가 단산된 후 8세대 쏘나타 LPG 택시가 중국 현지 생산분으로 들어오기 전까지 그랜저 LPG 택시가 법인택시로도 일부 팔리기도 했다.
자동변속기는 역대 그랜저 최초로 컬럼+로터리식으로 장착했다. 컬럼식 자동변속기 레인지 셀렉터는 벤츠의 컬럼식 자동변속기와 비슷한 모양이지만, 시프트 레버를 위아래로 조작하는 방식은 아니고 아이오닉 5, 아이오닉 6, 2세대 코나, 8세대 쏘나타 F/L, 유니버스, 엑시언트, 그랜버드(2세대 슈퍼 프리미엄)같이 레버 끝에 있는 스위치를 돌려서 조작하는 방식이다.

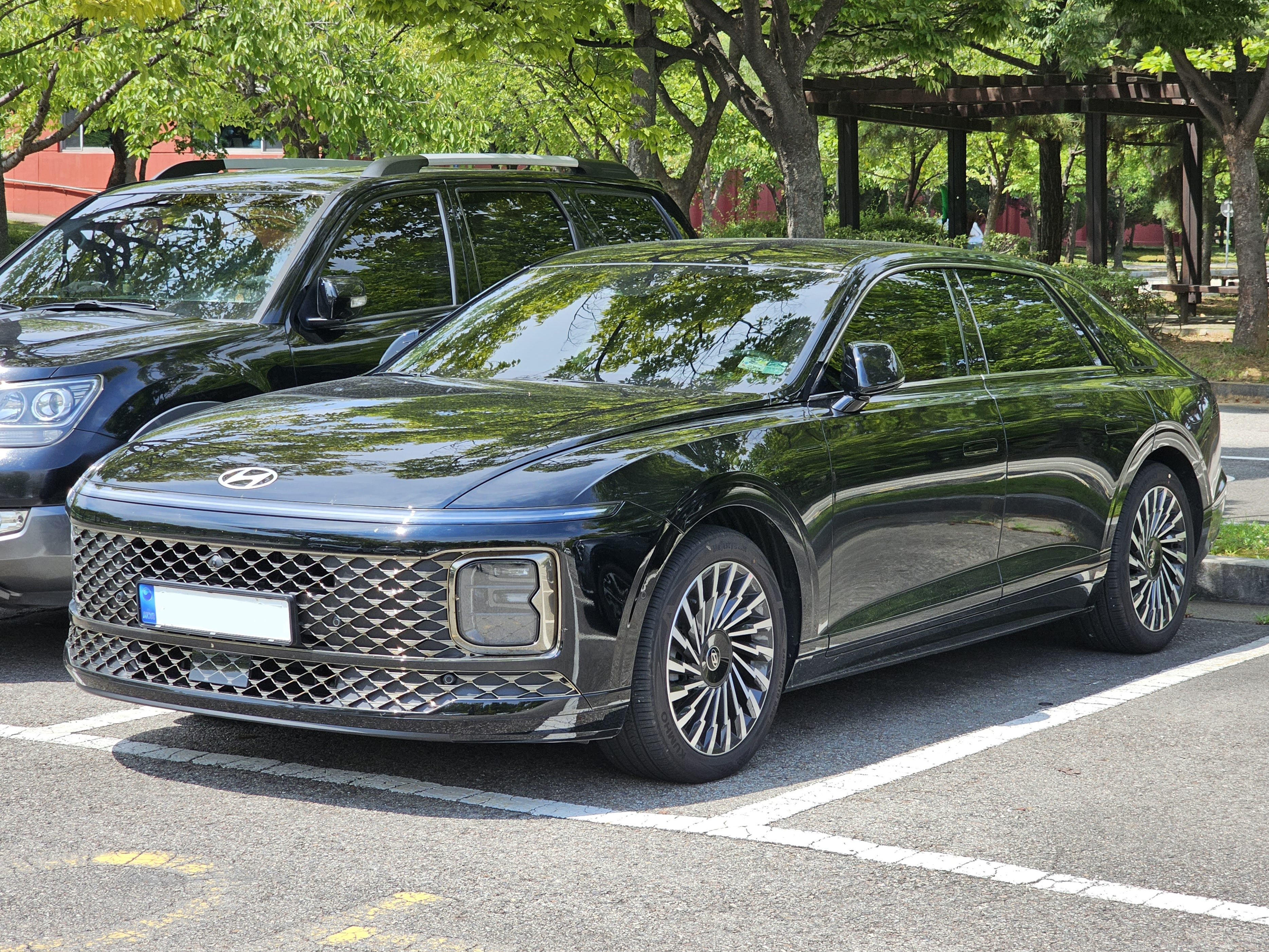
현대 디 올 뉴 그랜저 정측면
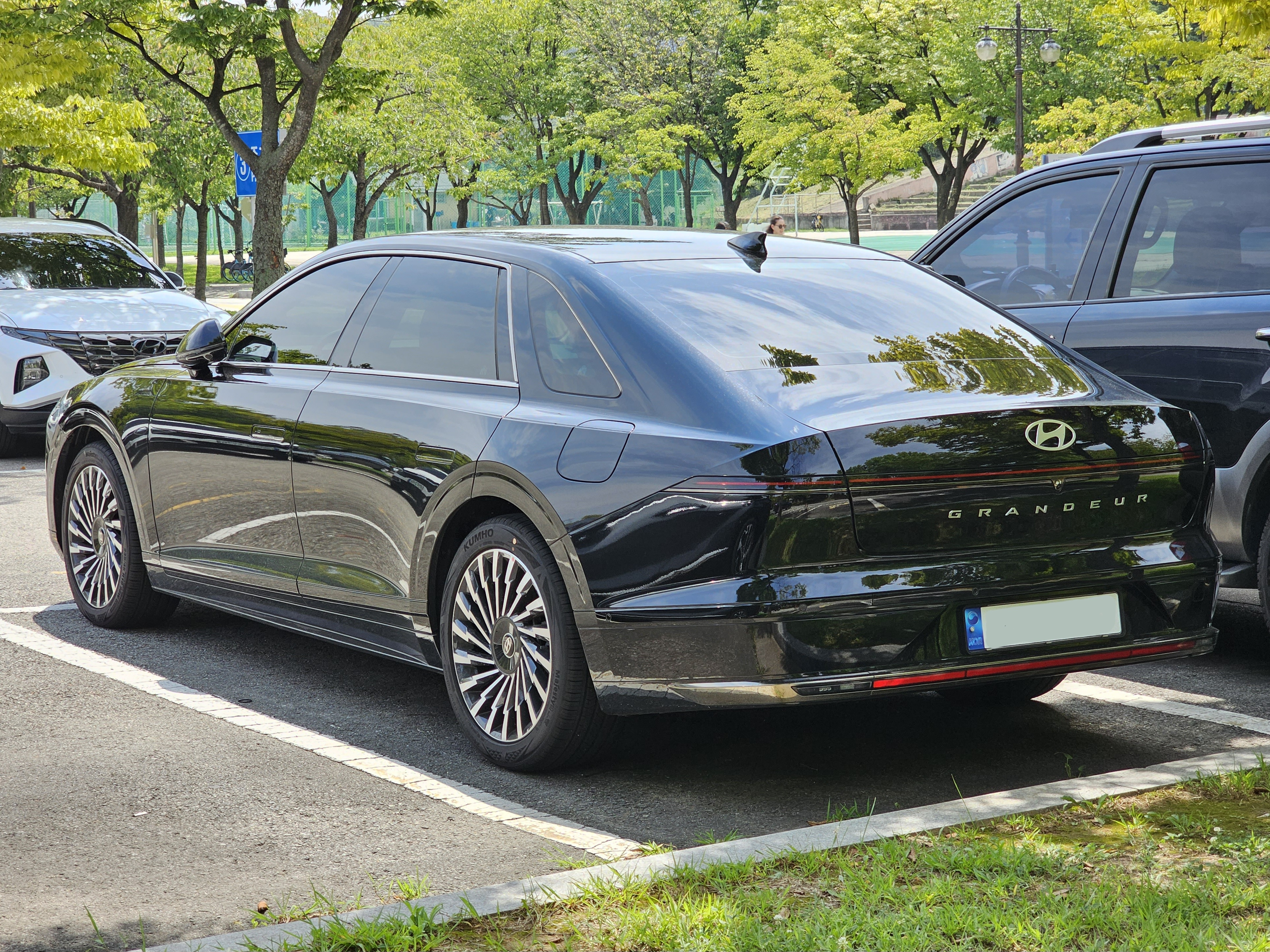
현대 디 올 뉴 그랜저 후측면
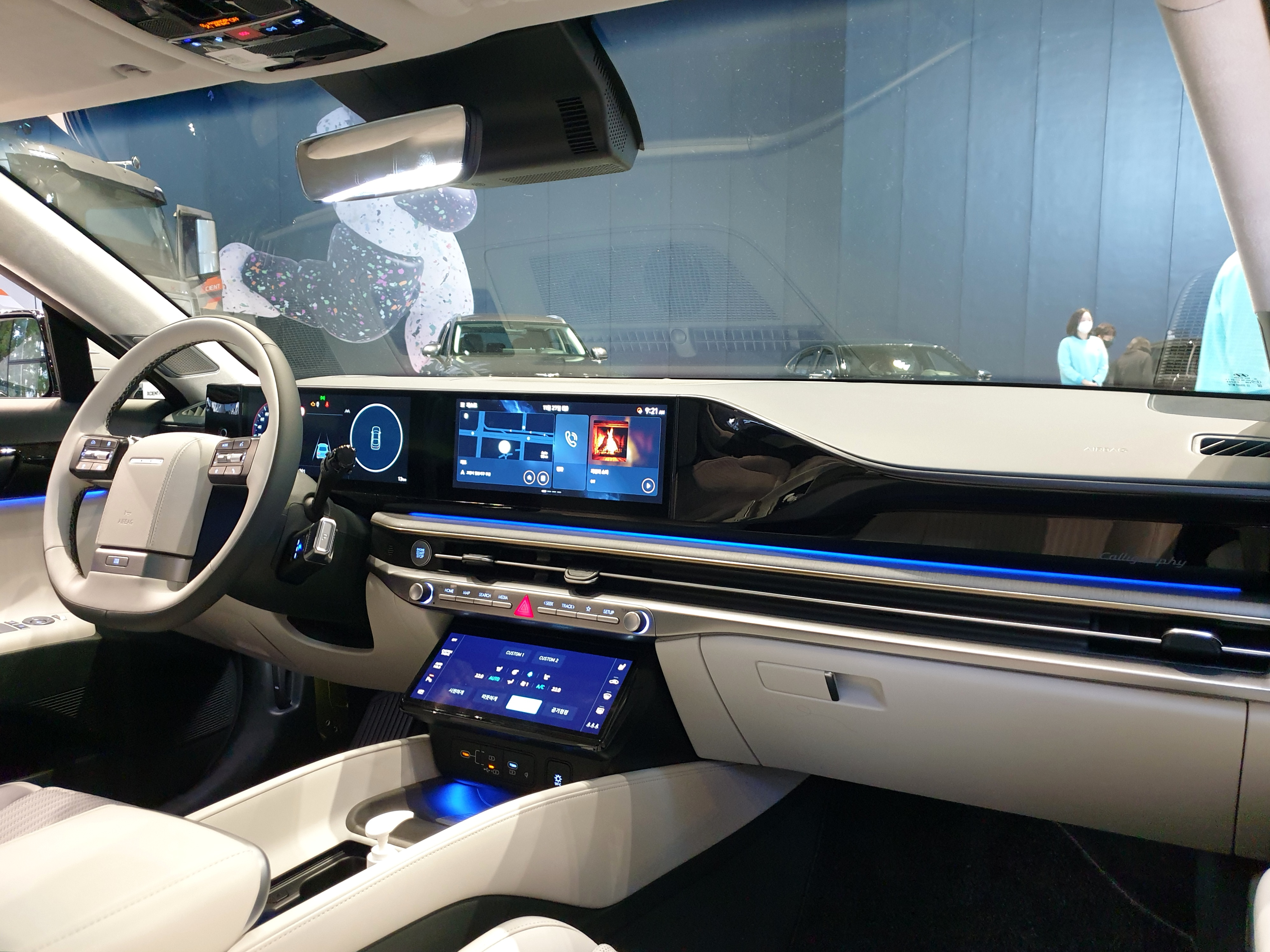
현대 디 올 뉴 그랜저 실내
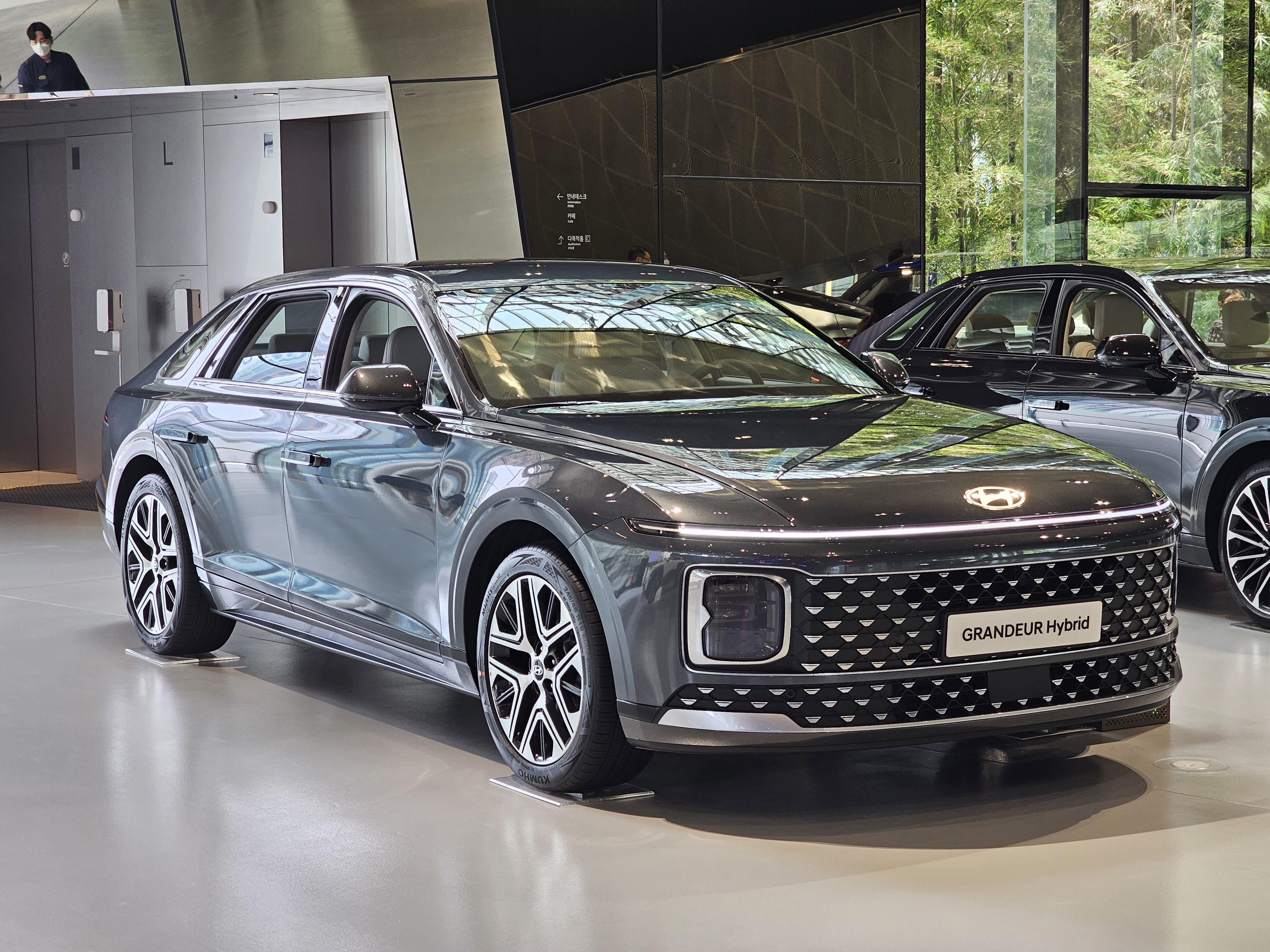
현대 디 올 뉴 그랜저 하이브리드 정측면
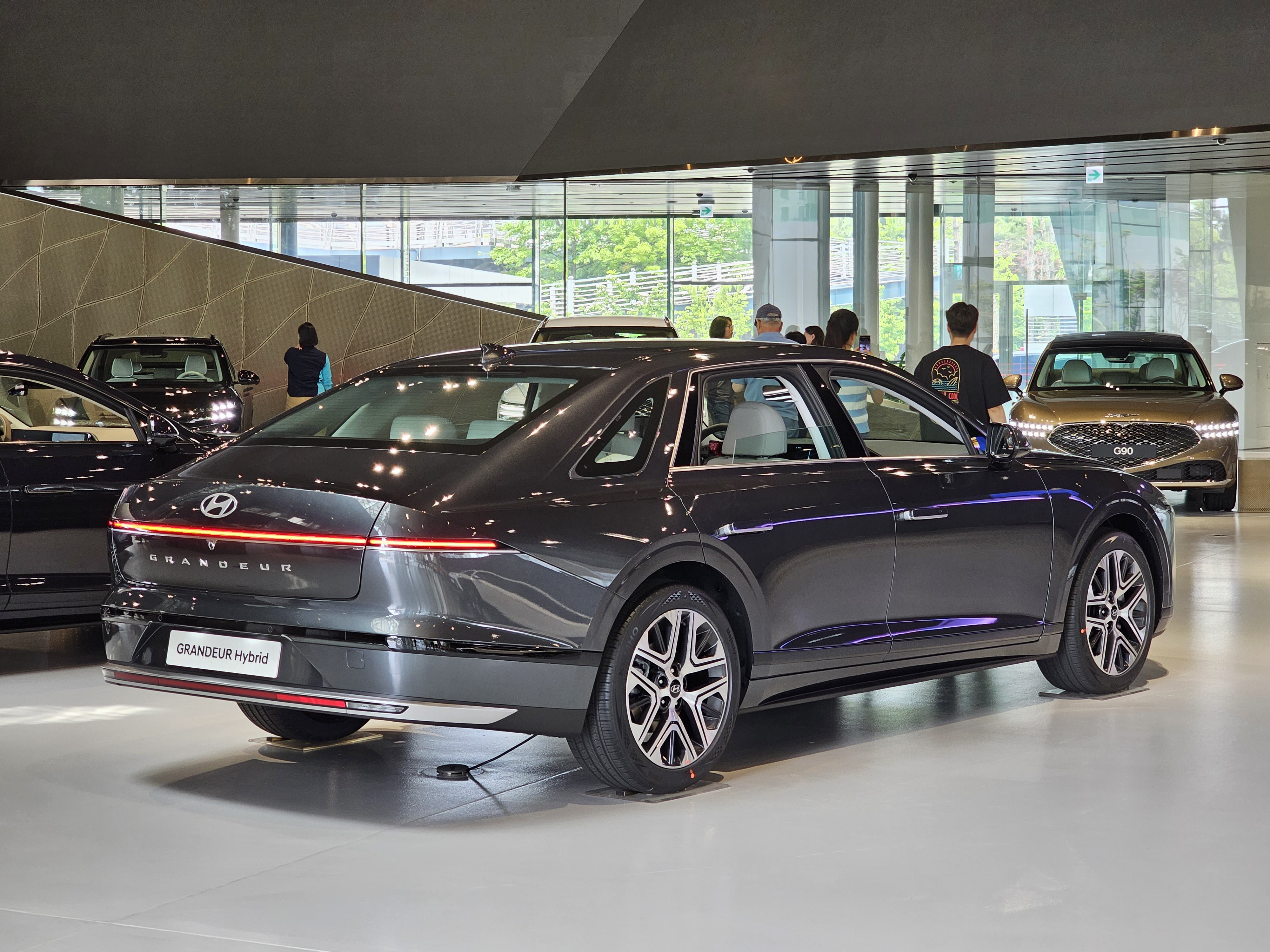
현대 디 올 뉴 그랜저 하이브리드 후측면

#### 라인업
| 구분            | 스마트스트림 가솔린 2.5 엔진     | 스마트스트림 가솔린 V6 3.5 엔진  | 스마트스트림 LPG V6 3.5 엔진 | 스마트스트림 LPG V6 3.5 엔진(장애인용) |
| --------------- | -------------------------------- | -------------------------------- | ---------------------------- | -------------------------------------- |
| 디 올 뉴 그랜저 | 프리미엄 익스클루시브 캘리그래피 | 프리미엄 익스클루시브 캘리그래피 | 프리미엄 익스클루시브        | 프리미엄 플러스 익스클루시브 플러스    |

디 올 뉴 그랜저 제원
| 구분                  | 스마트스트림 가솔린 2.5          | 스마트스트림 가솔린 3.5          | 스마트스트림 LPG 3.5             |
| --------------------- | -------------------------------- | -------------------------------- | -------------------------------- |
| 전장 (mm)             | 5,035                            | 5,035                            | 5,035                            |
| 전폭 (mm)             | 1,880                            | 1,880                            | 1,880                            |
| 전고 (mm)             | 1,460                            | 1,460                            | 1,460                            |
| 축거 (mm)             | 2,895                            | 2,895                            | 2,895                            |
| 윤거 (전, mm)         | 1,628(18") 1,624(19") 1,624(20") | 1,628(18") 1,624(19") 1,624(20") | 1,628(18") 1,624(19") 1,624(20") |
| 윤거 (후, mm)         | 1,635(18") 1,631(19") 1,631(20") | 1,635(18") 1,631(19") 1,631(20") | 1,635(18") 1,631(19") 1,631(20") |
| 승차 정원             | 5명                              | 5명                              | 5명                              |
| 연료                  | 가솔린                           | 가솔린                           | LPG                              |
| 배기량 (cc)           | 2,497                            | 3,470                            | 3,470                            |
| 최고 출력 (ps/rpm)    | 198/6,100                        | 300/6,400                        | 240/6,000                        |
| 최대 토크 (kgf·m/rpm) | 25.3/4,000                       | 36.6/5,000                       | 32.0/4,500                       |
| 연료 탱크 용량 (ℓ)    | 60                               | 60                               | 71 (80% 충전 기준)               |
| 트렁크 용량 (ℓ, VDA)  | 480                              | 480                              | 320                              |
|                       |                                  |                                  |                                  |

### 2025 그랜저(2024년6월~2025년5월)
2024년 6월 5일에 그랜저의 연식 변경 모델인 2025 그랜저를 출시했다. 2025 그랜저는 그릴, 앰블럼 등 외장 요소 일부를 블랙컬러로 고를 수 있는 블랙 익스테리어 패키지가 신규로 추가됐다.  
또한 차로 유지 보조 2, 스티어링 휠 그립 감지 시스템, 트렁크 리드 조명, 후석 시트 벨트 조명, 실내 소화기, 전자식 변속칼럼 진동 경고 기능 등 새로운 사양을 기본으로 적용했으며, 무선 소프트웨어 업데이트의 적용 범위를 공조제어기까지 확대됐다. 가솔린 2.5 모델은 3,768만 원부터, 하이브리드 프리미엄 모델은 세제혜택 반영 후 4,291만 원부터 시작한다. 옵션을 기본화하고도 가격 인상폭을 최소화했고, 이때부터 법규 개정으로 차량용 소화기가 의무 적용되며 빌트인 캠 2 적용 시 증강현실 내비게이션이 가능하다.

### 2026 그랜저(2025년5월~ 현재)
2025년 5월 21일에 2026년형 연식 변경을 출시했다. 2026 그랜저는 현대 스마트센스 II, BOSE 프리미엄 사운드 패키지, 빌트인 캠 2, 증강현실 내비게이션, 블랙 잉크 전용 외관 디자인, 캘리그래피 전용 19인치 알로이 휠 & 타이어, 순차 점등 방향지시등, 다이내믹 웰컴 라이트 등이 기본 적용된 스페셜 트림, 아너스(Honors)를 신규 운영한다. 그 외에도 캘리그래피 트림에 빌트인 캠 2, 증강현실 내비게이션이 기본 적용됐으며, 익스클루시브 트림엔 10.25인치 풀 터치 공조 컨트롤, 인터랙티브 앰비언트 무드 램프 등이 기본 사양으로 적용됐다. 또한 프리미엄 트림에는 천연 가죽 시트, 1열 통풍 시트, 스마트 파워 트렁크 등이 기본 적용됐다.
가솔린 2.5 모델의 판매가격은 3,798만 원부터 시작하며, 가솔린 3.5 모델은 4,042만 원부터 시작한다.(※ 개소세 3.5% 기준) 하이브리드 모델은 4,354만 원부터 시작한다.(※ 하이브리드 세제혜택 반영, 개소세 3.5% 기준)

## 역대 슬로건

### 1세대(L)
- 그라나다를 훨씬 능가하는 대형 고급승용차입니다. (그랜저)

### 2세대(LX)
- 한 시대를 이끌어가는 명차가 있다. (뉴 그랜저)

### 3세대(XG)
- 큰 남자의 여유 (그랜저 XG)
- 내가 이끌어가는 세상 (뉴 그랜저 XG)

### 4세대(TG)
- 누리고 싶은 특별함 (그랜저)
- 비교할수록 (그랜저 뉴 럭셔리)
- 당신의 오늘을 말해줍니다. (그랜저 뉴 럭셔리, 더 럭셔리 그랜저)

### 5세대(HG)
- 다섯 번째이자 첫 번째 그랜저 (5G 그랜저)
- 당신은 다른 심장을 가졌는가? (그랜저 셀러브리티)
- 더 강력해진 심장을 품다 (그랜저 셀러브리티)
- NEW & ORIGINAL (5G 그랜저)
- 27년 그랜저의 혁신 하이브리드로 이어가다 (그랜저 하이브리드)
- 혁신. 그랜저의 원형은 바뀌지 않는다 (5G 그랜저)
- 기대 이상의 라인업 (그랜저, 그랜저 하이브리드)
- 그대. 이제. GRANDEUR (5G 그랜저)

### 6세대(IG)
- 그랜저를 바꾸다 (그랜저)
- 그랜저를 하이브리드하다 (그랜저 하이브리드)
- 성공에 관하여 (더 뉴 그랜저)
- 성공을 새롭게 정의하다. (더 뉴 그랜저)

### 7세대(GN7)
- Outclass (디 올 뉴 그랜저)

## 각종 미디어에서의 등장
주로 정치인이나 전문직, 대기업 임원급에 있는 배역의 차량으로 자주 등장하며, 조직폭력배에서 높은 직급에 있는 배역의 차량으로도 종종 등장하는데, 어떤 위치에서도 사회에서 어느정도 자리잡은 중산층 이상의 배역들의 차량으로 등장하는 편이다.
3세대 모델 그랜저XG는 출시된 지 10년이 넘은 2010년대 이후로는 국내영화나 드라마 교통사고 장면에서 자주 등장하는 차량이기도 하다. 중고 가격이 비싸지 않으면서도 그렇게 오래 되지 않은 고급차라 등장시키기 적당하다는 이유인 듯하다. 이후 2010년대 후반부터는 4세대 그랜저 TG도 적지 않게 보인다. 이전에는 1세대와 2세대 그랜저도 사고씬에 많이 투입됐으나, 더 이상 중고 매물을 찾기도 힘들고 매물이 있도라도 올드카 프리미엄이 붙어, 중고가가 올라서 잘 사용되지 않는다.

### 영화에서의 등장
- 젊은 남자에서는 이한(이정재 분)이 짧은 추격신을 펼치는 장면이 나오는데, 해당 차량은 1세대 그랜저 후기형(검은색 3.0ℓ)이다.
- 공공의 적에서는 사채업자 두목(윤문식 분)의 아지트에서 깡패가 창문 밖으로 떨어지면서 차량을 덮치는 장면이 나오는데, 해당 차량은 1세대 그랜저 후기형(검은색)이다.
- 경마장 가는 길에서 잠시 등장하는데, 해당 차량은 1세대 그랜저 전기형(베이지색 2.0ℓ)이다.
- 투캅스에서는 강민호 형사(박중훈 분)에게 쫓기던 소매치기(강성진 분)를 들이받은 차량으로 1세대 그랜저 전기형(검은색 2.4ℓ)이, 강민호 형사와 추격전을 벌이는 변태 살인범(강신범 분)의 차량으로 1세대 그랜저 전기형(은색 2.0ℓ)이, 강민호 형사와의 밀거래 상대인 마약사범 형제 태성(최종원 분) 및 황조(임대호 분)의 차량으로 1세대 그랜저 전기형(검은색 2.4ℓ)이 등장한다.
- 투캅스 3에서는 범죄자 김태식(김춘식 분)을 태운 차량으로 2세대 그랜저 후기형(뉴 그랜저 검은색)이 등장한다.
- 돈을 갖고 튀어라에서는 천달수(박중훈 분)의 차량으로 등장하는데, 해당 차량은 2세대 뉴 그랜저(흰색 3.5ℓ 골드)이다.
- 넘버 3에서 보스인 강도식 (안석환 분)의 차량으로 등장하는데, 해당 차량은 1세대 그랜저 후기형(검은색 3.0ℓ)이다.
- 주유소 습격 사건에서는 연예 기획사 사장의 차량으로 등장하는데, 해당 차량은 2세대 뉴 그랜저(흰색 3.0ℓ)이다.
- 동해물과 백두산이에서는 최백두(정준호 분)와 림동해 (공형진 분)가 탈취한 모범 택시로 해수욕장까지 간다. 해당 차량은 2세대 뉴 그랜저(검은색 3.0ℓ 택시)이다.
- 공동경비구역 JSA에서는 준장의 차량으로 등장하는데, 해당 차량은 2세대 뉴 그랜저(검은색 이그제큐티브)이다.
- 황해에서는 김구남(하정우 분)이 타는 차량으로 추격전을 벌이다 반파되었다. 해당 차량은 4세대 그랜저(검은색 Q270)이다.
- 퀵에서는 작중 중반부 고속도로 운전자가 놀라는 철판에 맞아 박살나는 씬은 등장하며 3세대 그랜저 XG 전기형(검은색 Q25)이다.
- 친구 2에서는 이준석(유오성 분)의 수하들이 그를 수행할 때 타는 경호 차량으로 등장하며, 해당 차량은 4세대 그랜저 뉴 럭셔리(검은색 L330)이다.
- 범죄와의 전쟁: 나쁜놈들 전성시대에서는 최익현(최민식 분)의 의전 차량으로 등장하는데, 해당 차량은 1세대 그랜저 후기형(은색)이다.
- 내부자들에서는 조 상무(조우진 분)가 타는 차량이다. 해당 차량은 4세대 그랜저 뉴 럭셔리(검은색 Q270)이다.
- 범죄도시에서는 흑룡파 일당의 차량으로 등장한다. 3, 4세대 그랜저가 독사파와 춘식이파 조직원들이 타는 차량으로 나온다. 범죄도시 2에서도 해당 차량은 그랜저 TG가 등장한다.

### 드라마에서의 등장
- 거침없이 하이킥에서는 이준하(정준하 분) 가족이 타는 자동차로 나온다. 해당 차량은 4세대 그랜저(TG) 초기형(은색)이다.
- 모래시계에서는 여러 대의 그랜저들이 나오는데, 해당 차량은 거의 1세대 그랜저 후기형 (검은색 2.0)이다.
- 재벌집 막내아들에서는 순양 자동차 야심작인 순양 아테나로 나온다. 초기형에 F/L 휠을 장착했다. 문제는 나온 에피소드 마지막에 터지게...
- 카지노 시즌2에서는 5세대 그랜저 HG 전기형 (검은색 HG240 LUXURY) 모델이 등장하는데 이중 한 대는 2화에서 서태석(허성태 분)의 트렁크에 차무식(최민식 분)을 가둬놓고 강물에 함께 수장시켜 버린다.

### 만화에서의 등장
- 헬로 카봇에서는 주인공인 차탄을 지켜주는 로봇인 카봇 호크가 등장하는데 카봇 호크의 차량이 5세대 HG 그랜저 중기형(파란색 HG330 셀러브리티)이다.
- 터닝메카드 W에서는 메카니멀 로봇인 크라켄이 등장하는데 크라켄의 차량이 5세대 HG 그랜저 후기형(흰색 HG300 익스클루시브)이다.
- 또봇: 대도시의 영웅들에서는 로봇인 또봇 켄이 등장하는데 또봇 켄의 차량이 7세대 GN7 그랜저이다.

### 뮤직 비디오에서의 등장
- 싸이의 7집 앨범인 칠집싸이다에 수록된 곡인 나팔 바지의 뮤직 비디오에도 등장하는데, 해당 차량은 1세대 그랜저 후기형(검은색 2.0)이다.

### 교양에서의 등장
- 경찰청 사람들에서 범죄로 재구성을 할때 나오는데 1세대, 2세대 차량으로 나온다.